# Nicolas II
Pour les articles homonymes, voir Nicolas II.
Pour les autres membres de la famille, voir Maison Romanov.
Nicolas II (en russe : Николай II), né Nikolaï Alexandrovitch Romanov (en russe : Николай Александрович Романов, en transcription universitaire Nikolaj Aleksandrovič Romanov) le 6 mai 1868 (18 mai dans le calendrier grégorien) au palais de Tsarskoïe Selo et assassiné le 17 juillet 1918 à Iekaterinbourg, est un empereur de Russie de la dynastie des Romanov. Il est « tsar de toutes les Russies » du 1er novembre 1894 à son abdication le 15 mars 1917, ainsi que roi de Pologne et grand-duc de Finlande.
Sous son règne, la Russie connaît un essor économique, social, politique et culturel sans précédent, commencé sous le règne de son père, Alexandre III. Les serfs ont été libérés pendant le règne de son grand-père Alexandre II et les impôts allégés. Le Premier ministre Piotr Stolypine réussit à développer une classe de paysans riches. Le pays devient la troisième ou quatrième puissance économique mondiale et possède le troisième réseau ferroviaire après les États-Unis et le Canada. Le rouble devient une monnaie convertible et outre un nombre important de marchands et d'industriels, l'Empire possède désormais ses propres financiers qui sont souvent des mécènes. Sur le plan culturel, la Russie connaît alors un « âge d'argent », et prend la deuxième place dans le domaine de l'édition de livres. De nouvelles universités, des écrivains, sculpteurs, peintres, danseurs sont à l'époque connus dans le monde entier.
Nicolas II gouverne de 1894 jusqu'à son abdication en 1917. Alors que son empire connaît une rapide croissance économique et démographique, il ne réussit pas à gérer efficacement ses mutations culturelles et socio-économiques ni les revendications politiques qui en découlent. La fin de son règne est marquée par un enchaînement de catastrophes : la défaite de l'armée impériale dans la guerre russo-japonaise entraîne la révolution russe de 1905 et une ébauche de régime parlementaire ; l'engagement désastreux de la Russie dans la Première Guerre mondiale aboutit en 1917 à la révolution de Février qui met fin au régime impérial.
Le gouvernement provisoire, ne sachant trop quoi faire de lui, l'enferme avec sa famille dans le palais Alexandre à Tsarskoïe Selo, puis dans la maison du gouverneur à Tobolsk, et finalement dans la villa Ipatiev, à Iekaterinbourg. Pendant la guerre civile russe, Nicolas II, son épouse, son fils, ses quatre filles, le médecin de la famille, son domestique personnel, la femme de chambre et le cuisinier sont assassinés par des bolcheviks dans la nuit du 16 au 17 juillet 1918. 
Le Concile de l'Église orthodoxe russe canonise la famille impériale en la cathédrale du Christ-Sauveur de Moscou le 20 août 2000.

## Jeunesse

### Naissance et famille

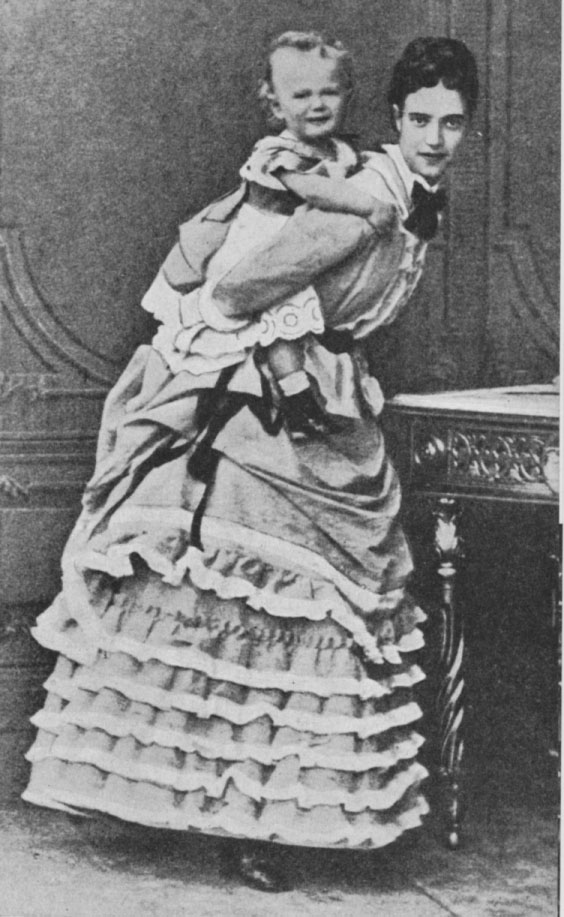
Nicolas II avec sa mère, Marie Fedorovna, en 1870.

Le 6 mai 1868 naît Nicolas Alexandrovitch Romanov, fils et premier enfant du tsarévitch (futur tsar Alexandre III de Russie) et de Marie Feodorovna (1847-1928), fille de Christian IX, roi de Danemark. Il est baptisé le 20 mai 1868 (1er juin dans le calendrier grégorien) dans l'église de la Résurrection du Christ du palais Catherine à Tsarskoïe Selo par le confesseur de la famille impériale, le protopresbytre Vasilli Borisovitch Bajanov. Ses parrains et marraines sont son grand-père paternel le tsar Alexandre II de Russie, sa grand-mère maternelle la reine Louise de Danemark, son oncle maternel le prince héritier Frédéric de Danemark et la grande-duchesse Hélène Pavlovna. Baptisé du prénom de Nicolas, traditionnel dans la famille Romanov, le jeune garçon est nommé en mémoire du frère aîné de son père qui est aussi le premier fiancé de sa mère, le tsésarévitch Nicolas Alexandrovitch de Russie, décédé jeune en 1865. Au sein de la famille, il est surnommé « Nikki » tout au long de sa vie.

### Enfance

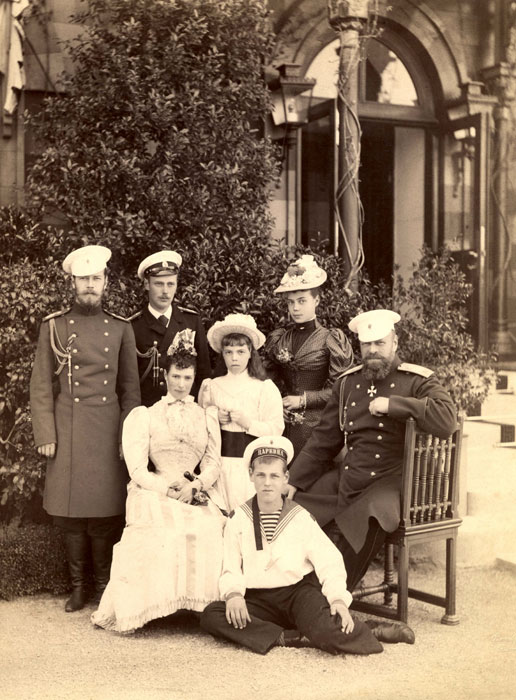
Le futur tsar Nicolas II (debout à gauche) avec ses parents et ses frères et sœurs en 1893.

Il est le premier des six enfants du couple grand-ducal qui auront après lui : Alexandre (1869-1870), Georges (1871-1899), Michel (1878-1918), Xénia Alexandrovna (1875-1960) et Olga (1882-1960). Nicolas et ses plus jeunes frères sont élevés à la dure : des lits de camp, un ameublement simple, des icônes de la Vierge et de l'enfant Jésus. Leur grand-mère Marie Alexandrovna avait introduit les coutumes britanniques en matière d'éducation chez les Romanov : gruau pour le déjeuner, bains froids, abondance d'air frais… Leur mère est brillante, enjouée, aimant la vie en société, les bals et les fêtes et elle leur donne le goût du divertissement et de la vie mondaine, mais elle ne s’occupe guère d’eux et c’est leur père, géant rude et bourru, qui monte dans leurs chambres pour les câliner.

### Héritier du trône
Le 1er mars 1881 (13 mars dans le calendrier grégorien), Nicolas assiste à la brève agonie de son grand-père, l'empereur Alexandre II de Russie, dont un attentat a arraché les jambes et défiguré le visage. Or cet attentat survient alors même qu'Alexandre II, poursuivant sa politique réformatrice, s'apprêtait à faire de grandes réformes. Nicolas devient tsarévitch à l'âge de 12 ans. Pour des raisons de sécurité, le nouvel empereur Alexandre III et sa famille s'installent au palais de Gatchina en dehors de la ville.
À l'adolescence, le tsarévitch, d'un caractère déjà sérieux et réservé, respecte les conseils de ses précepteurs et obéit aux ordres de son père. Alexandre III confie l'éducation de son fils à des hommes issus de son gouvernement, parmi lesquels le procureur du Saint-Synode, Constantin Pobiedonostsev, le général Danilovitch, le ministre des Finances Bunge, totalement pénétrés de la nécessité d'un pouvoir impérial fort.
En 1884, à l'âge de seize ans, il rencontre pour la première fois la princesse Alix de Hesse-Darmstadt, l'une de ses cousines allemandes, orpheline de mère élevée à la cour d'Angleterre, âgée de douze ans, dont il tombe amoureux. Toutefois la perspective d'un possible mariage avec une princesse allemande contrarie aussi bien l'empereur que l'impératrice et Alexandre III ordonne à Nicolas Alexandrovitch d'abandonner tout espoir de se marier avec une Allemande.
Le futur empereur mesure 1,73 m, mince, avec des cheveux châtains et des yeux bleus, il est, selon ses contemporains, bien de sa personne. Excellent danseur, patineur et cavalier, il a le goût de la chasse, parle plusieurs langues, dont le français, mais la politique est pour lui une corvée et il est très intimidé par ses oncles et cousins géants aux manières rudes et à la voix forte.

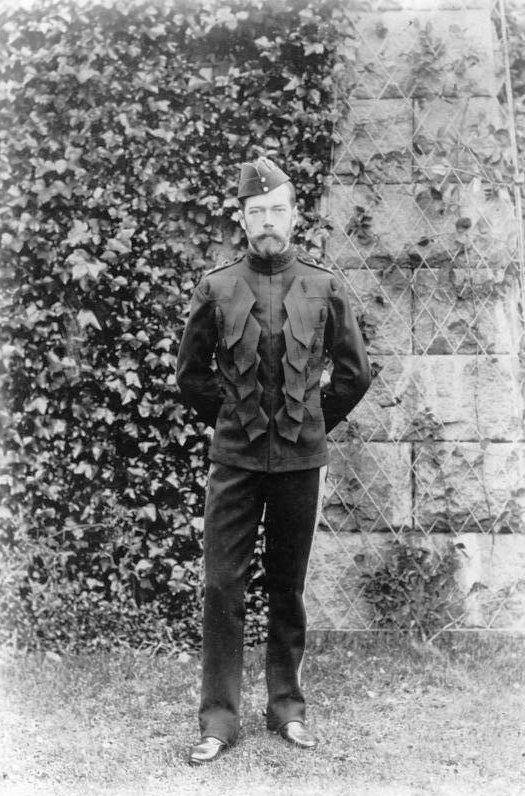
En uniforme écossais en 1890.

De 1885 à 1890, il fréquente la faculté de sciences politiques et économiques de l'université impériale de Saint-Pétersbourg, devient colonel de la Garde impériale et suit aussi les cours de l'Académie d'État. Les journaux intimes du jeune Nicolas montrent son enthousiasme pour la vie de caserne, pour les parades, les revues, et la vie des jeunes soldats de la capitale. L'empereur, cependant, ne fait rien pour lui enseigner l'art de gouverner. Il veut en faire un juriste, un officier et le meilleur représentant de la grande Russie et de l'illustre famille des Romanov auprès des cours européennes. Le futur Premier ministre Serge Witte propose à Alexandre III de nommer le tsarévitch Nicolas président des travaux du Transsibérien. L'empereur refuse : « Connaissez-vous bien le tsarévitch ? A-t-il jamais réussi à parler sérieusement avec vous ? Il est encore un enfant dans tout et pour tout, il juge les choses en mode enfantine. Comment serait-il capable de présider un comité ? » L'homme d'État lui réplique qu'il ne sera là « que pour présider, pas pour comprendre ».

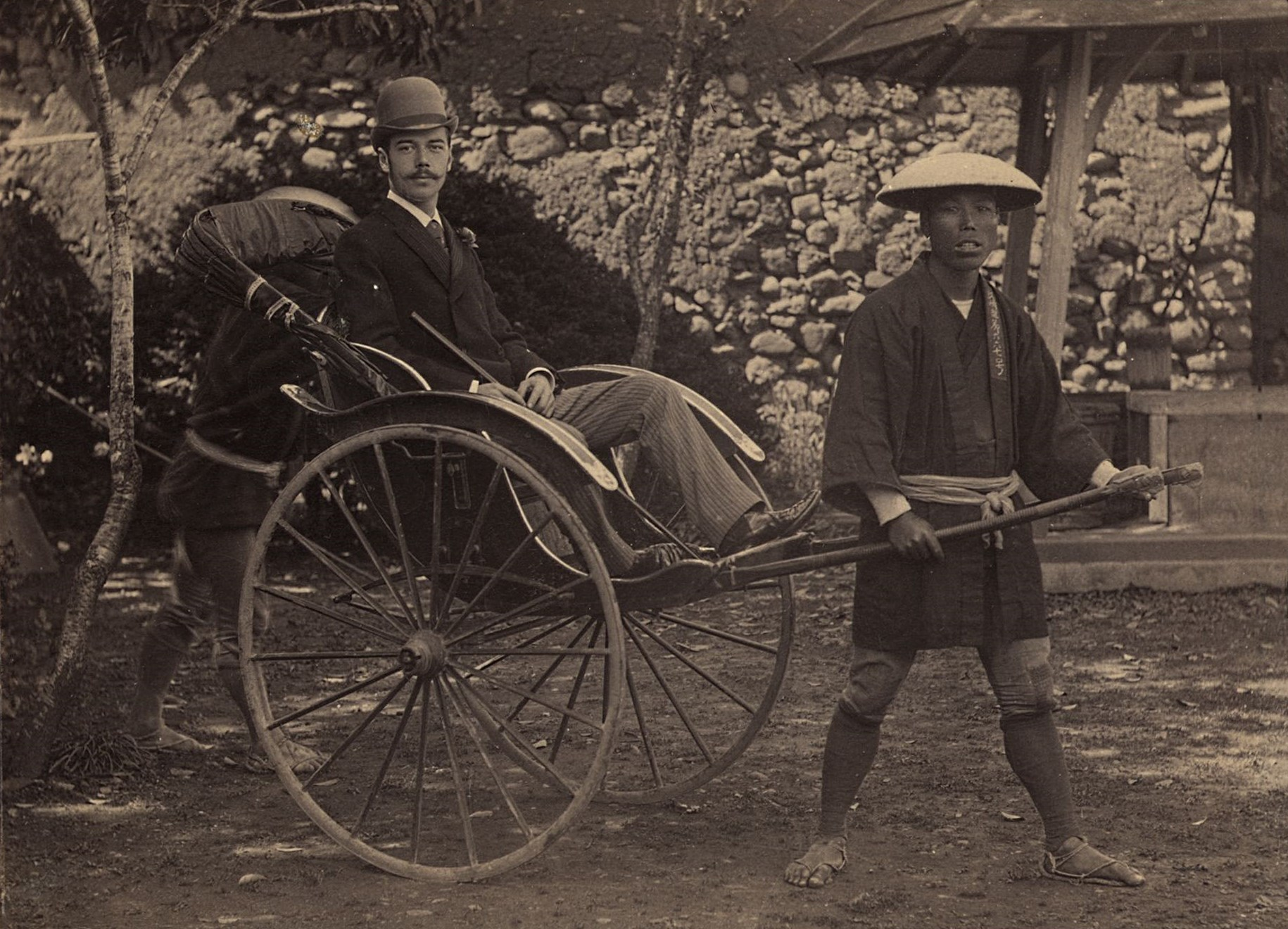
Le tsarévitch Nicolas à Nagasaki en 1891.

Le 23 octobre 1890, Nicolas appareille sur un croiseur russe et fait une tournée officielle en Grèce, en Égypte, aux Indes, dans le Sud-Est asiatique, en Chine et au Japon, accompagné de son frère Georges et de leur cousin, le prince Georges de Grèce, second fils du roi des Hellènes Georges Ier. Cependant, ressentant les premiers symptômes de la maladie qui l'emportera prématurément, le grand-duc Georges rentre en Russie laissant son frère aîné et leur cousin continuer le voyage. Pendant son séjour au Japon, le tsarévitch fait l'objet d'une tentative d'assassinat, lorsqu'un policier japonais de son escorte, Tsuda Sanzo, nationaliste fanatique, l'attaque avec son sabre, le blessant à la tête. Nicolas minimise l'incident, mais les autorités japonaises craignent que cet incident ne dégrade les relations entre les deux pays. L'empereur Meiji va ainsi en personne rencontrer Nicolas convalescent, et, en signe de respect, fait fermer tous les théâtres du pays pour une durée de 24 heures. Tsuda est par la suite condamné à la prison à vie.
À son retour, son père lui conseille de s'amuser et va jusqu'à favoriser une relation du tsarévitch avec la première danseuse du théâtre Mariinsky, Mathilde Kschessinska.
Au début des années 1890, la santé de l'empereur Alexandre III se dégrade. Comme Nicolas est épris de sa cousine, il obtient le consentement à son mariage avec Alix, malgré l'insistance de ses parents à le marier à la princesse Hélène d'Orléans, fille de Philippe d'Orléans et ainsi renforcer l'alliance franco-russe. Le 8 avril 1894, Nicolas Alexandrovitch et Alix de Hesse-Darmstadt se fiancent officiellement au château de Cobourg, en présence de leurs familles, parmi lesquelles on pouvait compter l'empereur Guillaume II et la reine Victoria, grand-mère commune à la fois de la fiancée et du Kaiser.
Avant de mourir, Alexandre son père l'exhorte : « Manifeste ta propre volonté, ne laisse pas les autres oublier qui tu es ». Nicolas II succède à Alexandre III, le 1er novembre 1894.

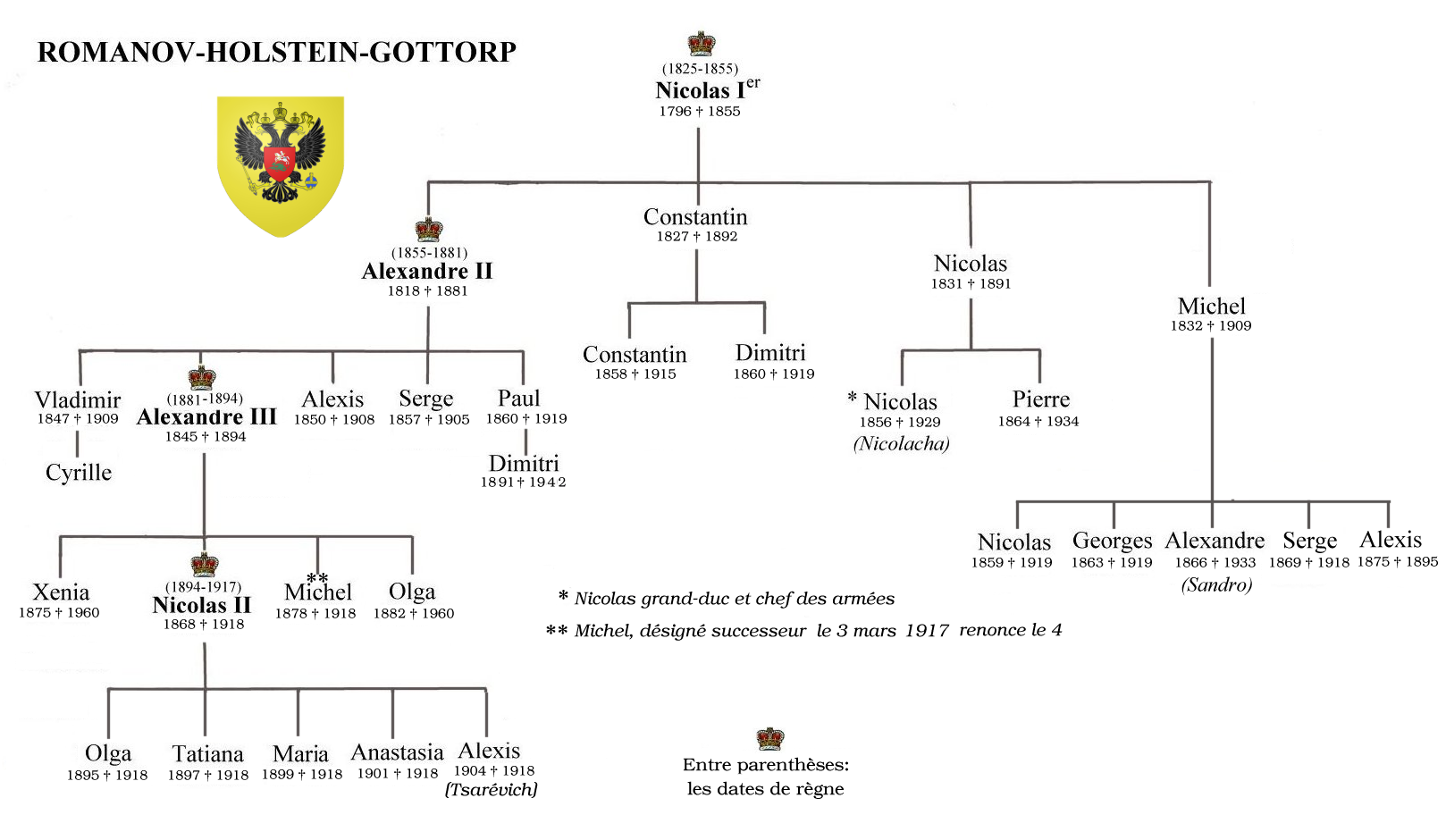
Ses proches parents.

## Premières années de règne

### Mariage

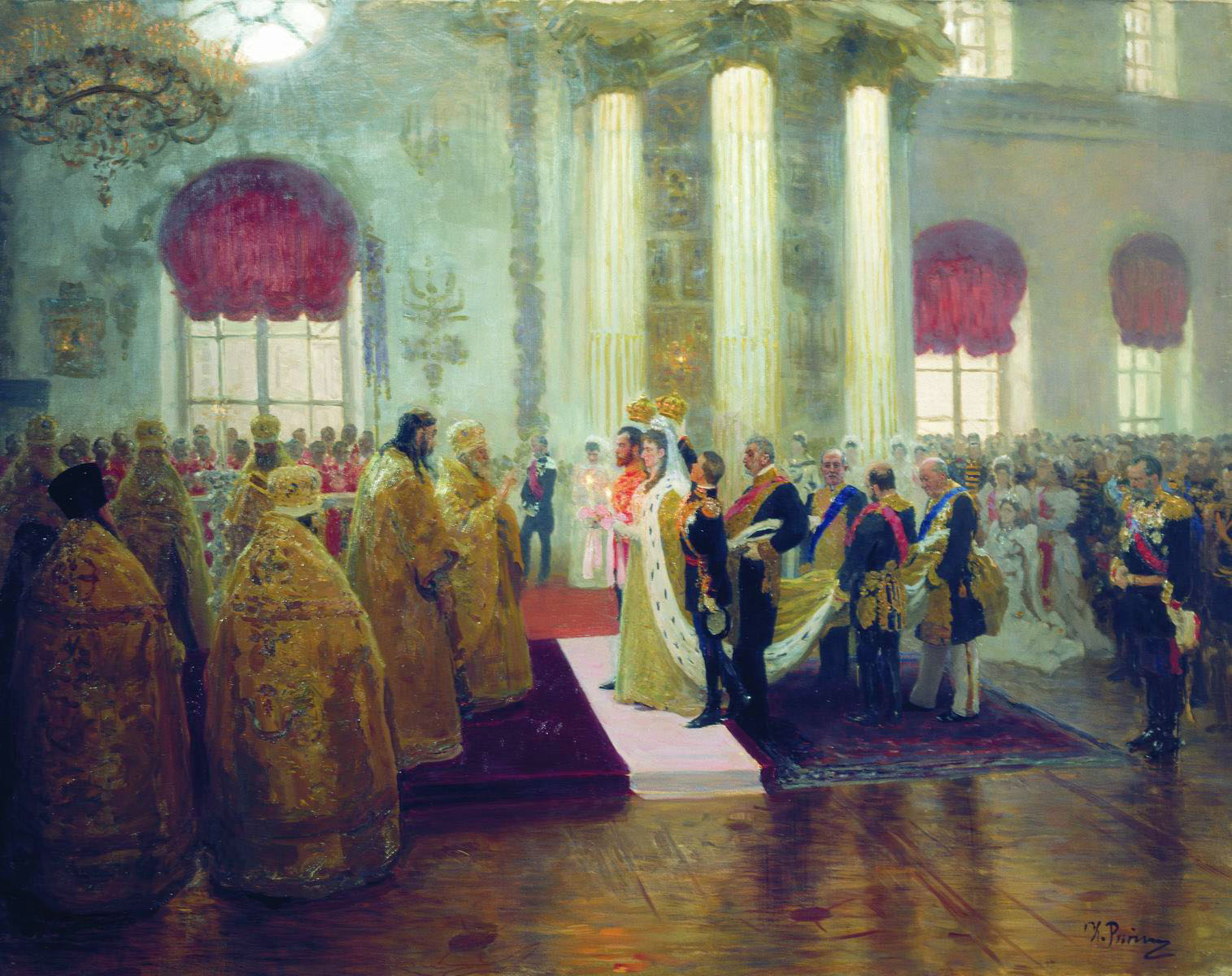
Le mariage de Nicolas II et de l'impératrice Alexandra Fedorovna. Peint par Ilia Répine.

Le nouvel empereur s'interroge : « Que va-t-il nous arriver à moi et à toutes les Russies ? ». Il avoue : « Non, je ne suis pas prêt à être un tsar. Je n'ai jamais voulu l'être. Je ne sais rien sur ce qu'il doit faire pour gouverner. Je n'ai pas la moindre idée de comment on parle aux ministres »,. Pendant un certain temps, il se contente d'imiter son père, mais il consacre beaucoup plus d'attention aux détails de l'administration que ce dernier.
Protestante, sa fiancée se convertit avec réticence à l'orthodoxie. Le Kaiser, leur cousin, s’entremet avec succès. Il veut renouer l’entente des trois empereurs.
Le tsar Alexandre III meurt le 1er novembre 1894. À peine un mois plus tard, le 26 novembre 1894, Nicolas II épouse la princesse Alix de Hesse-Darmstadt (1872-1918), fille du grand-duc Louis IV de Hesse et de la grande-duchesse, née princesse Alice d'Angleterre (1843-1878). Elle est connue en Russie sous le nom d'Alexandra Féodorovna. Les cérémonies de mariage obéissent à un rite multiséculaire mais pour le peuple la nouvelle tsarine est arrivée « derrière un cercueil » présage de malheur.
Nicolas II et Alexandra auront cinq enfants : quatre filles, Olga (1895-1918), Tatiana (1897-1918), Maria (1899-1918), Anastasia (1901-1918) et enfin un fils, le tsarévitch Alexis Nikolaïevitch (1904-1918). Il existe de nombreuses photos du mariage, du couple et de ses enfants, qui forment une famille très unie. Les cinq enfants auront pour précepteur le Suisse Pierre Gilliard.

### Couronnement

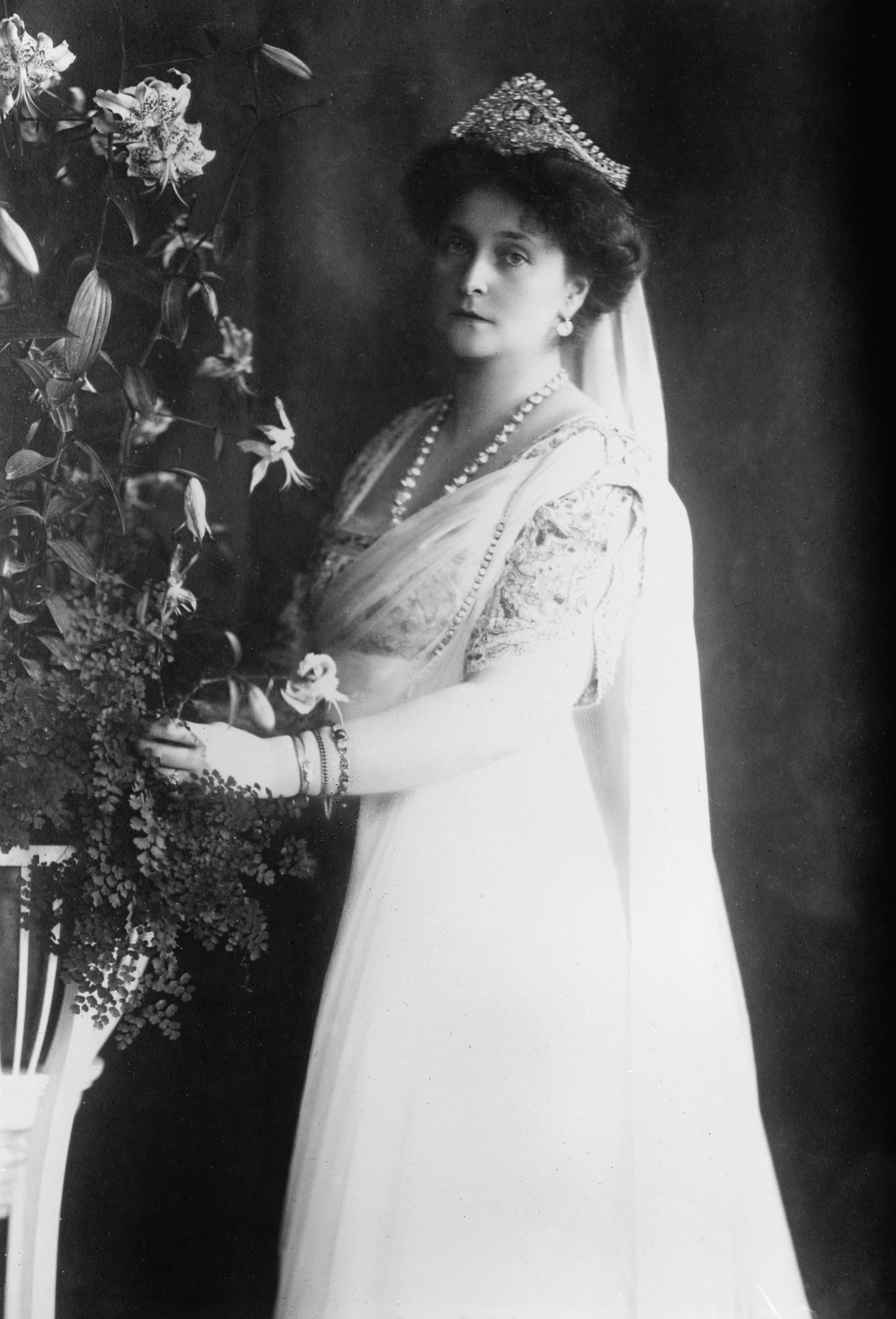
L'impératrice Alexandra Fedorovna de Russie.

Le 26 mai 1896 est le jour de son sacre comme empereur et autocrate de toutes les Russies par la Grâce de Dieu (Божию Милостию, Император и Самодержец Всероссийский) et basileus de l'Église orthodoxe russe. Son titre complet est: Par la grâce de Dieu, Nous Nicolas, Empereur et autocrate de toutes les Russies, de Moscou, Kiev, Vladimir, Novgorod ; Tsar de Kazan, Tsar d'Astrakhan, Tsar de Pologne, Tsar de Sibérie, Tsar de Chersonèse taurique, Tsar de Géorgie ; Seigneur de Pskov et Grand Prince de Smolensk, de Lituanie, de Volhynie, de Podolie et de Finlande ; Prince d'Estonie, de Livonie, de Courlande et de Semigalie, de Samogitie, de Bialystok, de Carélie, de Tver, de Yougor, de Perm, de Viatka, de Bogar et d'autres ; Souverain et Grand Prince de Nijni Novgorod, Tchernigov, Riazan, Polotsk, Rostov, Jaroslavl, Beloozero, Udoria, Oudorski, Kondia, Vitebsk, Mstsislaw ; Souverain et Seigneur d'Ibérie, de Karthli, des terres kabardes et de la province arménienne : Souverain héréditaire et possesseur des princes circassiens et montagnards et d'autres ; Souverain du Turkestan, héritier de Norvège, duc de Schleswig-Holstein, Stormarn, Dithmarschen et Oldenbourg, et ainsi de suite, et ainsi de suite.
Le rituel est inspiré de Byzance et a lieu à Moscou, la troisième Rome. À Moscou se trouvent les corps de ses ancêtres, et cette grande ville, outre qu’elle est le centre de l’Empire (Rossia), incarne la tradition Rous, l’ancienne Russie. Se conformant aux précédents couronnements, Nicolas II fait une entrée triomphale dans la ville de Moscou, sur un cheval blanc, suivi des deux impératrices.
Le jour de cette cérémonie très importante, une bousculade nommée tragédie de Khodynka, se produit dans la foule au champ de Khodynka, provoquant la mort de plusieurs centaines de personnes qui sont piétinées. Le tsar pense annuler les cérémonies officielles, mais il n’ose se décommander au bal du comte de Montebello, l’ambassadeur français. Il y paraît donc, blême et anxieux. Après la fête, il se rend au chevet des blessés. En raison de cette catastrophe et de la participation du tsar au bal, le peuple va se mettre à haïr la tsarine qu’il surnomme « l’Allemande ». Or, tous ceux qui vont la rencontrer vont rapidement se rendre compte qu’elle déteste l'Empire allemand et parle, et écrit, en anglais, sa langue maternelle.

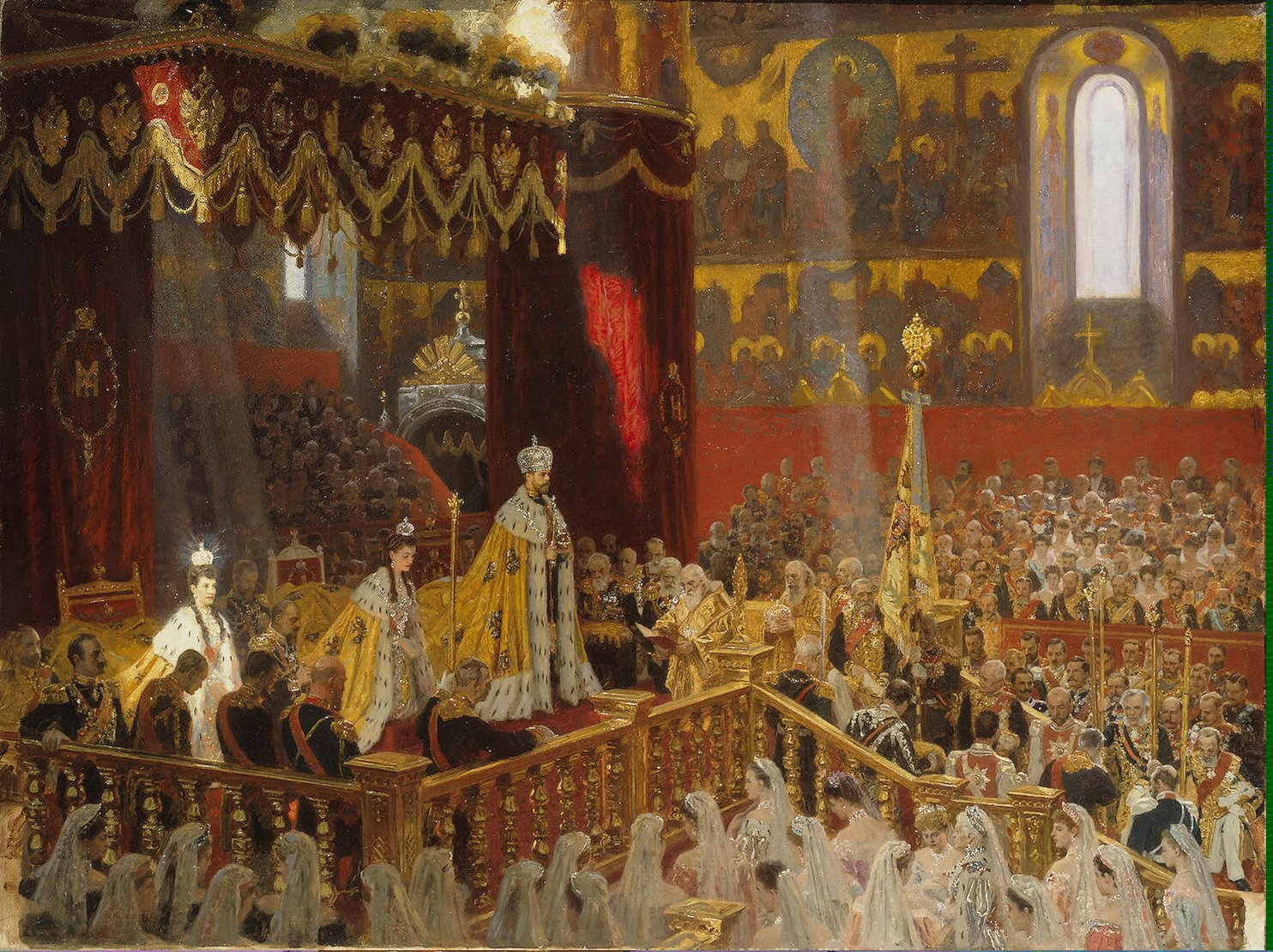
Couronnement de Nicolas et d'Alexandra.

Mal préparé à assumer ses fonctions, Nicolas II est généralement considéré par les historiens comme un homme n'ayant ni l'imagination créatrice, ni l'énergie de concevoir un autre ordre. Il subit constamment l'influence de son épouse. Il rêve d'une existence bourgeoise avec elle et leurs enfants et de parties de tennis ou de bains dans les eaux glacées de la Baltique. D'ailleurs trois jours après son mariage, il écrit dans son journal : « Avec Alix je suis immensément heureux. Dommage que les affaires d'État me prennent tant de temps. Je préfèrerais passer avec elle toutes ces heures ». Le tsar semble parfaitement inconscient des intrigues de la cour, de sa dépravation et de l'affairisme de certains de ses conseillers. Peu capable de refus, il est trop délicat et bien élevé pour se déterminer grossièrement et, plutôt que refuser, préfère se taire. Son épouse écrit à la fin de sa vie en 1917 à une amie : « Si vous saviez au prix de quel effort il a pu vaincre en lui cette propension à la colère, propre à tous les Romanov !… Le plus magnifique des vainqueurs est celui qui se vainc lui-même ».
En dépit d'une visite au Royaume-Uni avant son accession, où il s'intéresse au fonctionnement de la Chambre des communes, Nicolas II est opposé au parlementarisme, et même à une extension des pouvoirs des assemblées locales, les zemstvos. Il défend le principe de l'autocratie absolue. Au mois de janvier 1895, il expose clairement son programme : il est le dépositaire d’une tradition, celle des Romanov, et l’autocratie est un principe sacré, légitimé par des lois qui ne sont pas temporelles. Il répète aux Russes : « Vous avez formulé des rêves insensés ».

### Affirmation de l'autocratie
Nicolas II veut conserver l'organisation centralisée du pouvoir, qui avait permis de conserver la stabilité gouvernementale. Parmi ses principaux collaborateurs, figurent des hommes jadis proches conseillers d'Alexandre III, comme le procureur du Saint-Synode, Constantin Pobiedonostsev, ancien précepteur de ce dernier, les ministres de l'Intérieur, Ivan Goremykine (de 1895 aux 1899) et le comte Plehve (de 1902 à 1904), le chef de la police de Saint-Pétersbourg, Dimitri Feodorovitch Trepov (de 1896 à 1905). Le choix de son cabinet annonce quelles vont être les orientations politiques des premières années du règne du jeune Nicolas II.

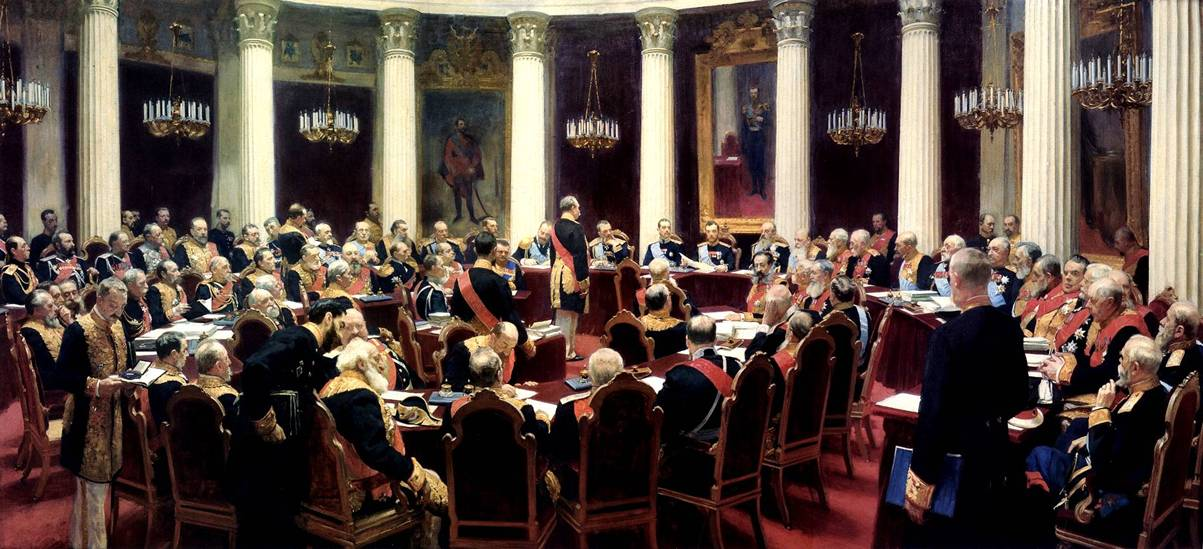
Le tsar préside le Conseil d'État le 27 mai 1901.

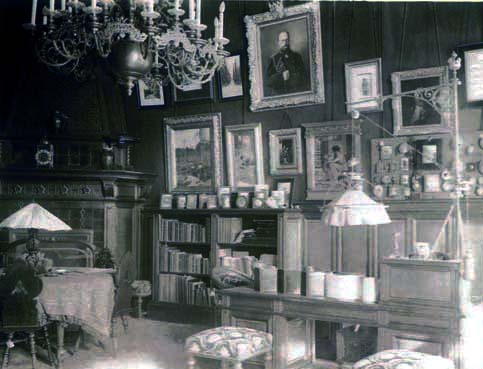
Bureau du tsar au palais Alexandre de Tsarkoie-Selo.

Totalement novice dans l'art de gouverner un État, il arrive au trône en appliquant les doctrines conservatrices apprises de Pobiedonostsev. Il a des idées toutes-faites et idéalise la réalité russe. Il est influencé par la lecture des biographies des saints orthodoxes et du tsar Alexis Ier, connu dans l'histoire russe comme « le bon tsar » et se veut être un vrai « père du peuple », le surnom du tsar dans les campagnes russes,.
En même temps, il accède aux demandes de sa femme, timide et puritaine, qui veut s'éloigner, ainsi que sa famille, de la vie mondaine de l'aristocratie russe, en choisissant comme résidence le palais Alexandre, situé à Tsarskoïe Selo, en français le « village des Tsars ». Cela le rendra — et surtout l'impératrice Alexandra — antipathique à une partie importante de la grande noblesse de Moscou et de Saint-Pétersbourg, qui ne se reconnaît pas dans cet empereur privilégiant un style de vie austère loin de la cour.
Sous l'impulsion du comte Plehve, ministre de l'Intérieur, il soumet les zemstvos, assemblées provinciales ouvertes au peuple, à des fonctionnaires d'État, et organise une russification des « provinces », en particulier de la Pologne, de la Finlande et du Caucase. Il accroît également la politique antisémite amorcée par son père Alexandre III : numérus clausus, ghettos, et surtout sanglants pogroms exécutés par les Cent-Noirs. Il justifie ces massacres par la necessité de combattre le socialisme : « Le peuple s’est indigné de l’impudence et de l’insolence des révolutionnaires et des socialistes, et comme neuf dixièmes d’entre eux sont des youpins, toute sa colère s’est abattue sur eux, d’où les pogroms juifs ».

### Serge Witte et l'industrialisation de la Russie
Nicolas II conserve aussi le ministre de son père, Serge Witte. Malgré leur divergence de caractère, Nicolas II approuve la politique de développement économique intensif menée par son ministre des Finances (de 1892 à 1903). Le comte de Witte veut faire de la Russie une grande puissance européenne.

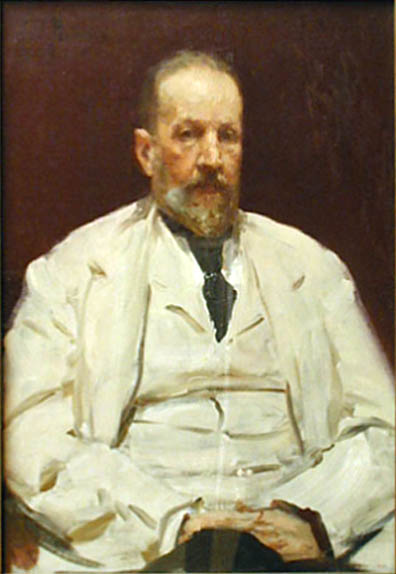
Portrait du comte Serge Witte par Ilia Répine.

Le 3 janvier 1897, Serge Witte continue les réformes financières amorcées sous Alexandre III : le rouble-or est instauré dont l'impérial (15 roubles) et le demi-impérial (7 roubles et 50 kopecks). Cette réforme donne un élan sans précédent en Russie, à l'économie et aux développements de l'industrie,. La dette de la Russie passe de 258 à 158 millions de roubles entre 1897 et 1900.
Le comte de Witte a aussi comme priorité le développement du commerce à l'étranger. Après une négociation serrée avec Berlin, le gouvernement allemand accepte d'appliquer à la Russie un tarif douanier très favorable. En 1914, la moitié des importations russes viendront d’Allemagne et un tiers des exportations y partiront.
Pour développer l'industrie, Serge Witte a recours à l'emprunt à l'étranger, les fameux emprunts russes. De 1895 à 1899, ils atteignent 275 millions de roubles, venant avant tout de France et un peu de Belgique. Grâce à eux, le développement industriel est considérablement facilité. La production augmente en effet de 8 % dans les années 1890.

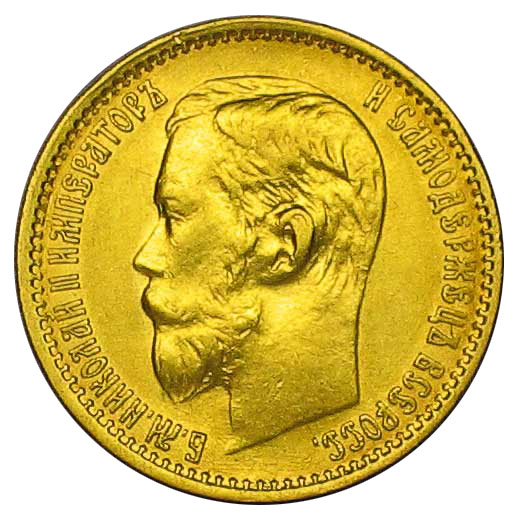
Pièce de cinq roubles.

Witte encourage les compagnies privées étrangères à venir investir en Russie. En 1900, près de 300 sociétés, en grande partie françaises et belges, y sont installées. Elles contrôlent 60 % de la production de houille et 80 % de celle du coke.
Les progrès réalisés dans le domaine du développement économique, sans réel souci du sort des ouvriers, entraînent logiquement des mouvements sociaux. Serge Witte se rend compte de la nécessité de faire des réformes sociales, culturelles et politiques. Mais il doit faire face à l’essor de la culture russe traditionnelle qu'inspire au peuple et aux intellectuels la peur du changement. C’est le cas de Constantin Aksakov et d'Alexeï Khomiakov, slavophiles ennemis de l’Occident et du progrès, partisans du retour au mir et à l’orthodoxie des anciens. Et aussi à l’opposition des grands propriétaires fonciers et d'industriels voulant de la main-d'œuvre bon marché. En juillet 1897, le gouvernement limite la journée de travail à onze heures trente et le travail de nuit à dix heures.
Malgré tout, Nicolas II est conscient de la valeur de Witte qu'il déteste, car il le soupçonne d'être franc-maçon (ce qu'il était), mais qu'il laisse réformer et industrialiser l’Empire. Avant la fin du siècle, la balance commerciale russe n’est plus déficitaire et le rouble devient convertible et fiable. Des chemins de fer sont construits dans tout le pays, dont le Transsibérien terminé en 1901. Witte transforme la Russie en « serre du capitalisme ». On le compare souvent à Colbert et à Turgot.
La politique agricole, au contraire, se montre ruineuse et inadéquate. Les jachères sont nombreuses et les paysans libres endettés. Witte comprend qu'il faut baisser leurs impôts et, comme il constate que la vodka est consommée en quantité excessive, il décrète l'alcool monopole d'État. Le Trésor se gonfle des sommes importantes générées par la consommation de vodka. Entre 1893 et 1899, 24 pour cent des ressources du gouvernement proviennent de la vodka.
La population passe de 98 à 175 millions d’habitants de 1880 à 1914. Witte repeuple la Sibérie et des territoires en Extrême-Orient. L'exploitation des ressources orientales toutefois engendre un conflit administratif de compétences entre les ministères des Finances et des Étrangers.
En 1900, la crise mondiale de la monnaie cause la fermeture d'industries et de banques. Les propriétaires fonciers, opposés à Witte profitent de la situation pour relancer des attaques contre lui, en l’accusant d’être le père de la social-démocratie. La Russie reprendra seulement en 1903 son ascension économique.

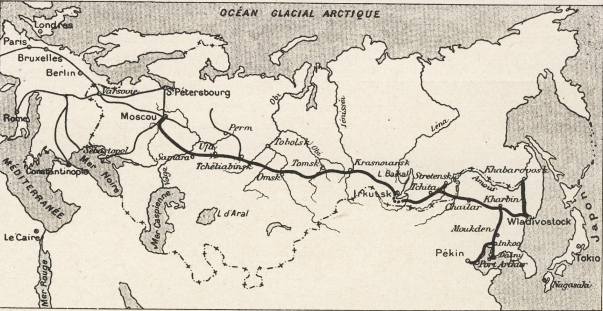
La ligne transsibérienne en 1904.

### Défense de la paix

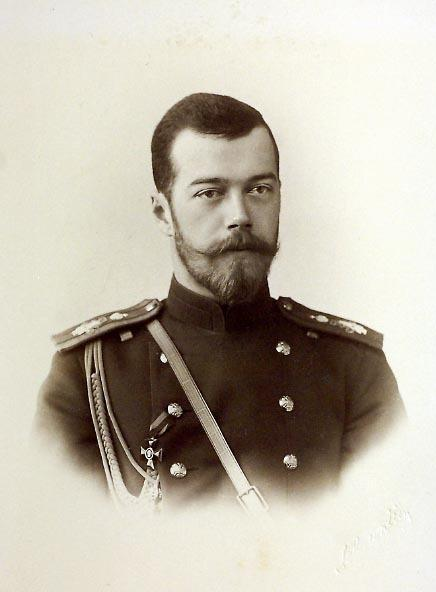
Portrait en 1894.
Photo Sergei et Rafail Levitsky.

Sur le plan intérieur, en 1897, le tsar envoie le général Galitzine (en) russifier les provinces du Caucase et en 1898, il nomme gouverneur général du grand-duché de Finlande Bobrikov qui entreprend une certaine russification de la population.
Malgré cette répression, un appel au désarmement est lancé en 1898 par Nicolas II, conseillé par Witte qui est totalement opposé à une guerre soit avec l’Allemagne, soit avec le Japon. Nicolas II lance à tous les pays un appel au désarmement et à la paix mondiale, en se référant aux conséquences commerciales, financières et morales de la course aux armements. En 1899, le tsar choisit la ville de La Haye pour la première conférence internationale devant discuter de ce problème.

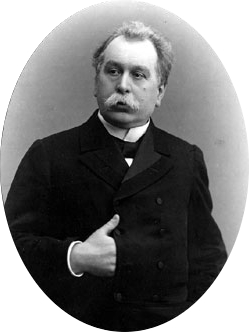
Viatcheslav Plehve
(† en 1904).

Les autres puissances comme le Royaume-Uni et l'Allemagne accueillent froidement son invitation. Vingt nations européennes, toutefois, participent à ces rencontres, ainsi que les États-Unis, le Mexique, le Japon, la Chine, le Siam et la Perse qui réunissent aussi des experts de droit international public de divers pays. La proposition de désarmement est repoussée, mais on obtient une convention sur les règles de guerre (qui prévoit la tutelle de personnes et les structures civiles et la prohibition des gaz toxiques), et le droit international humanitaire. Le résultat le plus important obtenu par le tsar et ses collaborateurs est cependant la création de la Cour d'arbitrage international de La Haye,.

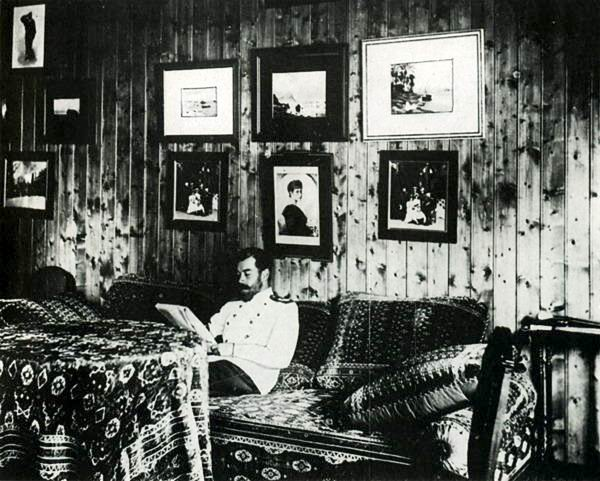
Nicolas II en 1901 photographié par Karl Bulla dans son pavillon de chasse.

L'allié principal de la Russie, à cette époque, est toujours la France, depuis la signature de l'alliance franco-russe, ratifiée par Alexandre III de Russie en 1893. En effet, la Russie voit d'un œil inquiet la montée en puissance de l'Empire allemand à sa frontière occidentale. La Triplice redoutée lie toujours l'Allemagne, l'Autriche-Hongrie — dont la diplomatie expansionniste dans les Balkans l'oppose à la Russie — et le royaume d'Italie. Aussi la France, outre son programme de coopération financière et économique, aide-t-elle l'armée à se moderniser à la suite de l'alliance franco-russe signée en 1891. Des visites officielles bilatérales s'effectuent à un rythme régulier : d'abord la visite du jeune couple impérial en France, en octobre 1896, qui est un triomphe et au cours de laquelle Nicolas II pose la première pierre du pont Alexandre-III à Paris, ensuite la visite en 1897 du président Félix Faure, puis la seconde visite de Nicolas II en France en 1901, auquel répond celle du président Émile Loubet à Saint-Pétersbourg en 1902.
L'Angleterre, quant à elle, reste fidèle à sa politique de « splendide isolement », et, concurrente de la France dans sa politique coloniale, n'a de cesse de contenir la Russie et de critiquer cette alliance. En 1902, elle va même jusqu'à signer avec le Japon un traité, où elle attaquerait la France si le Japon est attaqué par la Russie. Ce qui explique la neutralité de cette dernière, lors de la désastreuse guerre russo-japonaise.
Par la suite, constatant la faiblesse de l'armée russe après sa défaite et inquiète de la rencontre à l'été 1905 du Kaiser et de son cousin le tsar, l'Angleterre change de point de vue par nécessité. Elle se décide à régler ses différends de frontières dans le Pamir, en Afghanistan et en Perse avec la Russie et amorce une politique de rapprochement qui donnera corps à la Triple-Entente. Le président Fallières rencontre Nicolas II à Cherbourg, le 31 juillet 1909. Cette alliance à trois qui est présentée alors comme une défense de la paix face à la montée des périls est en pleine vigueur, jusqu'à la Première Guerre mondiale.
En août 1912, après les affaires de la canonnière d'Agadir et des différends de la France avec l'Empire allemand, Raymond Poincaré, alors président du Conseil et chargé des Affaires étrangères, se rend en visite officielle en Russie, pour surtout assister à des manœuvres conjointes et se rendre compte de l'état de l'armée russe. Il réitère sa visite, cette fois en tant que président de la République, juste après l'attentat de Sarajévo, en juillet 1914.

## Situation intérieure au début duXXesiècle

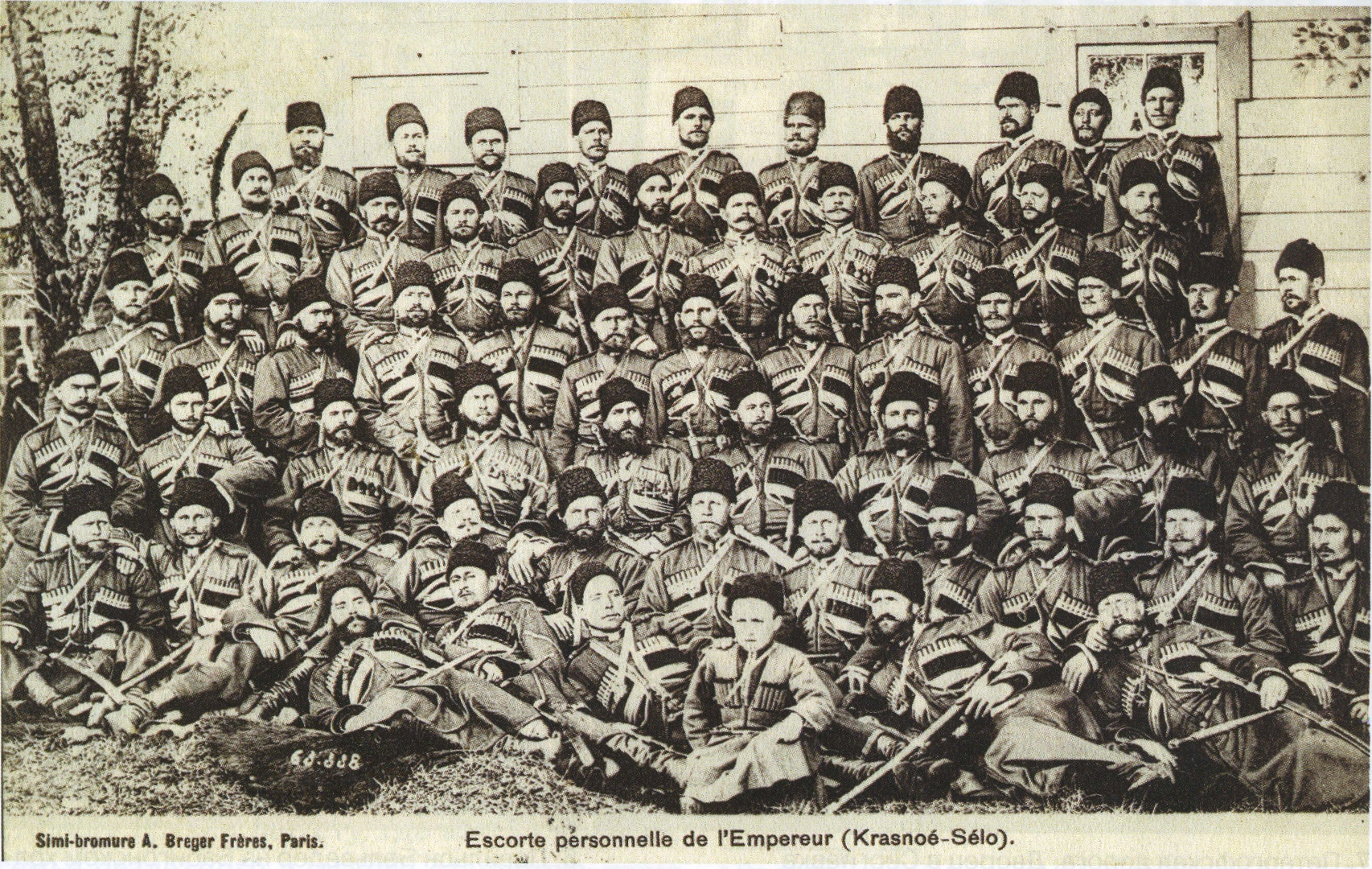
Convoi de Sa Majesté Impériale Nicolas II, composée de Cosaques, 1895-1900.

Les révoltes paysannes se multiplient au début du siècle dans l'Empire, les émeutes et les grèves aussi et s'ajoutent à ces violences des Pogroms. La crise internationale et l'effort de guerre ont comme conséquences la fermeture de 4 000 usines.
En 1902, Nicolas II confie le ministère de l'Intérieur au comte Plehve. Bien qu'il éprouvât de la sympathie pour les idées constitutionnelles, Plehve développe une politique très conservatrice.
En 1903, l'empereur fait de Séraphin de Sarov un saint et se sent placé sous la protection d'une sainte figure authentiquement russe, paysanne, à l'image du peuple idéal auquel il se réfère sans cesse.

## Guerre et révolution de 1905

### La guerre contre le Japon (1904-1905)

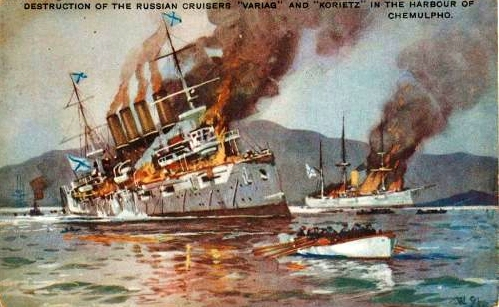
Bataille de Chemulpo.

En 1896, la Russie obtient la construction du chemin de fer de l'Est chinois qui doit relier la ville russe de Tchita au port de Vladivostok, en traversant le saillant que forme la Mandchourie, entre les deux points (ce qui permet d'éviter un long détour le long de l'Amour).
Dans son expansion vers l'est pour participer au dépeçage de la Chine par les grandes puissances européennes, la Russie pendant la révolte des Boxers occupe la Mandchourie, en 1900.
Des généraux et des hommes d'affaires envisagent d'étendre le protectorat russe sur la Corée que le Japon considère comme sa chasse gardée. Jusqu'en 1902, la Russie et le Japon tentent de régler pacifiquement leurs différends. D'intenses contacts diplomatiques ont lieu entre les deux pays, diverses options sont envisagées : le partage de la péninsule coréenne, la neutralité coréenne sous garantie internationale, l'échange de la Corée contre la Mandchourie.

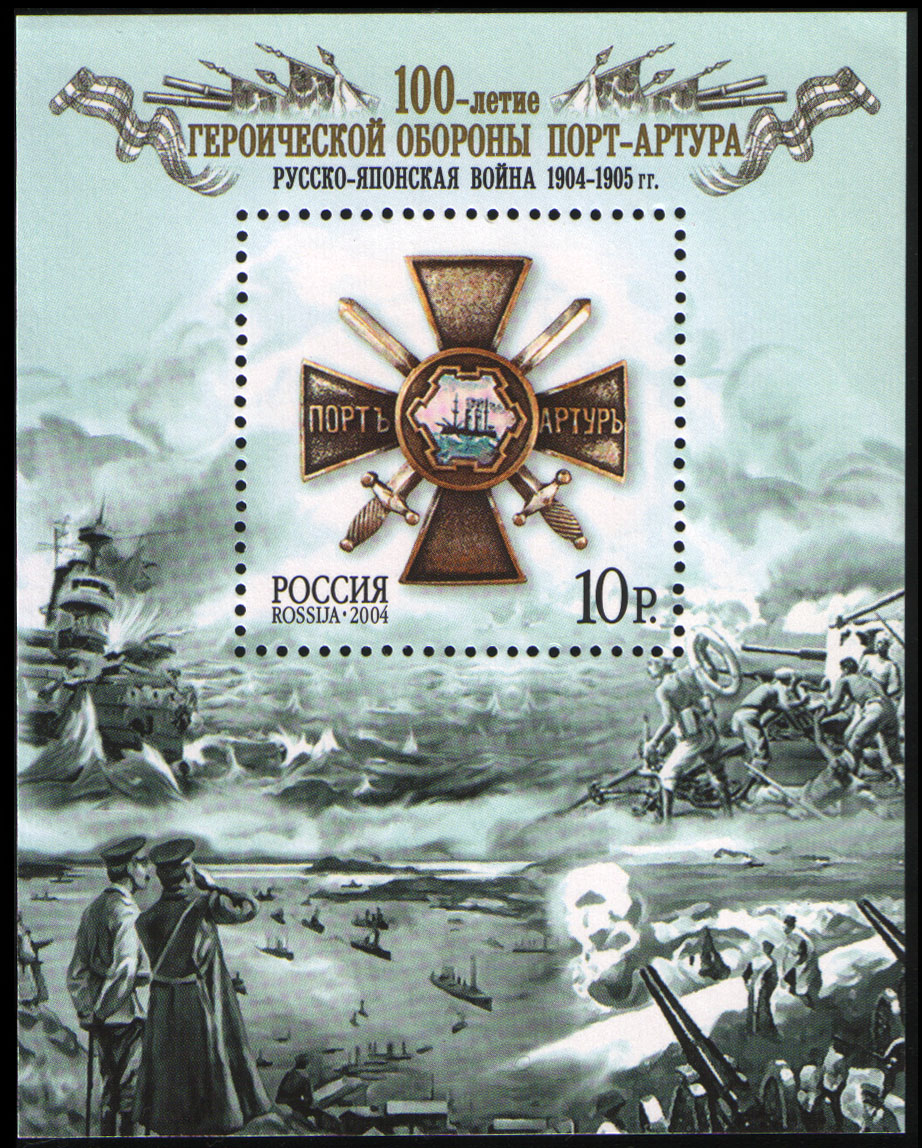
Centenaire du siège de Port-Arthur.

Le 8 février 1904, le Japon attaque par surprise la flotte russe ancrée à Port-Arthur et assiège la ville qui se rend après un siège de huit mois. En mars 1905, l'infanterie russe est battue à la bataille de Mukden. En mai, la flotte de la Baltique, parvenue sur les lieux après un périple de plusieurs milliers de kilomètres, est anéantie dans le détroit de Tsushima.
En septembre 1905, un traité de paix russo-japonais est signé à Portsmouth (États-Unis). La Russie reconnaît l'existence des intérêts japonais en Corée, concède au Japon les privilèges qu'elle avait acquis en Mandchourie et lui cède la partie méridionale de l'île de Sakhaline mais, malgré l'insistance de la délégation nippone, ne verse pas d'indemnité de guerre.
Sur le plan militaire, ce conflit préfigure les guerres du XXe siècle par sa durée (un an et demi), par les forces engagées (sans doute plus de deux millions d'hommes au total) et les pertes (156 000 morts, 280 000 blessés, 77 000 prisonniers) ainsi que par l'emploi des techniques les plus modernes de l'art de la guerre (logistique, lignes de communications et renseignements ; opérations combinées terrestres et maritimes ; durée de préparation des engagements, tranchées).
Cette catastrophe est « la première défaite de l’homme blanc » face à des gens de couleur et pour les peuples colonisés de l’Empire russe c’est « la défaite du tsar blanc ». Les musulmans de Russie se mettent à rêver d’émancipation. L’admiration fait place au mépris.
Chez les Russes, le mécontentement grandit. Le cuirassé Potemkine bombarde le port d'Odessa. Les partis d'opposition sortent renforcés de la défaite des armées russes.

### La révolution de 1905

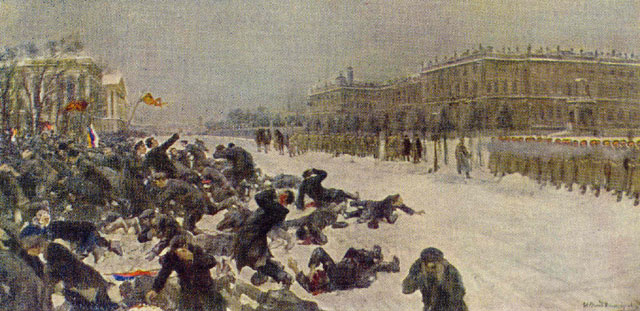
Le Dimanche rouge des dizaines de personnes sont massacrés près du palais d'Hiver.

La Russie est depuis le début du XXe siècle dans un état de révolte permanente. Trois partis exploitent le mécontentement chez les ouvriers, les paysans et les bourgeois :
Le Parti ouvrier social-démocrate de Russie est une organisation politique marxiste révolutionnaire fondée en mars 1898. Les grèves ouvrières commencent relativement tard, en 1903. Elles obéissent au début à des motivations économiques puis deviennent politiques. En 1897 est né le Bund, mouvement ouvrier juif marxiste qui revendique pour les juifs l'égalité nationale qui va se heurter à Lénine qui est partisan de l'unité du parti.
Le Parti socialiste révolutionnaire est une organisation politique russe, d'inspiration socialiste et à base essentiellement paysanne. Il se réclame du groupe terroriste Narodnaïa Volia (Volonté du peuple) disparu en 1881. En 1904, la brigade terroriste du parti, sous la direction de Boris Savinkov, organise l'attentat contre le ministre de l'Intérieur Plehve. Les SR assassinent aussi Dmitri Sipiaguine et le grand-duc Serge, oncle du tsar. L'agitation paysanne est endémique à partir de 1902, mais les émeutes ne virent jamais à l'insurrection : elles ont pour but de faire peur aux nobles afin qu'ils cèdent la terre à bas prix.[réf. nécessaire] On compte 670 soulèvements de ce type de 1902 à 1904.
Le Parti constitutionnel démocratique un parti politique libéral. Les membres du parti sont appelés cadets, de l'abréviation KD du nom du parti en russe (Конституционная Демократическая партия). Le Parti constitutionnel démocratique est formé à Moscou du 12 au 18 octobre 1905, à l'apogée de la révolution russe de 1905. Ce n'est qu’en 1906, avec le repli de la révolution, que les cadets abandonnèrent leurs aspirations révolutionnaires et républicaines et se déclarèrent en faveur d'une monarchie constitutionnelle.

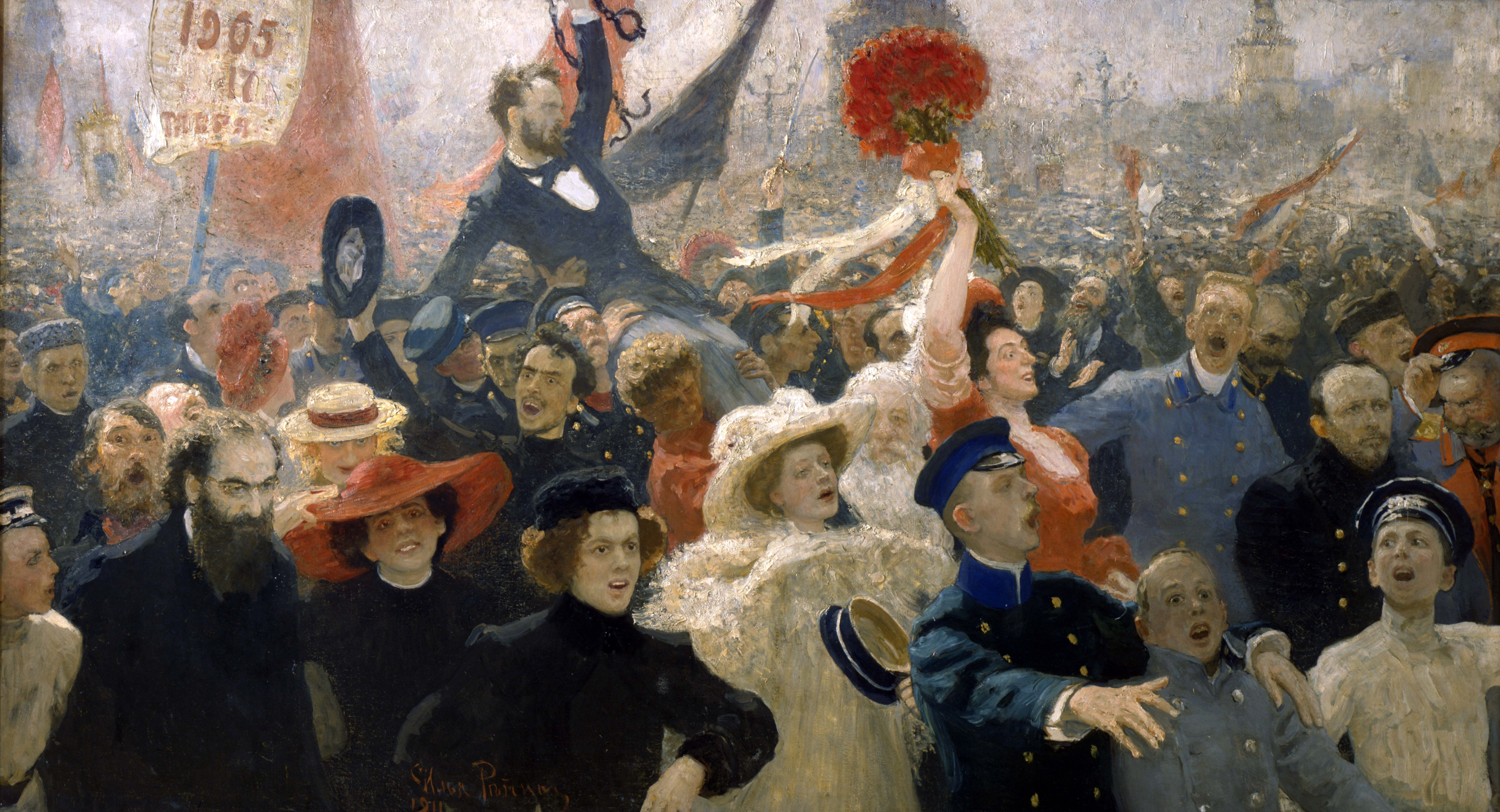
Manifestation du 17 octobre 1905 par Ilia Répine (musée de l'Ermitage, Saint-Pétersbourg).

L'évolution économique et sociale du pays avait fait monter les oppositions libérales, démocrates, socialistes et révolutionnaires au régime tsariste. Il suffit d'une étincelle pour déclencher une révolution. Le 22 janvier 1905, la police ouvre le feu sur une immense manifestation ouvrière, faisant entre huit cents et mille morts. L'ironie du sort veut que le meneur de la manifestation, le pope Gapone, soit en réalité membre d'un syndicat policier destiné à noyauter le mouvement ouvrier et l'orienter dans la direction voulue par les autorités. Certains ouvriers parmi ceux qui convergent vers le palais d'Hiver — ils ignorent que Nicolas II est absent de la capitale — portent des icônes et des portraits du tsar et viennent en sujets fidèles ou plutôt comme des enfants devant leur père pour le supplier de soulager leur misère et lui présenter la pétition des travailleurs et des habitants de Saint-Péterbourg.
Le massacre du Dimanche rouge marque le début d'un engrenage révolutionnaire : la première révolution russe.
Des jacqueries éclatent dans la plupart des provinces de l'Empire, indépendamment des troubles survenus à Saint-Pétersbourg, car les moujiks ignorent le Dimanche rouge, dont les journaux censurés ne disent pas un mot.
Dans le même temps, la grève ouvrière s'étend à tout le pays. En l'absence de syndicats, l'idée d'une organisation représentative des ouvriers fait son chemin sous la forme de soviets : ils apparaissent d'abord en province dans le rôle de comités de grèves éphémères (ce mot russe signifiant conseil est adopté en mai 1905 par les ouvriers d'Ivanovo pour désigner leur comité de grève). Ils prennent une coloration plus politique avec la fondation du soviet de Saint-Pétersbourg, en octobre 1905, et de Moscou, en décembre. Tout en se méfiant des intellectuels suspects de vouloir imposer leur hégémonie, les ouvriers ressentent le besoin d'être conseillés par des révolutionnaires expérimentés, qui n'ont qu'un rôle consultatif à côté des délégués ouvriers : d'abord réservés parce qu'ils n'approuvent pas le mouvement des masses, les bolcheviks envoient des représentants mais les postes dirigeants reviennent aux mencheviks, plus nombreux jusqu'en 1917.
La population réclame une constitution, une Douma et les libertés. À Saint-Pétersbourg, les socialistes révolutionnaires, les bolcheviks et les mencheviks s'unissent au sein du soviet ouvrier qui publie les Izvestia.

## L'échec de l'Empire constitutionnel

### Le manifeste d'octobre 1905
« J’ai signé cette déclaration à cinq heures. Après une semblable journée je ressens le poids de mes responsabilités et mes pensées sont confuses. Oh Seigneur ! aide nous et sauve la Russie et la paix ! ».

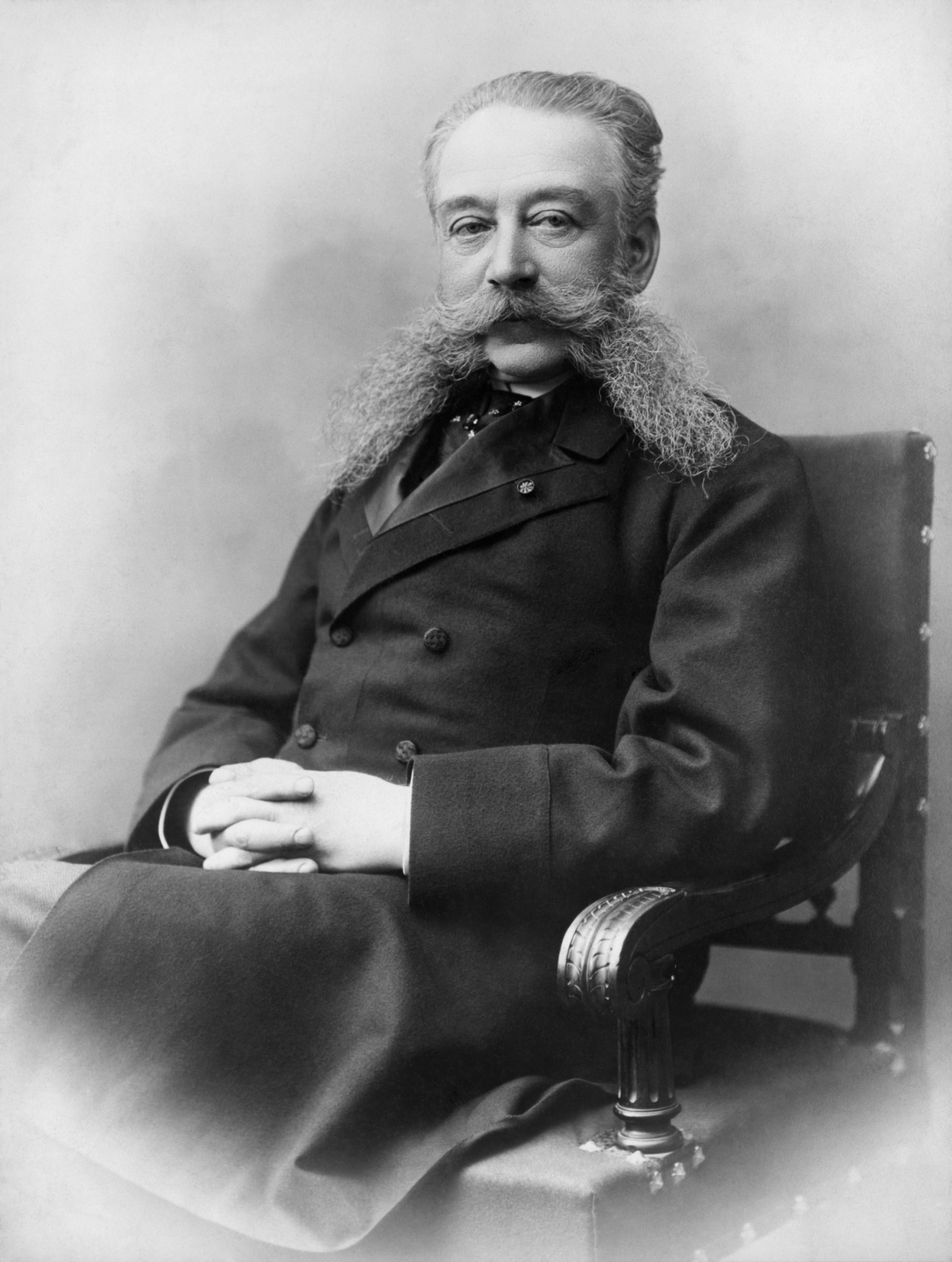
Ivan L. Goremykine.

La première révolution russe contraint Nicolas II à des concessions arrachées par son ministre Witte. Nicolas II promulgue le manifeste du 17 octobre, le nom officiel est Le Manifeste sur le perfectionnement de l'ordre de l'État (russe : Манифест об усовершенствовании государственного порядка). Il s'engage à accorder des libertés civiques au peuple, dont :
- la liberté de culte ;
- la liberté de parole ;
- la liberté de réunion ;
- la liberté d'association ;
- l'institution d'une Douma d'Empire, élue au suffrage semi-universel qui va avoir le pouvoir d'approuver les lois. La Douma est le nom emprunté à l'ancien conseil des tsars moscovites, afin de signifier que l'organe créé en 1905 ne repose que sur la volonté du tsar ;
- une amnistie pour tous les délits et crimes commis avant la proclamation du Manifeste ;
- une promesse aux populations non russes du respect des libertés et le droit, pour chaque nationalité, d'utiliser sa propre langue ;
- un Premier ministre avec des pouvoirs étendus.

Il comporte un décret selon lequel aucune loi n'entrera en vigueur sans le consentement de la Douma. Le manifeste a été précurseur de la première constitution russe de 1906. En réalité, le manifeste n'entraîne pas un accroissement significatif des libertés ou de la représentation politique pour le Russe moyen. L'empereur continue d'exercer son droit de veto sur la Douma, et il va la dissoudre plusieurs fois. Nicolas II ne pense pas que les rapports avec les peuples dominés doivent être modifiés.

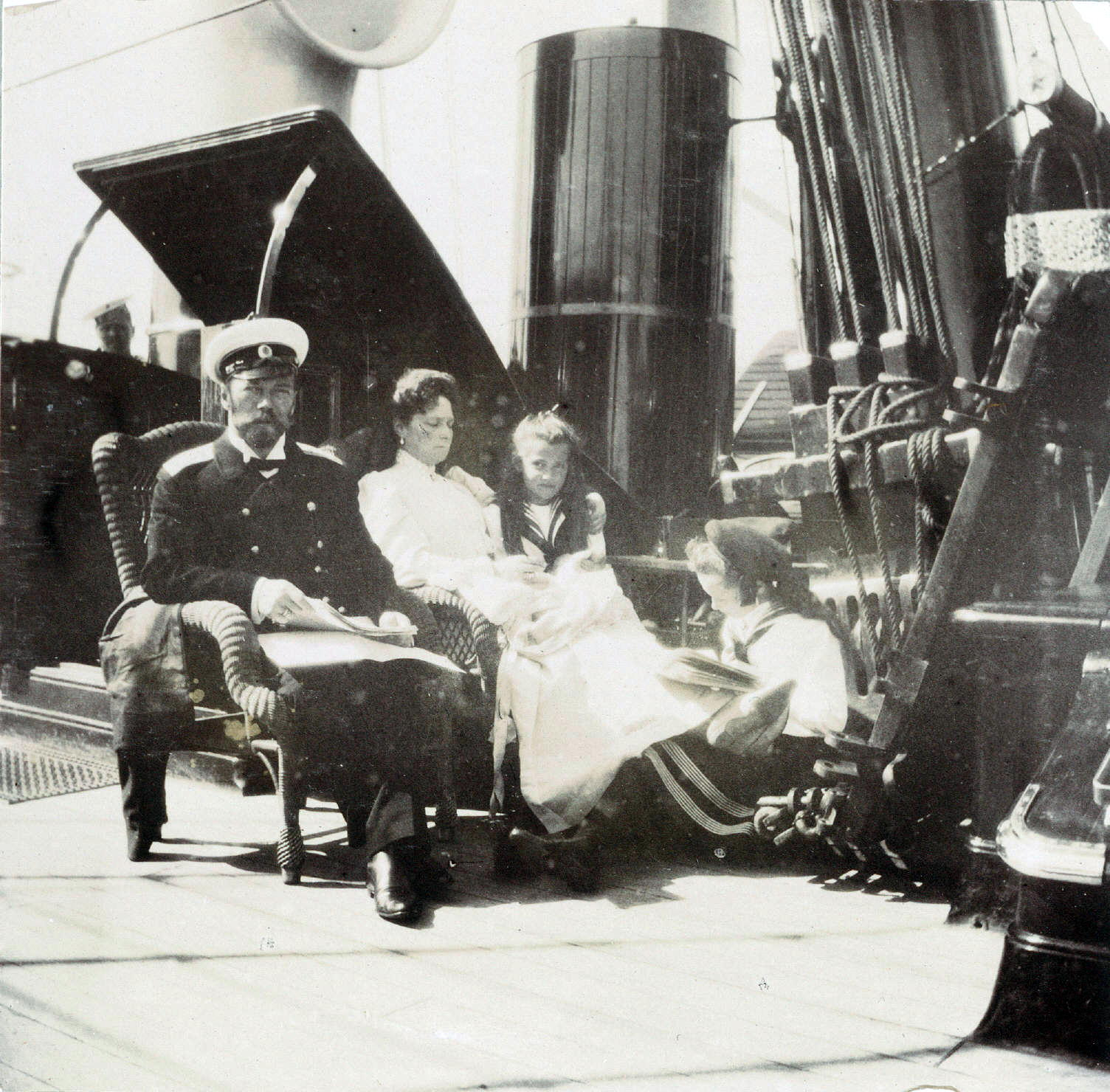
L'empereur, l'impératrice et leurs deux filles aînées, Olga et Tatiana à bord du Standart vers 1907-1908.

Les libéraux estiment qu'ils ont obtenu satisfaction sur l'essentiel, mais sont divisés sur la stratégie à adopter : l'aile droite forme le mouvement octobriste, mené par Alexandre Goutchkov et s'affirme prête à collaborer loyalement avec le gouvernement tandis que l'aile gauche, menée par l'historien Milioukov et le Parti constitutionnel démocratique (K. D.) fait du parlementarisme à l'occidentale, un idéal que la Russie doit prochainement atteindre. Les radicaux considèrent ces concessions comme insuffisantes : les socialistes révolutionnaires et les bolcheviks refusent de participer à une Douma sans pouvoir réel et appellent à la poursuite du mouvement révolutionnaire, relayés par le Soviet de Saint-Pétersbourg. Les ouvriers de la capitale, épuisés par une année de luttes, répondent mal à l'appel lancé par le Soviet, dont le gouvernement fait arrêter les membres, mais les ouvriers prennent les armes à Moscou et le pouvoir doit utiliser l'artillerie pour écraser le soulèvement.
Le 27 avril 1906, le tsar est à l’origine de la Loi fondamentale de l'État, sorte de constitution, qui transforme la Russie en une monarchie constitutionnelle, mais non parlementaire, les ministres ne dépendant que de l'empereur. En outre, la Douma se trouve rapidement en complet désaccord avec l'empereur. Celui-ci change alors la loi électorale, en diminuant considérablement le poids électoral de la majorité du peuple par rapport à celui des classes aisées et fausse ainsi largement le suffrage universel.
Le 3 mai 1906, Nicolas II accepte la démission du Premier ministre Serge Witte aux tendances relativement progressistes ainsi que de son gouvernement et le remplace par le très conservateur Ivan Goremykine, assisté de Piotr Stolypine comme ministre de l’Intérieur qui conserve ses fonctions de gouverneur de Saratov.
L'année suivante, la répression met fin à la vague de grèves. Le nouveau Premier ministre Stolypine ne cherche pas à gagner la confiance du prolétariat et se contente d'une loi sur les assurances et les maladies, mesure peu populaire, car elle exige une participation ouvrière aux cotisations.
C'est durant cette période que le tsar et son épouse auront de plus en plus recours à des hypnotiseurs tel Philippe bientôt remplacé par le fameux Raspoutine.

### Les lois fondamentales (avril 1906)
Nicolas II ne cède qu'à contre-cœur en octobre 1905. Il limite au maximum les concessions octroyées dans les Lois fondamentales (ce qui évite d'utiliser le terme honni de constitution) promulguées en avril 1906, la veille du jour où doit se réunir la première Douma.
L'empereur conserve le titre d'autocrate (article 4) et garde le contrôle de l'exécutif. Les ministres ne sont pas responsables devant la Douma et relèvent uniquement du souverain. L'empereur est le chef des forces armées, dirige la politique étrangère (et notamment détient le droit de déclarer la guerre et de faire la paix) et convoque les sessions annuelles de la Douma (article 9).
Le pouvoir législatif de la Douma est officiellement restreint : elle n'a pas l'initiative des lois et les lois qu'elle a acceptées passent ensuite devant l'ancien Conseil d'État transformé en Conseil d'Empire et qui tient lieu de chambre haute (article 44). Le gouvernement a la possibilité de légiférer par Ukases dans l'intervalle des sessions, à charge de les faire ratifier ensuite par la Douma.

### La période semi-constitutionnelle (1905-1907)

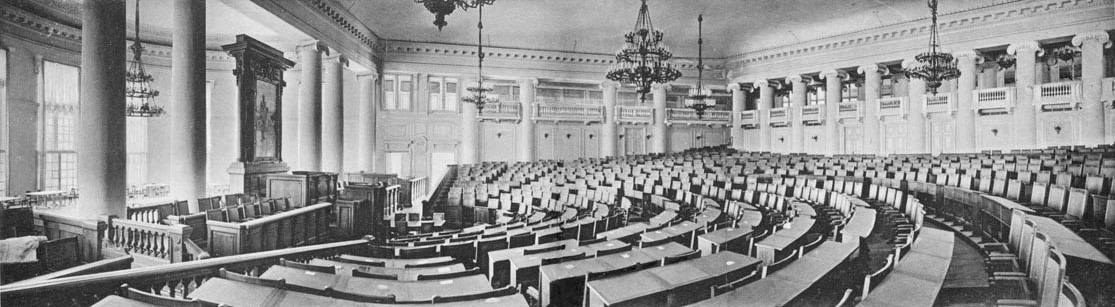
La salle de la Douma au palais de Tauride.

#### La première Douma ou Douma cadette (mai-juillet 1906)
Les élections réellement libres sont un succès pour le parti Kadet et le centre gauche. Beaucoup parmi les nouveaux élus prennent leurs fonctions à cœur et s'aliènent immédiatement la couronne en cherchant à établir un régime parlementaire et à imposer une réforme agraire jugée inacceptable par la noblesse tandis que Goremykine, éphémère Premier ministre d'avril à juillet 1906, refuse tout contact avec la Douma. Elle veut aussi la libération de tous les prisonniers politiques et la suppression du veto des ministres. Les Russes sont à peine majoritaires (deux cent soixante-dix députés russes pour deux cents non-russes).
Stolypine, nommé nouveau Premier ministre par Nicolas II, obtient la dissolution de la Douma. Les députés libéraux et socialistes modérés répliquent en lançant l'appel de Vyborg, appelant à la résistance passive par le refus de l'impôt et de la conscription. Les signataires de l'appel sont condamnés à la prison et déclarés inéligibles non seulement à la future Douma mais aussi aux zemstvos.

#### La deuxième Douma ou Douma rouge (février-juin 1907)
Le gouvernement s'est assuré tous les moyens de pression pour obtenir des résultats favorables, mais la deuxième Douma s'avère encore plus ingouvernable que la première. Les partis de gauche qui ont renoncé au boycott progressent aux dépens des cadets, dont les dirigeants sont inéligibles. Les socialistes-révolutionnaires obtiennent trente-six députés et les sociaux-démocrates soixante-six. Les députés non-russes sont toutefois moins nombreux. Ils s'opposent à Stolypine par tous les moyens : ce dernier obtient de nouveau de l'empereur la dissolution de la Douma, à cause d'un prétendu complot fomenté par les sociaux-démocrates.

### Le gouvernement Stolypine (1906-1911)
En juillet 1906, Nicolas II nomme Stolypine président du Conseil des ministres. Celui-ci se donne deux objectifs : rétablir l'ordre et mettre en œuvre un programme de réformes. Il est le grand artisan de la nouvelle politique russe, qui se veut conservatrice et moderniste. Issu d’une famille de vieille noblesse, il pense que le seul remède à la poussée révolutionnaire est le développement économique du pays.

#### La modification de la loi électorale et l'élection de la Troisième Douma
La modification de la loi électorale a pour but de faire élire une Douma prête à coopérer avec le gouvernement : la représentation paysanne est diminuée de près de moitié, celle des ouvriers réduite de façon draconienne. Le nombre de députés de la noblesse augmente de façon tout à fait disproportionnée étant donné le faible nombre de ses électeurs. Le gouvernement trouve enfin une Douma coopérative, où l'Union du peuple russe (droite nationale) et les octobristes sont majoritaires, mais où des bolcheviks sont députés.
Contrairement à ce qui s'est passé pour les deux premières Doumas qui n'ont duré que quelques mois, la troisième reste en fonction jusqu'au terme légal de la législature, c'est-à-dire jusqu'en 1912.
La quatrième Douma dure également cinq ans, de 1912 à la révolution de février 1917.

#### La lutte contre le terrorisme
L'arrivée au pouvoir de Stolypine correspond à une reprise du terrorisme. Les socialistes-révolutionnaires décident en 1906 de frapper un grand coup : la résidence où vit le Premier ministre est l'objet d'un attentat particulièrement sanglant (plus de trente victimes, dont deux enfants de Stolypine, sont grièvement blessés). Stolypine est indemne, mais il est convaincu de la nécessité de sévir sur-le-champ. Il décide la constitution de cours martiales ambulantes composées d'officiers sans formation juridique qui procèdent à l'instruction immédiate des dossiers : les jugements sont rendus et exécutés par des militaires, les accusés sont privés d'avocat et du droit d'interjeter appel. Cette justice expéditive et arbitraire, qui fonctionne jusqu'au printemps 1907, prononce des milliers de condamnations à mort (la cravate de Stolypine) ou aux travaux forcés (le wagon de Stolypine). Au temps de Stolypine, la Sibérie gagne trois millions d’habitants, dont des condamnés politiques.

#### Une réelle tentative de réforme agraire

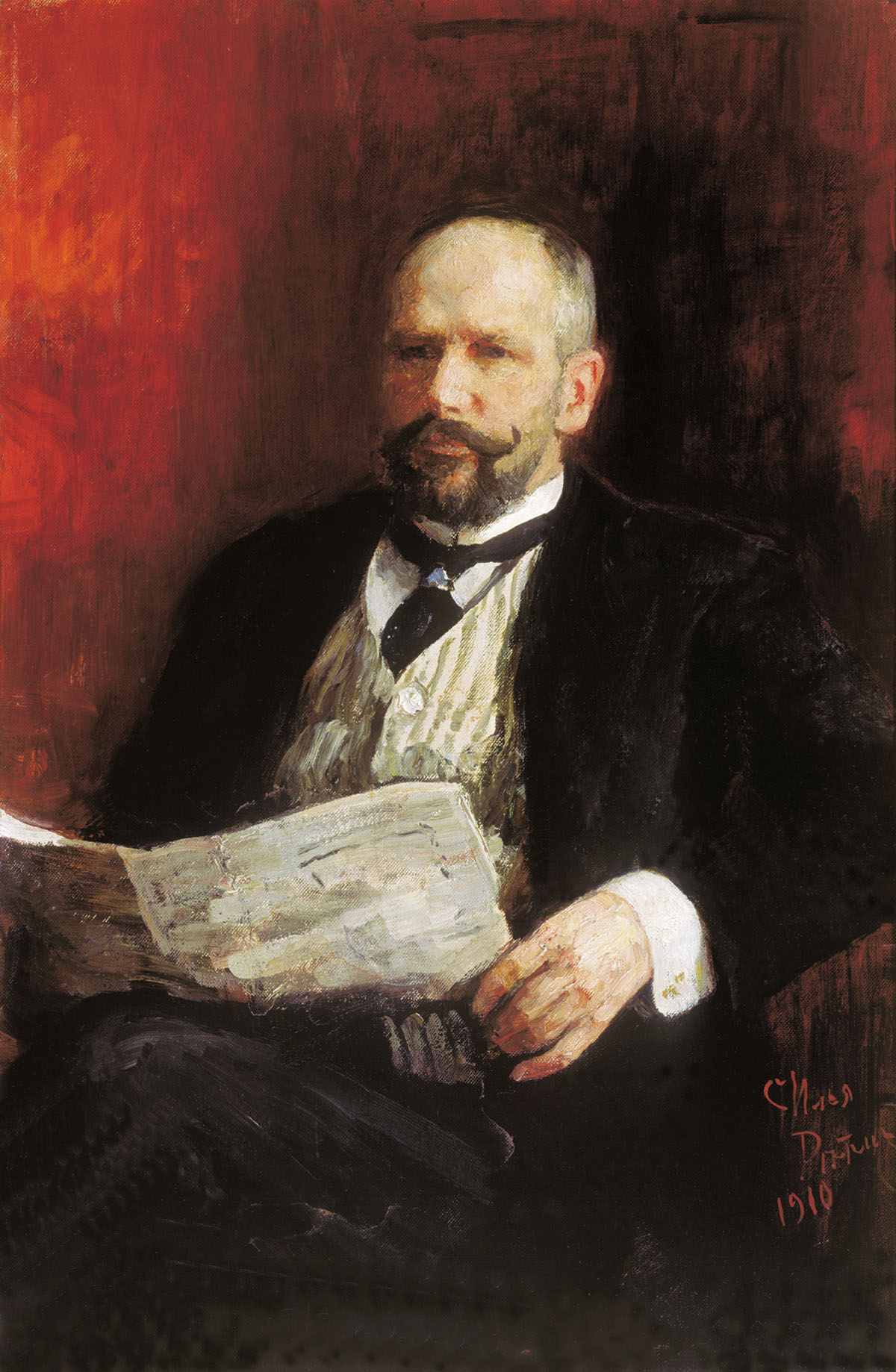
Piotr Stolypine.

Stolypine estime qu'il faut changer radicalement de politique agraire. Il est convaincu que le mir est devenu un ferment de socialisme qui va à l'encontre du droit de propriété et ne permet plus de maintenir l'ordre dans les campagnes. Il entend par conséquent constituer une classe de petits propriétaires privés qui élargirait la base sociale du régime et briserait l'unité corporative de la paysannerie, en calquant l'Occident où les paysans soutiennent politiquement les partis conservateurs.
Les Ukases de 1906, 1910 et 1911 facilitent la dissolution des mirs, afin de permettre le passage de la propriété collective à la propriété individuelle. La législation agraire de Stolypine, quoique critiquée, est la seule à tenter une modification en profondeur des campagnes et de la condition du peuple russe.
Leur résultat est très controversé. Les statistiques divergent et vont de 16 à 54 % de koulaks sortis du mir selon les auteurs. Les libéraux estiment que cette politique résolue est en train de sauver l'Empire et, avec les années, la réforme aurait atteint son but avec la transformation et la stabilisation des campagnes. Les marxistes pensent que cette réforme a eu une portée très limitée, car elle pèche par l'étroitesse de son champ d'application. Stolypine est décidé à ne pas confisquer de terres à la noblesse et invite les paysans à repartager les terres qu'ils possèdent déjà. Son aspect est coercitif et provoque l'accentuation des différenciations sociales au sein de la masse paysanne.
Stolypine s’emploie à russifier le monde des affaires en favorisant la formation de capitaux russes, le développement des exportations et la mise en œuvre d’une production de plus en plus compétitive. Mais, le 14 septembre 1911, il essuie un coup de feu, tiré par Bogrov, alors qu'il assiste à une représentation à l'opéra de Kiev en présence du tsar et de sa famille. Il meurt quatre jours plus tard. Bogrov est présenté comme un juif agissant pour l’extrême-gauche, mais en réalité il appartient à l’Okhrana et a l’ordre de supprimer Stolypine, responsable de la réforme agraire et donc haï par les grands propriétaires terriens. Cette thèse sera développée par Alexandre Soljenitsyne dans août 14, premier nœud.
En 1913, deux ans après sa mort, l’Empire russe est considéré comme la troisième puissance mondiale, mais la dernière tentative de réforme conservatrice de l'Empire n'a pu être menée à son terme.

## L'avant-guerre

### Une impression de fin de règne (1911-1914)

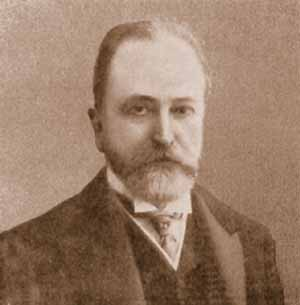
Vladimir Nikolaïevitch Kokovtsov.

La mort de Stolypine marque la reprise des troubles révolutionnaires et des grandes grèves, telle celle sur la Léna à partir de février 1912. Kokovtsov est nommé, par l'empereur, président du Conseil. Pendant ce mandat, il garde le portefeuille de ministre de l'Intérieur. Dans son autobiographie, le comte Witte mentionne Kokovtsov, comme « l'un de ses assistants les plus brillants ». Witte laissait son assistant gérer lui-même certaines affaires, notamment certaines réformes dans les finances de la Russie impériale. Kokovtsov, homme prudent, très capable et défenseur du tsar, ne peut toutefois pas lutter contre les factions puissantes de cour, qui détiennent un véritable pouvoir. Kokovtsov est une sorte de mandarin russe, haut fonctionnaire froid, hautain, consciencieux et compétent. Quand le ministre de la Guerre Vladimir Alexandrovitch Soukhomlinov réclame pour son budget des crédits démesurés, il les réduit considérablement, ce qui lui attire la haine de ce personnage qui voulait remplacer Stolypine.
En 1912, la Russie instaure un système d'assurance sociale pour les ouvriers et adopte un certain nombre d'autres lois pour améliorer leurs conditions de vie. Le président américain William Taft commente ainsi ces lois sociales : « La législation du travail que votre Empereur a promulgué est tellement parfaite que notre pays démocratique ne peut se vanter de pareille protection sociale ». Kokovtsov, Premier ministre libéral, qui a négocié avec Cambon et Poincaré les emprunts ferroviaires de 1906, en redemande en 1913. Émigré en France, il sera l'ami de Poincaré.

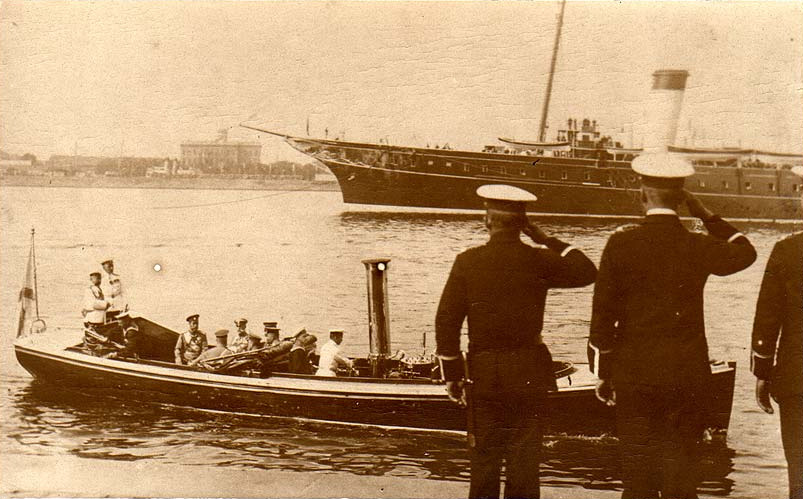
Le tsar visite le port de Riga en 1910.

Vladimir Kokovtsov est remplacé par Ivan Goremykine, car il s’est permis de critiquer ouvertement Raspoutine. Le 12 février 1914, Goremykine est de nouveau rappelé par Nicolas II au poste de président du Conseil. Le choix du tsar est dicté par les bons sentiments qu'éprouve l'impératrice Alexandra pour le président du Conseil. Il reste dans ces fonctions jusqu'en juillet 1916. L'hostilité des membres de la Douma et des ministres nuit à l'efficacité de son gouvernement. En 1915, Nicolas II prend la décision d'assurer lui-même le commandement de l'armée impériale, Goremykine invite le Conseil d'État a approuver la décision de l'empereur. Les conseillers d'État refusent sa proposition, il déclare alors : « Je ne suis pas apte à assurer ma position et demande à être remplacé par un homme possédant des vues plus modernes ». Le 2 février 1916 son désir est exaucé, il est remplacé par Boris Stürmer qui n'est en rien un homme moderne.

### Raspoutine

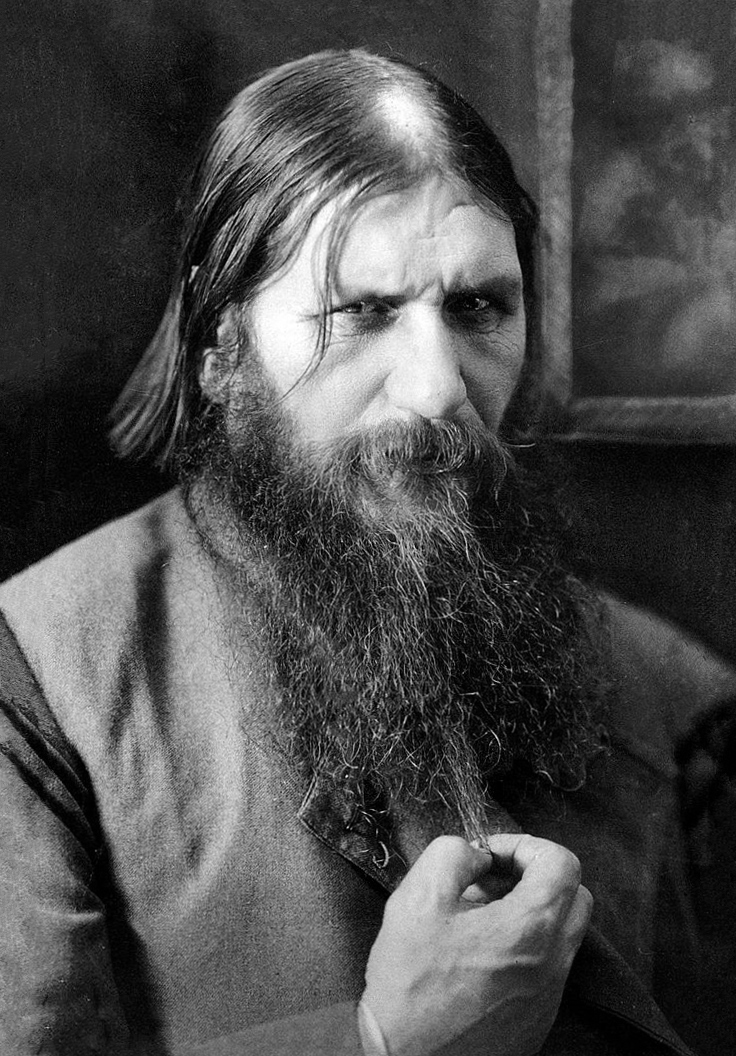
Raspoutine, le fakir vagabond.

Par l'intercession de la grande-duchesse Militza et de sa sœur, la grande-duchesse Anastasia, Raspoutine, qui se dit starets, est présenté à la famille impériale au grand complet, le 1er novembre 1905. Il offre à chacun de ses hôtes des icônes. Le jeune tsarévitch Alexis souffrant d'hémophilie, Raspoutine demande à être conduit au chevet du jeune malade, lui impose les mains, et parvient à enrayer la crise et à le soulager. Selon certains, il ne donne plus d’aspirine au jeune malade, ce médicament anticoagulant qui aggrave l'hémophilie.
Le moujik acquiert la reconnaissance de la famille impériale et ses proches. La tsarine Alexandra Feodorovna croit même que Raspoutine est un messager de Dieu. Invité à leurs fêtes ou réunions, il fait la connaissance de nombreuses femmes riches qui le prennent pour amant et guérisseur. L'une d'entre elles, Olga Lokhtina, épouse d'un général influent mais crédule, le loge chez elle et le présente à d'autres femmes d'influence, comme Anna Vyroubova, amie et confidente de la tsarine, et Mounia Golovina, nièce du tsar. Grâce à d'habiles mises en scène, il se produit à Saint-Pétersbourg ou au palais impérial de Tsarskoie Selo, résidence impériale, dans des séances d'exorcisme et de prières. Des récits de débauches, prétendues ou avérées, commencent alors à se multiplier et à faire scandale.
Dès lors, Raspoutine devient un familier de Tsarskoie Selo et est chargé de veiller sur la santé des membres de la famille impériale. Le tsar se figure être proche du peuple car il accueille dans son palais Raspoutine. Cependant, malgré la pleine confiance du tsar, il se rend vite très impopulaire auprès de la cour et du peuple et est vite considéré comme le « mauvais ange » de la famille impériale.
Il ne se préoccupe pas d'amasser une fortune personnelle, le seul luxe qu'il s'accorde consiste en une chemise de soie et une magnifique croix offertes par l'impératrice Alexandra. Il conserve ses cheveux gras et sa barbe emmêlée.
Raspoutine se heurte en 1905 au président du Conseil Stolypine, homme moderne et efficace, qui n’accepte pas l'influence de ce moujik mystique. Lors de l'affaire des Balkans, en 1909, Raspoutine se range dans le parti de la paix aux côtés de la tsarine et d'Anna Vyroubova contre le reste de la famille Romanov. Le président du Conseil le fait surveiller par l'Okhrana et Raspoutine est écarté de la cour et exilé à Kiev. Le 14 septembre 1911, l’assassinat de Stolypine met fin aux réformes et permet aussi au « starets » de revenir à la cour. Lors de l'été 1912, le tsarévitch Alexis, en déplacement en Pologne, est victime d'une nouvelle hémorragie interne très importante, après un accident. Raspoutine envoie un télégramme assurant la famille impériale de ses prières et, après la réception de son télégramme, l'état de santé du tsarévitch se stabilise et commence à s'améliorer le lendemain. Cette coïncidence est à l’origine du renvoi de ministres ou de généraux. Raspoutine est toutefois contre l’entrée en guerre de la Russie. Les défaites qu’ils avaient prédites font que l’opinion va jusqu’à lui prêter une relation avec l’impératrice.
L'empereur se montre alors de moins en moins réceptif aux prophéties et aux conseils du faux moine. Mais, en 1915, il est discrédité et le pouvoir se retrouve aux mains de l'impératrice Alexandra Feodorovna et de Raspoutine. Ce dernier est finalement assassiné en décembre 1916 par un agent des services secrets britanniques lors d'un complot organisé par des ultra-monarchistes et menés par le prince Youssoupoff, parent par alliance de l'empereur.

### La rivalité avec l'Autriche-Hongrie dans les Balkans (1908-1914)

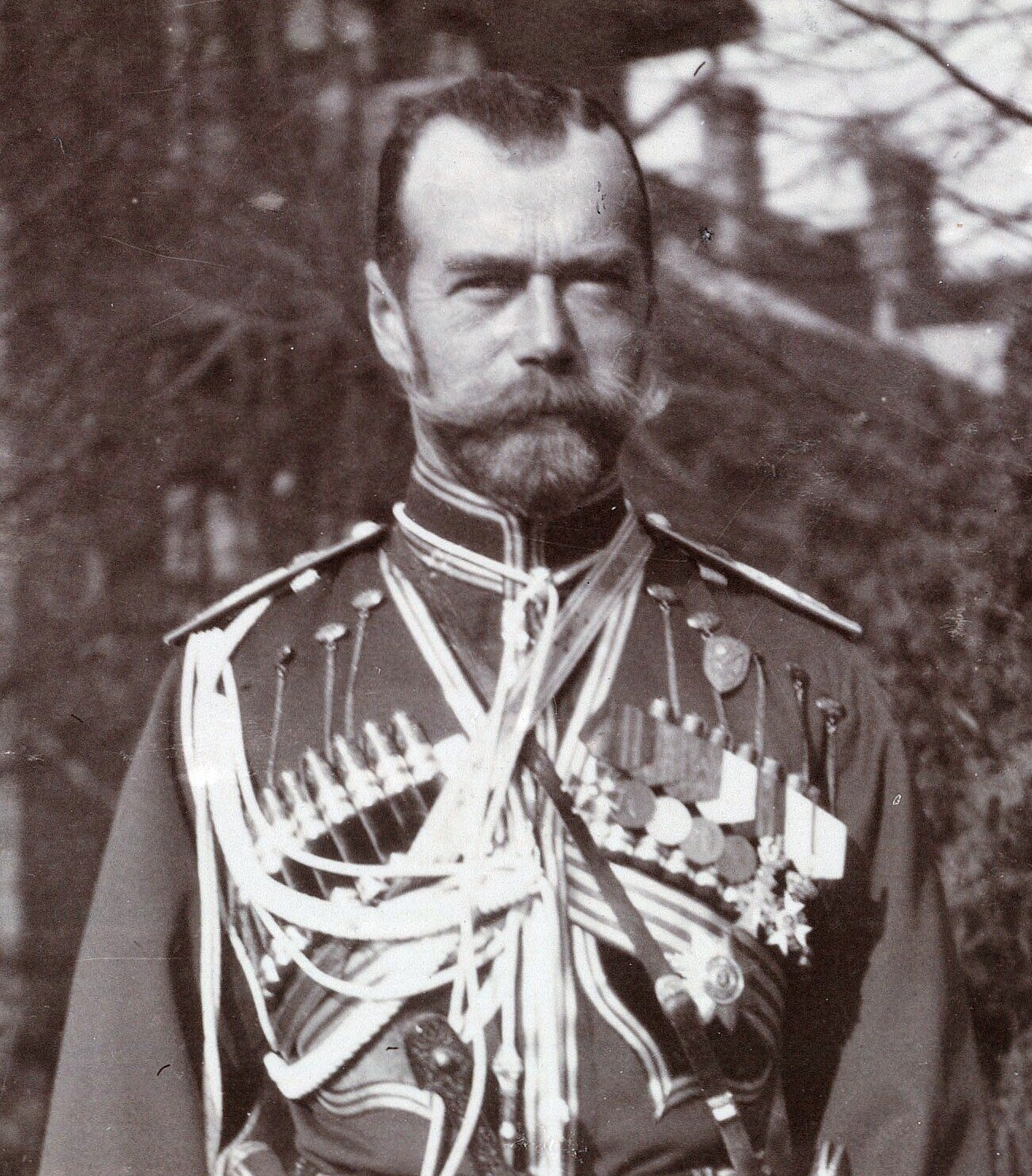
Nicolas II de Russie en 1912.

En 1613, le boyard Michel III de Russie avait été élu tsar de toutes les Russies. En 1913, Nicolas II célèbre en grande pompe le 300e anniversaire de règne de la maison Romanov ; les acclamations orchestrées de la foule le convainquent de sa popularité et de la puissance de la Russie, mais ce pays est « un colosse aux pieds d'argile ».
Nicolas II et sa famille assistent à des nombreuses cérémonies dans tout le pays. A-t-il conscience du danger qui menace l'Europe et son Empire ? En 1913, Lénine écrit à Gorki : « Une guerre entre la Russie et l'Autriche serait très profitable à la révolution. Mais, il y a peu de chances que François-Joseph et Nikki nous fassent ce plaisir ». C'est aussi l'avis d'autres révolutionnaires russes.

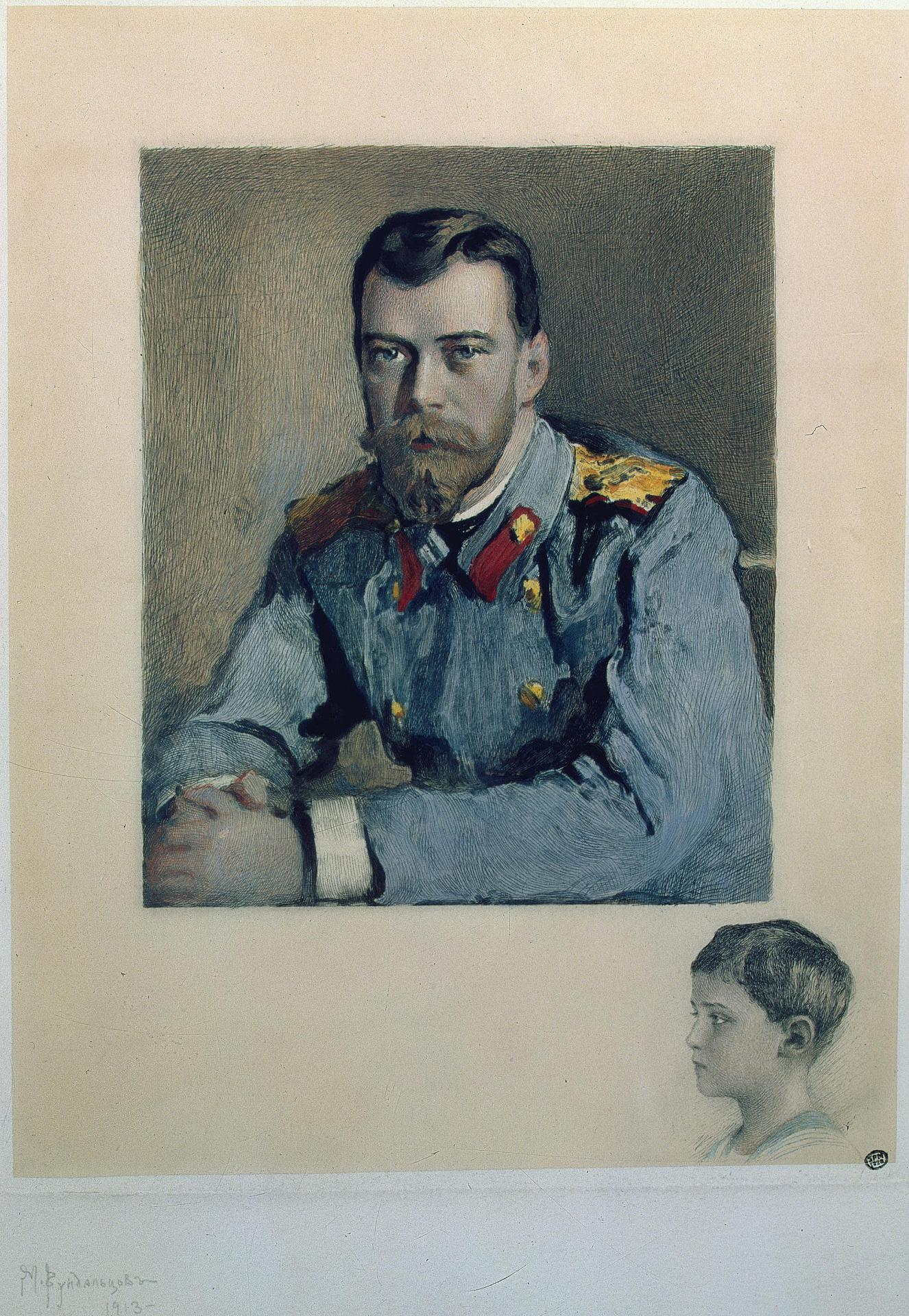
Le tsar et son fils en 1913, année du tricentenaire de la dynastie des Romanov.

Lorsque l'Autriche-Hongrie a annexé la Bosnie-Herzégovine en 1908, la Russie a refusé de s'incliner mais, mal soutenue par la France qui estimait que les intérêts vitaux de la Russie n'étaient pas en jeu et menacée par un ultimatum secret allemand, elle dut accepter le fait accompli.
Les querelles balkaniques ne sont pas perçues comme un danger pour la paix, mais comme une possibilité de revanche pour une Russie humiliée en 1904-1905, puis en 1908. Elle acquiert la certitude qu'un jour l'un des deux empires devra céder devant l'autre. Elle entend de ce fait tirer profit d'un éventuel démembrement de l'Empire ottoman, dans les Balkans, pour s'assurer des positions rêvées et patronne la création d'une alliance entre les États balkaniques qui attaquent la Turquie en 1912 et soutient la Serbie dans toutes ses entreprises.
L'attentat de Sarajevo est l'œuvre de terroristes armés par Belgrade et soutenus par leur 2e Bureau, mais ils sont liés au colonel Artmarov, attaché militaire russe en Serbie et aux services secrets russes. Le gouvernement serbe n'ose pas sévir contre eux.
Après l'assassinat de l'héritier du trône d'Autriche-Hongrie à Sarajevo par les Serbes et l'envoi par le gouvernement austro-hongrois à la Serbie d'un ultimatum, jugé qu'en grande partie acceptable par Belgrade, le gouvernement russe décide de soutenir la Serbie, faute de quoi il ne lui resterait qu'à enregistrer une nouvelle défaite. La Russie se considère comme la protectrice naturelle des Slaves. Elle a déjà fait par le passé des guerres pour ce genre de prétexte. Nicolas II, demeuré pacifique, déclare : « C'est une crise balkanique de plus ». Il écrit à son cousin Willy : « Je compte sur ta sagesse et ton amitié. » Néanmoins son cousin lui réplique : « Actuellement, il est en ton pouvoir d'empêcher la guerre… Personne ne menace l'honneur et la puissance russe… La paix peut encore être sauvée par toi si tu consens à arrêter les préparatifs militaires menaçant l'Allemagne et l'Autriche-Hongrie ».
Les économistes, comme les hommes politiques russes ne croient pas à l'imminence de la guerre. D'ailleurs, les Empires centraux ne pensent pas que la Russie, affaiblie par les troubles révolutionnaires de 1905, veuille faire la guerre, mais, le 23 juillet 1914, Raymond Poincaré, en visite officielle à Saint-Pétersbourg, promet son aide à la Russie. Il est l’ami du Premier ministre russe, qui n’a pourtant pas voté un budget suffisant à l’armée. Ils imaginent cependant que l'armée russe agirait comme un rouleau compresseur sur les armées ennemies.
Malgré les conseils de sa femme, du comte Witte, du comte Freedrickcz, grand maréchal de la cour, Nicolas II, poussé par son oncle Nicolas Nikolaïevitch, généralissime des armées russes, cède aux intrigues des panslavistes et des partisans de l'alliance franco-russe. Il a néanmoins des doutes. « Je pense à la responsabilité que je dois assumer ». « Tu penses que cela coûtera la vie à des milliers de russes. Sazonov, tu m’as convaincu mais c’est le jour le plus triste de ma vie », écrit Nicolas II à son ministre des Affaires Étrangères, avant de signer l'ordre de mobilisation.
« Sazonov est honnête et capable, mais égaré par sa haine des Autrichiens ». Le 30 juillet 1914, la Russie, inconsciente du danger, est la première à mobiliser ses troupes. Sazonov veut récupérer des territoires, comme la Posnanie et la Galicie, en cas de victoire sur l'Allemagne qui ne feront qu'aggraver le problème des minorités, dont la reconstitution de la Pologne dans son intégrité territoriale.
Cette initiative de mobilisation russe fait que le peuple allemand se sent agressé. L’entrée en guerre, et le manifeste du tsar du 2 août 1914, suscitent un renouveau du patriotisme russe comme en 1812. Des images d'actualités de l'époque le montrent déclarant la guerre devant une foule enthousiaste. « La Russie est enfin réunie ». L'Église et les cosaques sont les plus exaltés, et à la Douma, même les députés bolcheviks ne votent pas contre l'accroissement du budget militaire, malgré les ordres de Lénine de préparer la défaite. Ils s'abstiennent, ce qui est déjà une exception en Europe où l'heure est à l'union sacrée.
Nicolas II, qui a été très heureux par le passé au sein de son régiment, rêve d'être à la tête des armées, mais il ne le sera qu'en 1915. Pour l'heure, les armées sont dirigées par le grand-duc Nicolas, un homme de grande taille, oncle de l'empereur et extrêmement populaire. L'autocrate veut rejoindre le front, mais son entourage s'y oppose. « Le tsarisme retrouve sa vigueur et sa légitimité : 1914 est son année de gloire ».

## Le régime impérial à l'épreuve de la Première Guerre mondiale
L'engrenage des alliances conduit la Russie à entrer dans la Première Guerre mondiale aux côtés de la France et du Royaume-Uni, contre l'Empire allemand, l'Empire austro-hongrois et l'Empire ottoman. Elle inspire confiance à ses alliés :
- financièrement au moyen des emprunts russes souscrits par plus d'un million et demi de petits épargnants français ;
- militairement par le nombre considérable d'hommes qu'elle peut aligner face aux armées des Empires centraux.

### Les défaites et les succès militaires de 1914

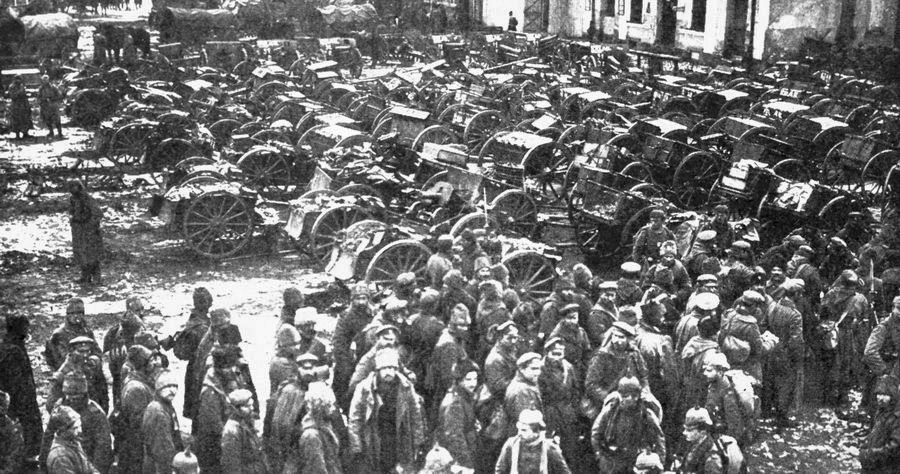
Soldats russes capturés à la suite de la bataille de Tannenberg.

Les armées russes ne sont pas préparées à la guerre moderne, en sous-effectif du fait du manque d’armes, malgré 14 millions d’hommes mobilisés. Elle souffre de problèmes logistiques et son artillerie et son aviation sont insuffisantes. Les détroits turcs étant fermés, les alliés ne peuvent lui livrer de l’armement et des munitions qu’au compte-gouttes par Mourmansk et Vladivostok.
Conformément aux engagements pris envers la France, l'armée russe attaque début août 1914 en Prusse-Orientale et en Galicie.
Face à l’Allemagne, dont les forces principales attaquent la France et la Belgique et ne laissent que quelques corps d'armées en Prusse-Orientale, les armées russes sont battues à la bataille de Stallupönen, mais remportent celle de Gumbinnen. La riposte allemande, fin août, commandée par Paul von Hindenburg et Ludendorff à la bataille de Tannenberg et à la bataille des lacs de Mazurie, est foudroyante. Les Allemands capturent 90 000 prisonniers et récupèrent beaucoup d’armement ennemi à Tannenberg. À la bataille des lacs de Mazurie le nombre de prisonniers atteint 100 000. Curieusement dans son Journal, le tsar fait silence sur ces désastres, mais il va se réjouir des nouvelles du front galicien.

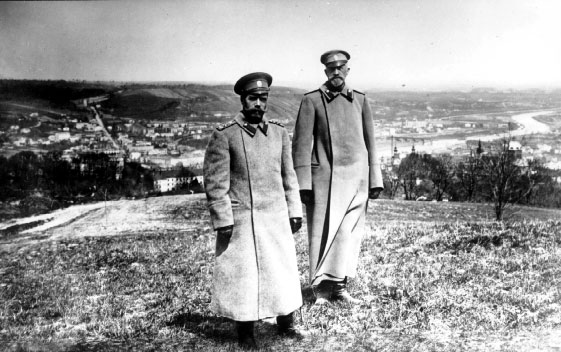
Nicolas II et le grand-duc Nicolas. L'offensive menée par ce prince sauve Paris en obligeant Moltke à dégarnir le front ouest.

Les armées russes obtiennent quelques francs succès face aux Autrichiens en occupant la Galicie orientale. C’est la victoire de Lemberg, qui fait 300 000 morts et 130 000 prisonniers dans les rangs austro-hongrois. La bataille de Łódź met en échec une offensive russe vers la Silésie mais l'armée ottomane est battue à plusieurs reprises dans la campagne du Caucase. Ces victoires sont dues en partie au grand-duc Nicolas, commandant suprême des armées impériales russes, qui est très populaire car il se soucie notamment beaucoup du sort des blessés. L'empereur est envieux de ses victoires et, semble-t-il d'après certains historiens, de sa taille et de sa belle prestance. L'impératrice, quant à elle, le déteste, depuis qu'un jour Raspoutine, annonçant qu'il voulait se rendre au grand quartier général, s'est vu répondre par le grand-duc : « Il peut venir mais il sera pendu ».
Les armées allemandes n'engagent qu'une partie réduite de leurs forces sur le front oriental. Les armées austro-hongroises comptent de nombreux Slaves et l'armée ottomane est médiocre, mais Moltke et Ludendorff suscitent à la cour du Kaiser et dans l’armée allemande le parti oriental. Pour eux, l'issue de la guerre à l’ouest est impossible et la seule solution est de vaincre les Russes et d'obtenir la paix avec Nicolas II ou ses successeurs.

### La pénurie et l'isolement (1915)

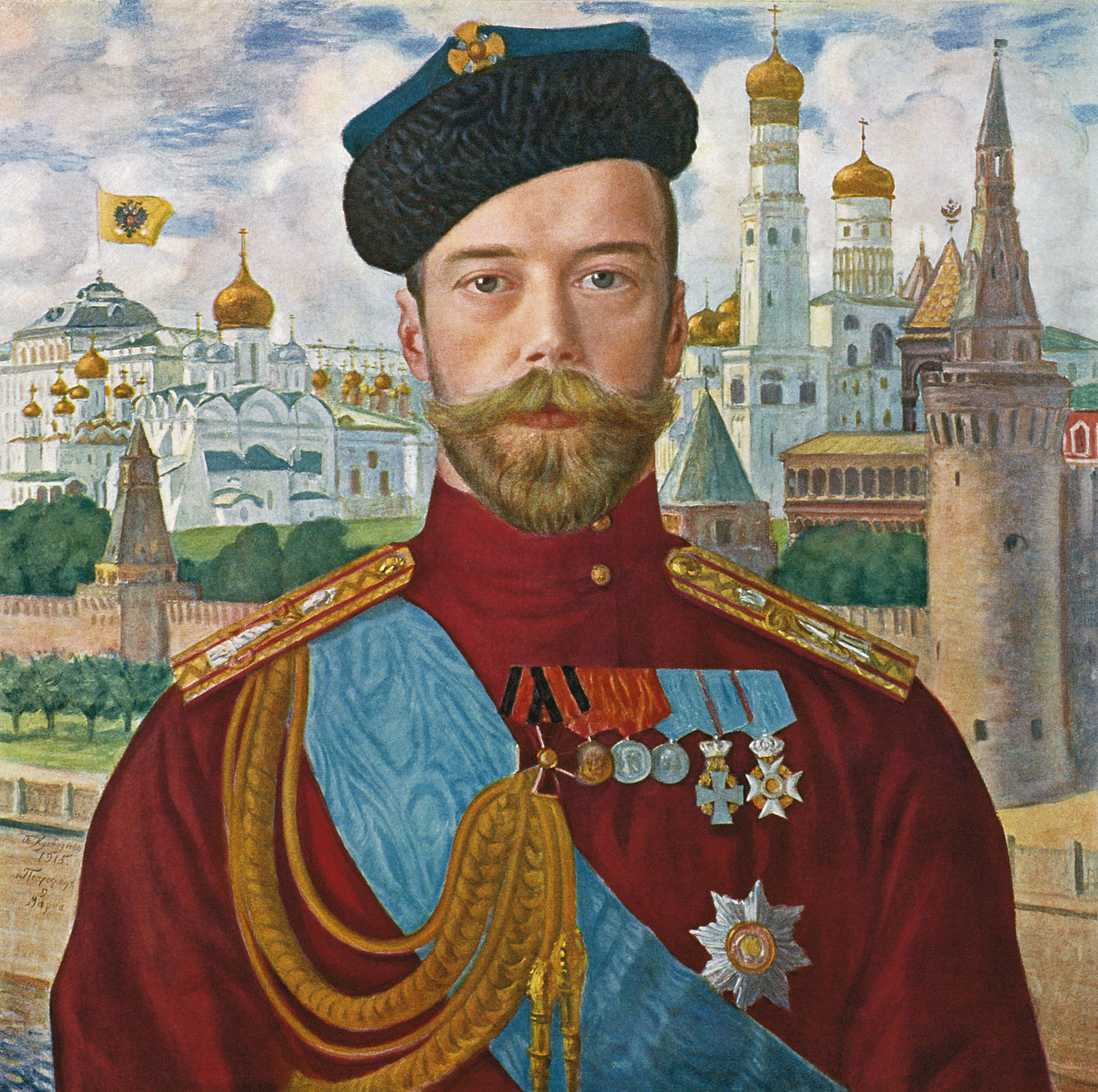
Portrait de Nicolas II en 1915, par Boris Koustodiev.

En 1915, la situation de la Russie est préoccupante. Les zemstvos sont méfiants à l'égard du régime, la Douma est hostile, les minorités politiques et ethniques s'agitent et le gouvernement est incapable de diriger le pays et de mener la guerre. Les ingénieurs allemands ne sont plus là, donc la production s'effondre et les armes que la Russie n'arrive pas à produire en quantité suffisante viennent à manquer. Celles qui proviennent des Alliés ne parviennent en Russie que par les ports de l'océan Arctique.
Une contre-offensive austro-allemande balaie les conquêtes en quelques semaines. Les Russes reculent, abandonnant la Pologne, la Lituanie et une partie de la Lettonie.

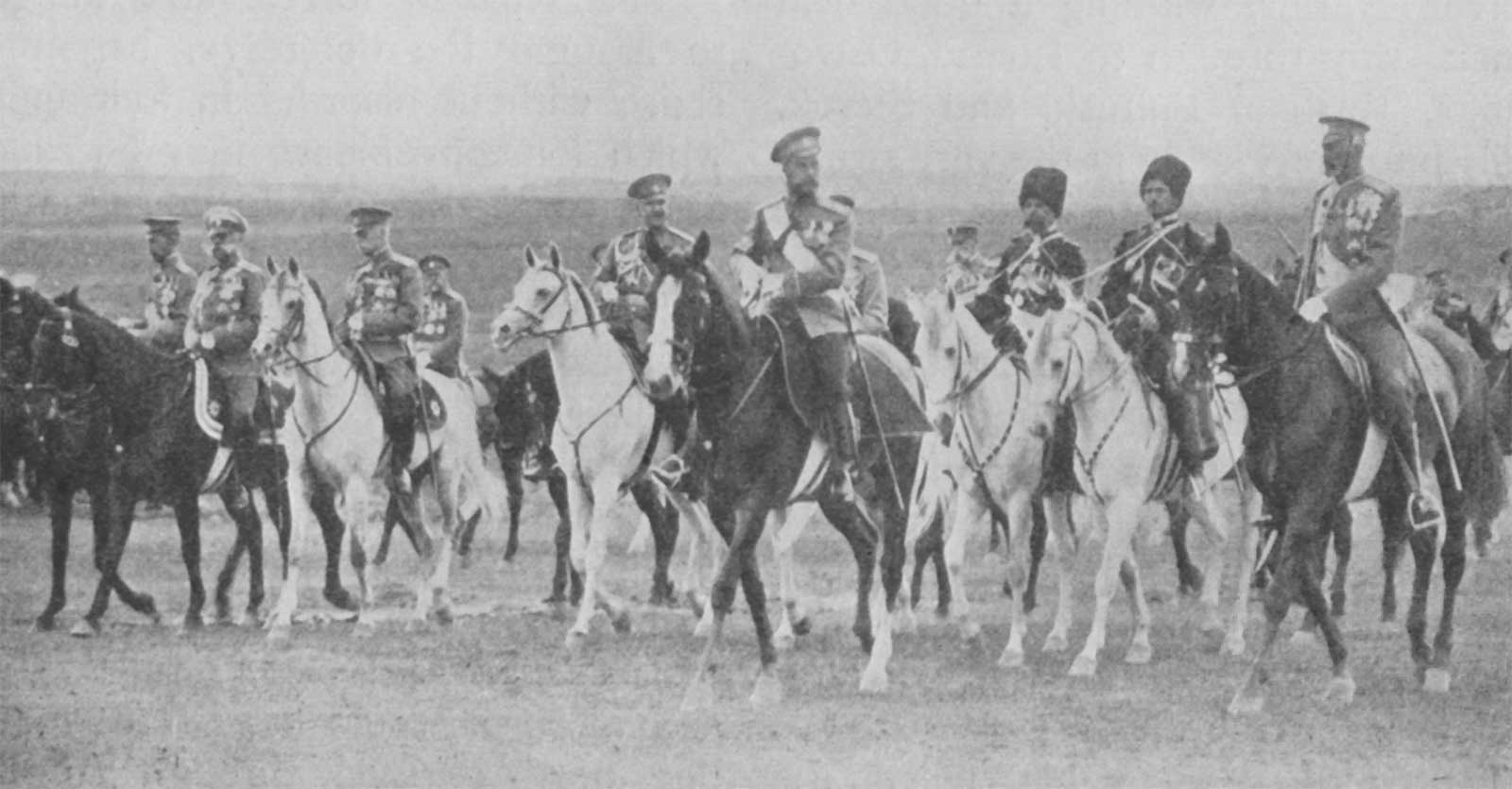
Nicolas II et son état-major.

Nicolas II démet alors le grand-duc Nicolas de ses fonctions de commandant suprême des armées impériales. Le 21 août 1915, ne possédant ni les aptitudes, ni la formation, l'empereur se met à la tête des armées. Elles sont obligées de se replier et leur dénuement devient catastrophique. Le conseil de guerre, qui est présidé par un monarchiste constitutionnel et un nationaliste, membre de l'Union du peuple russe, désapprouve le 4 septembre 1915 le limogeage du grand-duc et rappelle au tsar que l'armée russe a perdu en treize mois 4 000 000 hommes, tués, blessés ou prisonniers et bat en retraite. L'empereur ne répond pas.
Nicolas II refuse même de recevoir un homme de confiance allemand à Petrograd porteur d'offres, comme un privilège russe sur les détroits ottomans. C'est pour Nicolas le seul moyen de sauver sa dynastie en péril. Guillaume II demande même à ses armées de freiner leur avance, mais le tsar oppose un Niet solennel et définitif aux offres allemandes. Hindenburg a les mains libres et l'Allemagne abandonne le tsar et choisit de déstabiliser la Russie en y favorisant la révolution.

### 1916

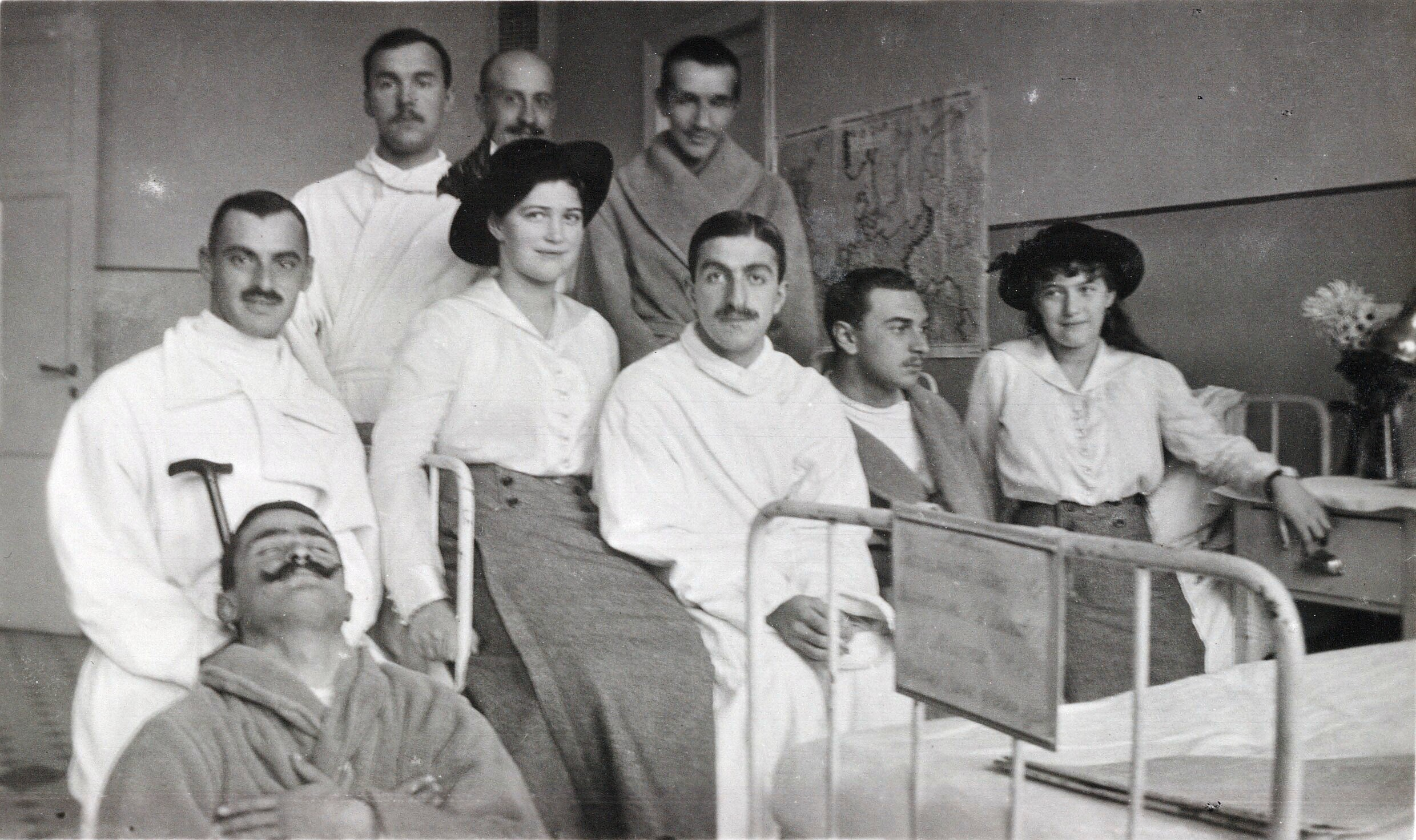
Les deux plus jeunes filles de Nicolas II, Maria et Anastasia, visitant des soldats blessés.

Le bilan de l'année 1916 est très contrasté : depuis le début de l'année, la Russie peut compter, en partie grâce au doublement du Transsibérien, sur un afflux de matériel de guerre étranger, fourni par les Alliés, ce qui améliore notablement les capacités de combat des troupes russes, confrontées jusque-là à une terrible pénurie de moyens militaires. La production russe fait d'étonnants progrès et 144 écoles d'officiers fournissent de jeunes cadres à l'armée impériale qui vont donner ses plus belles victoires aux armées du tsar.
Pendant que les Alliés attaquent sur la Somme, Nicolas II lance une vaste offensive en Galicie. En mars 1916, Broussilov est affecté au commandement du corps sud-ouest regroupant quatre armées russes. En juin, il lance son offensive en Galicie. Celle-ci, au début victorieuse et prometteuse, se révèle au fil des mois extrêmement coûteuse en hommes, mais convainc la Roumanie d'entrer en guerre. Les armées autrichiennes, retenues sur le Trentin, sont rapidement hors de combat. Deux armées austro-hongroises sont détruites. Les Russes font 400 000 prisonniers et sont aux frontières de la Hongrie. L'effondrement de l'empire d'Autriche paraît si complet que l'Allemagne doit envoyer plusieurs divisions à son secours pour le maintenir dans la guerre et même des contingents ottomans.

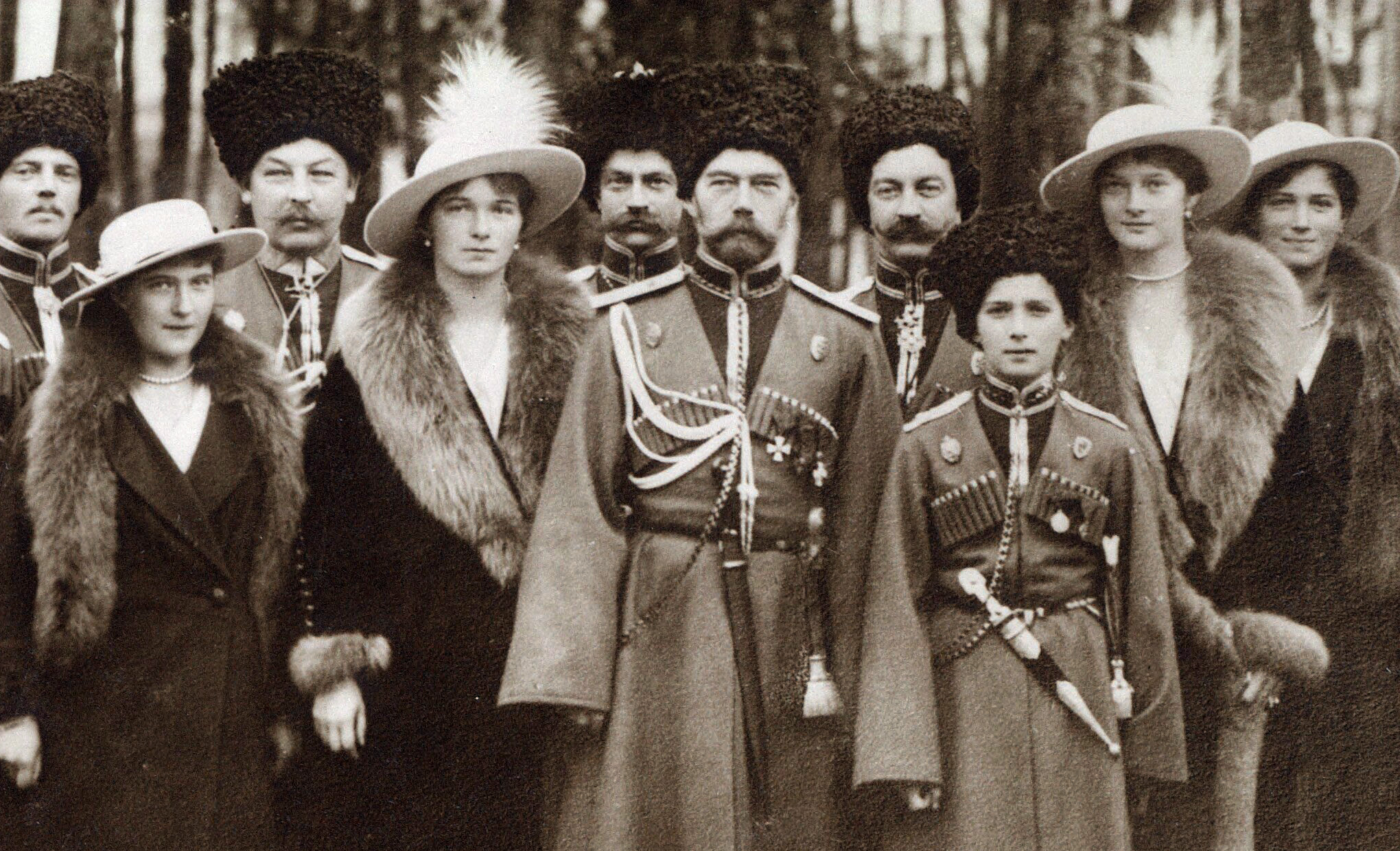
Nicolas II et ses cinq enfants avec des cosaques en 1916.

Malgré l'insuffisance de l'armement, la faiblesse du commandement et les désastres militaires qui se soldent par des milliers de tués, de blessés et de prisonniers, ce n'est pas le front russe qui s'effondre : c'est l'arrière qui ne tient plus. Le mouvement des grèves reprend avec une ampleur extraordinaire.

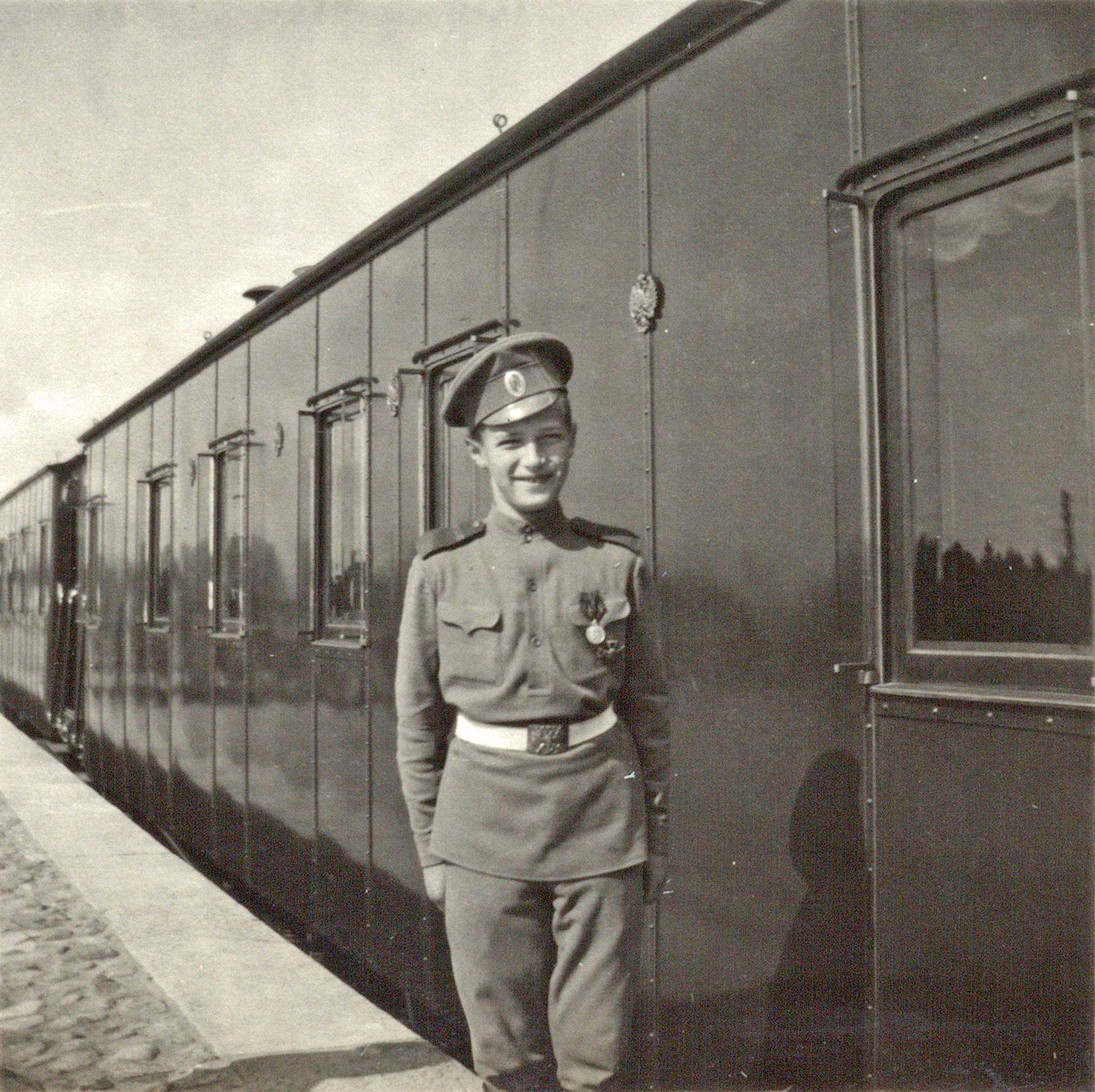
Le tsarévitch en uniforme en 1916.

Le degré de développement du pays est insuffisant pour faire face aux besoins d'une guerre moderne et, en même temps, pour assurer les besoins de l'arrière. La conversion de l'industrie en industrie de temps de guerre, permet de fabriquer les équipements nécessaires à la défense du pays, mais entraîne l'asphyxie économique des autres secteurs de l'économie. Ce phénomène est aggravé, car la Russie est isolée de ses principaux partenaires européens. L'Allemagne fournissait 50 % des produits manufacturés et achetaient 33 % des matières premières. Beaucoup d'ingénieurs et de conseillers venaient des empires centraux. Au bout de quelques mois, l'arrière manque de biens de consommation et les prix des denrées de base augmentent considérablement.
La désorganisation des transports perturbe le ravitaillement du front et de l'arrière, notamment dans les centres urbains où l'afflux des réfugiés accroît la précarité de l'approvisionnement. Les campagnes sont également touchées par la mobilisation massive d'hommes pour l'armée, par les réquisitions de cheptel et de céréales. Il devient manifeste que l'autocratie n'est plus capable de gouverner en temps de guerre. Partout dans l'Empire s'organisent des comités (de zemstvos ou autres) qui prennent en charge la gestion du quotidien que l'État est incapable d'assumer. Les populations apprennent à résoudre les problèmes par elles-mêmes, puisque le pouvoir, de plus en plus désorganisé, s'estompe. De fait, pour la Russie et pour son souverain, cette évolution constitue une grande chance. La société fait l'apprentissage d'un système démocratique, mais ni le tsar, ni les partis politiques ne vont profiter de cette révolution invisible et pacifique avec laquelle le pays aurait pu s'installer dans la modernité.
Le prince Youssoupoff tue le fakir vagabond, Raspoutine, qui incarne pour lui « le bolchévisme en marche ». Il est vrai que cet individu a largement contribué à donner une mauvaise image de la tsarine et l'a poussée à demander la nomination d'incapables et de traîtres.

### L'hiver 1917

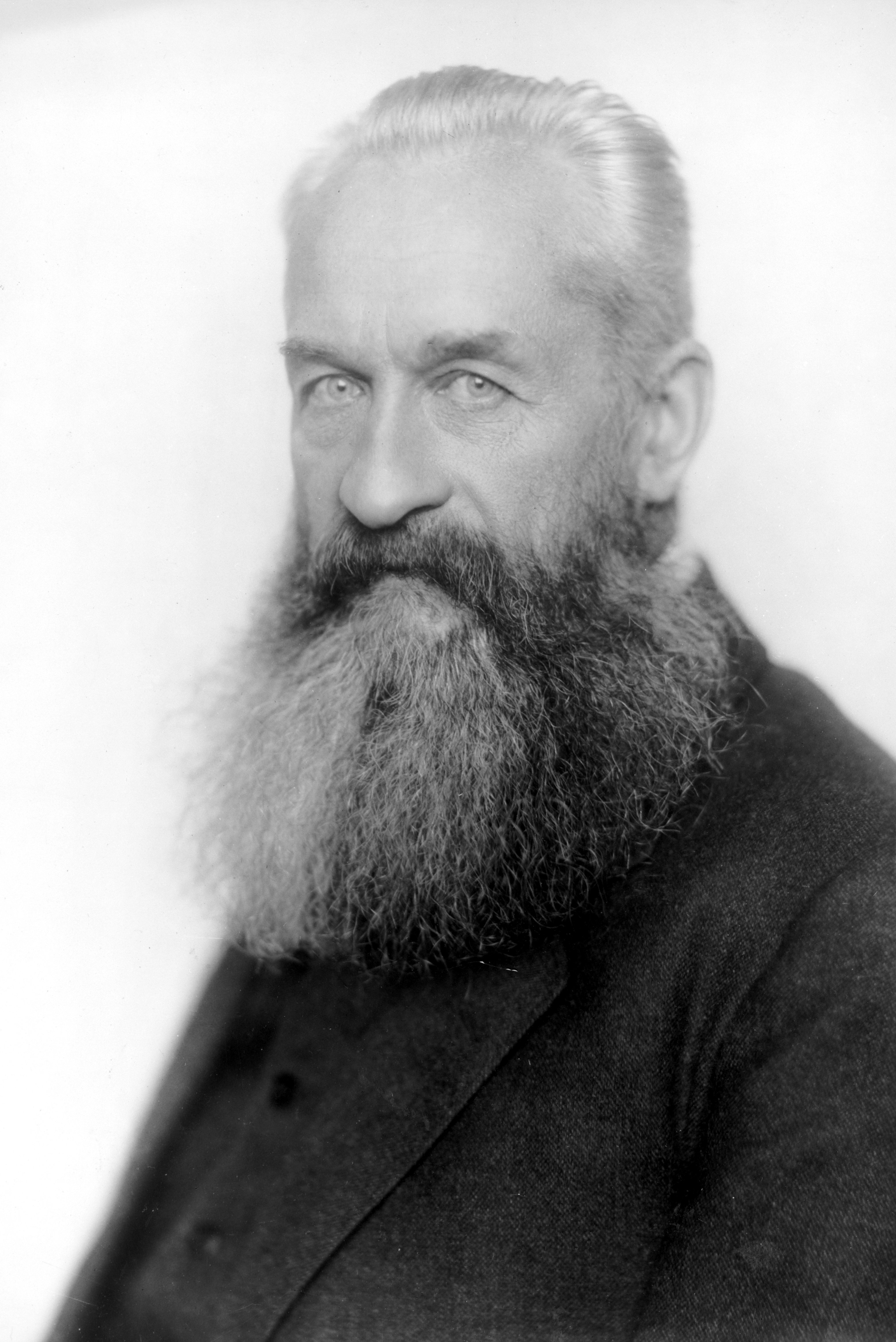
Le prince Gueorgui Lvov, principal opposant à Nicolas II, premier Premier ministre post-impérial de la Russie, du 23 mars au 7 juillet 1917.

Dès janvier 1917, les protestations au sein de la Douma et les mouvements ouvriers s'intensifient dans la capitale. Les premiers tracts bolcheviks qui invitent l'armée à renverser le gouvernement sont distribués. Il devient évident, à Petrograd, que des promesses à la Douma, de la part du souverain, sont indispensables pour éviter la fin de l'Empire. Nicolas II a un entretien au grand quartier général avec l'attaché militaire britannique, Hanbury-Williams. Il s'exprime sur les réformes à entreprendre : « Le pouvoir doit être décentralisé en partie dans l'Empire, mais l'autorité suprême doit rester au souverain. La Douma doit avoir plus de pouvoirs, mais seulement graduellement parce qu'il est difficile de développer l'instruction des masses avec une satisfaisante rapidité ».
À la Douma, une majorité de députés se rassemble derrière les octobristes du Bloc progressiste qui réunit les deux tiers de ses membres et est dirigé par le prince Lvov et par Milioukov. Ces nobles ou ces bourgeois espèrent tous que l'empereur va sauver la Russie du chaos. Celui-ci en guise de réponse à leurs souhaits de réformes, nomme leur pire ennemi, Boris Stürmer, accusé par les nationalistes d'être un partisan de l'Allemagne. Puis, Nicolas II nomme Alexandre Trepov, qui conseille au tsar de donner plus de pouvoir à la Douma et qui veut se faire apprécier des députés. Dans les deux cas, Trepov connaît l'échec, et il donne sa démission le 9 janvier 1917 au bout de cinq semaines à la tête du gouvernement.
En février 1917, Nicolas II nomme le prince Galitzine président du Conseil d'État. Celui-ci demeure à son poste jusqu'à l'abdication du 3 mars 1917 (15 mars du calendrier grégorien). Il refuse d'abord sa nomination et demande à Nicolas II de nommer quelqu'un d'autre à sa place. Le prince a la faveur de l'impératrice Alexandra.
Mais Lvov n'est pas leur pire ennemi.

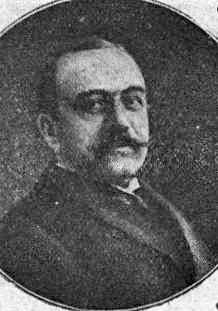
Alexandre Protopopov le dernier ministre de l'Intérieur de la Russie impériale (1916 à 1917).

À la cour, une partie de la famille impériale veut faire abdiquer Nicolas et envoyer l'impératrice dans un couvent[réf. nécessaire]. Des hypothèses sont évoquées dans un cercle restreint — notamment celui de la grande-duchesse Maria Pavlovna — comme de porter sur le trône le tsarévitch avec comme tuteur le populaire grand-duc Dimitri, mais ce ne sont que suppositions.
Rodzianko propose à Nicolas II d'envoyer l'impératrice au palais de Livadia, en Crimée jusqu'à la fin de la guerre ; l'empereur refuse. Il déclare désormais à la fin de tous ces entretiens : « J'ai voulu plaire à la Douma. Voyez ma récompense ». Même le ministre de l'Intérieur, Alexandre Protopopov, « l'un des grands naufrageurs du régime tsariste », incapable et dérangé, mais protégé de l'impératrice, veut faire un coup d'État et organiser des élections anticipées.
Toutefois, l'opposition modérée et les comploteurs de salon ne sont pas le danger réel. La montée du mouvement des grèves a repris avec une ampleur extraordinaire. Les militants bolcheviks qui sont ouvriers ne sont pas mobilisés et les rares qui le sont contribuent à démoraliser les troupes. Lénine « veut transformer la guerre des peuples en guerre civile ».
Pour augmenter la production, des sous-prolétaires venus des campagnes s’entassent dans des dortoirs à Pétrograd. Des femmes du peuple sortent dans la rue au cri de « Du pain ! De la chaleur ! » Les 150 000 soldats de la garnison sont noyautés par les militants ouvriers. Les dirigeants révolutionnaires sont en exil ou en prison ou bien encore dans la clandestinité. Lénine écrit à Alexandre Chliapnikov (1885-1937) : « Les échecs militaires tsaristes aident à l’effondrement du tsarisme. Ils facilitent l’union des travailleurs révolutionnaires… » Les anarchistes, les socialistes-révolutionnaires, les mencheviks et les bolcheviks sont désormais en relation étroites.
Nicolas II est au grand quartier-général à Moghilev, en Biélorussie. L’homme fort est le ministre de l'Intérieur Protopopov, détesté à la fois des libéraux et de la droite. La ville n’est pas approvisionnée. Il fait – 40 °C. Chez Maxime Gorki, le député de gauche modérée Alexandre Kerenski rencontre le pro-bolchevik Alexandre Chliapnikov.
La semaine qui va ébranler la Russie commence par des émeutes de la faim…
Dans la soirée du 25 février, Nicolas II ordonne de faire cesser par la force, avant demain, les désordres à Petrograd. Le refus de toute négociation, de tout compromis va faire basculer le mouvement en une révolution. Au cours de la journée du 27, la garnison de Petrograd (environ 150 000 hommes) passe du côté des insurgés.
À la surprise générale, l'État-major fait pression sur le tsar pour que celui-ci abdique afin de sauver l'indépendance du pays et assurer la sauvegarde de la dynastie. Nicolas déclare à ses derniers généraux fidèles : « Que pouvais-je faire d’autre, ils m’ont tous trahi ». Le général Alekseïev, soutenu par les commandants des cinq fronts, le convainc en arguant que l'abdication serait le seul moyen de poursuivre la guerre contre l'Allemagne. Le souverain, selon une formule de Marc Ferro, « se démit de l’empire comme un commandant d’un escadron de cavalerie ». Le 2 mars 1917, soucieux d'épargner à son fils Alexis une tâche trop lourde pour son état de santé, il renonce au trône en faveur de son frère, le grand-duc Michel.
Devant la protestation populaire, celui-ci renonce à la couronne le lendemain. En cinq jours, « sans avoir pu offrir la moindre résistance, l'Ancien Régime russe s'écroule comme un château de cartes ».

## De l'abdication de la famille impériale à son massacre

### Cinq mois cloîtrés

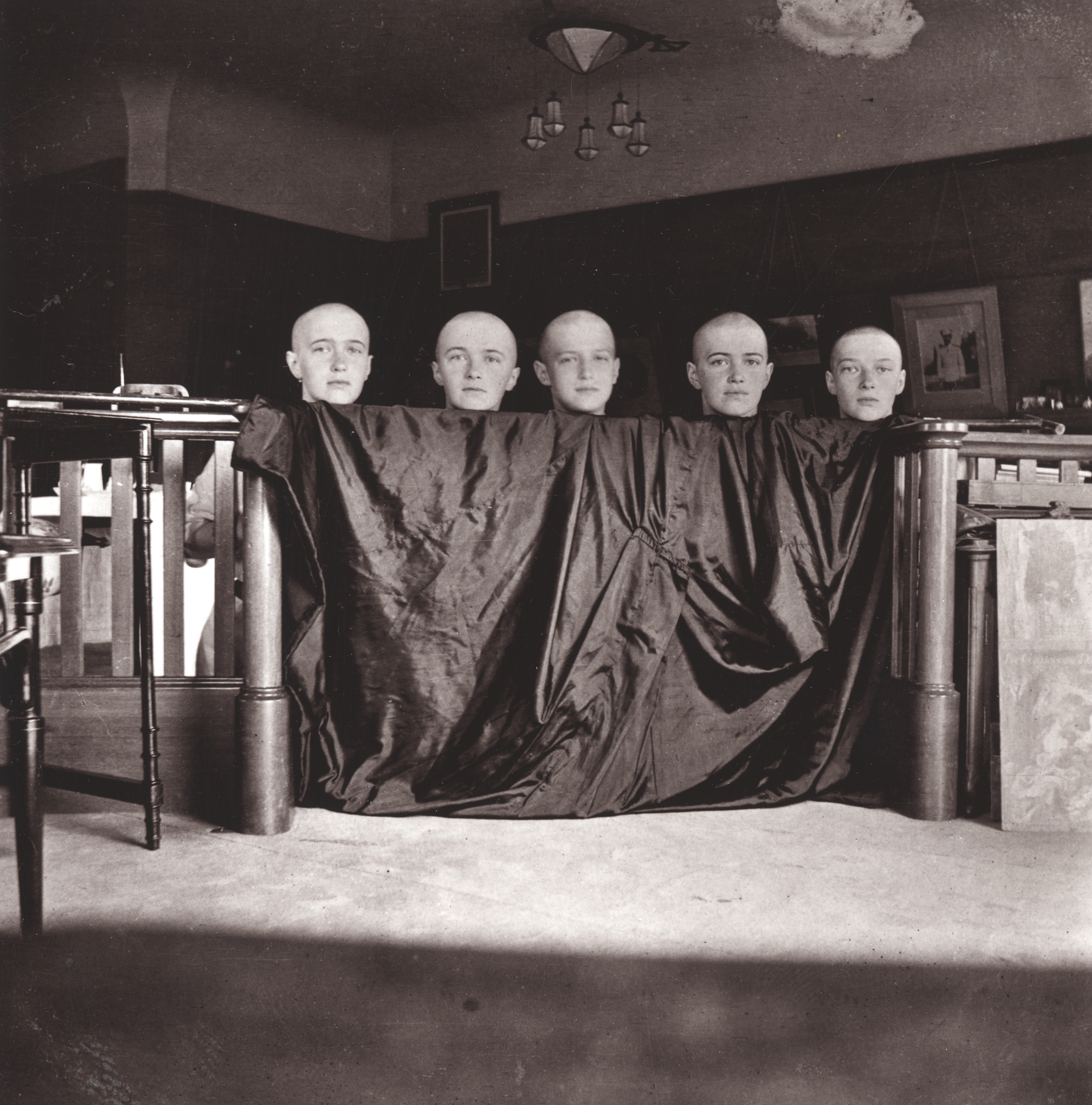
Les quatre grandes-duchesses et le tsarévitch en juin 1917 avec les têtes rasées du fait de la rougeole qu'ils avaient contractée,,.

Les ouvriers, paysans ou soldats, qui dans leurs nombreuses pétitions au soviet de Petrograd, demandent que des mesures soient prises contre le tsar, sont très peu nombreux. Des soldats du front veulent qu’il parte, des paysans ressuscitant les mirs se saisissent de ses terres. Même dans les faubourgs où il est surnommé Nicolas le sanglant, on ne crie pas vengeance sur son passage. Les policiers, mais aussi le clergé orthodoxe, les officiers, les propriétaires terriens et même assez étrangement la Douma sont désormais les ennemis du peuple.
Certains hommes politiques modérés essaient de sauver la dynastie en sacrifiant Nicolas ; en vain. Nicolas est arrêté par le gouvernement provisoire. Nicolas va répéter à tous ceux qu’il rencontre les termes employés par le représentant du gouvernement provisoire : « Savez-vous que désormais le tsar est privé de liberté ? » Alexandra est encore en liberté au palais Alexandre avec quelques fidèles, dont le vieux comte Benckendorff, protégés par les gardes à cheval de Novgorod.
L'ex-empereur demande à pouvoir rejoindre sa famille au palais Alexandre et de là à s’exiler jusqu’à la fin de la guerre, pour retourner ensuite à tout jamais en Crimée. Le gouvernement provisoire accède à ses demandes. Kerensky se met d’accord avec Milioukov pour que l’ancien empereur parte pour l'Angleterre, mais le gouvernement provisoire lui offre aussi de choisir entre partir ou demeurer en Russie.

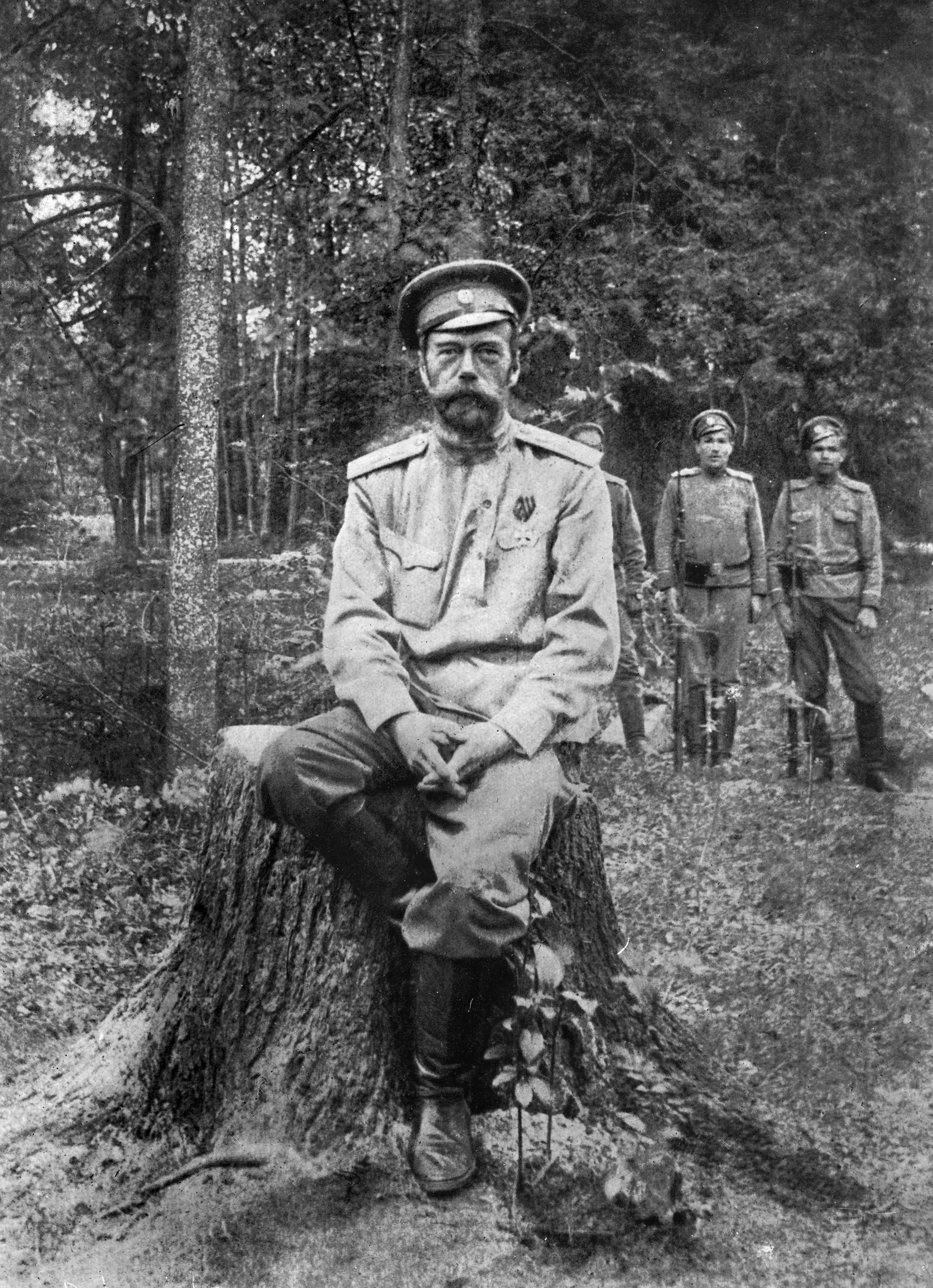
Nicolas II en captivité à Tsarskoïe Selo en 1917.

Cependant le 9 mars 1917, la garde du palais Alexandre se retrouve sous l'autorité de contingents révolutionnaires. Personne ne peut plus sortir ou entrer au palais et les lignes téléphoniques sont coupées. Toutefois Kerensky refuse que la famille impériale soit transférée dans une forteresse.
Milioukov, qui se dit monarchiste, veut faire passer l'ancien tsar en jugement malgré une grande campagne britannique en faveur du fidèle allié, puis déclare que cela n’est pas possible. Par ailleurs, la gauche britannique et le roi — pourtant cousin de Nicolas II — montrent au fil des évènements une réticence pour que le gouvernement britannique accorde au tsar le droit d’asile.
Peu à peu, les conditions de détention se durcissent. De simples soldats donnent des ordres à l'empereur déchu, malgré les interventions d'officiers et, pendant cinq mois, ces gardes sont insolents avec ses filles. Le tsar se dit « cloîtré avec sa famille comme des prisonniers ». Toutefois Kerensky est, semble-t-il, un humaniste, le prince Lvov est monarchiste, comme Milioukov. Le désordre grandit et le mouvement révolutionnaire se durcit, inquiète les militaires russes et alliés. La plupart d’entre eux regrettent leur choix et leur soutien à une révolution qui ne bénéficie qu’à l’armée allemande et aux dirigeants bolcheviks.
Ces bolcheviks, farouchement hostiles au dernier souverain, excitent en permanence la fureur populaire contre « le tyran » « buveur de sang » et contre « l’Allemande », non sans rappeler les surnoms du roi Louis XVI et de sa femme. Ils évoquent, d'ailleurs, sans cesse le précédent de la fuite et de l'arrestation de Louis XVI à Varennes. « Pour empêcher une telle possibilité de retour des Romanov sur la scène de l’histoire, ces personnes redoutables doivent être remises au Soviet ».
Nicolas ne peut pas partir de Tsarskoïe Selo, ni se rendre en Crimée. Selon les rares témoins, il lit, jardine, marche et surtout prie pour que sa patrie et son armée restent fidèles à leurs alliés. Il est vêtu de son uniforme tout simple et porte sa croix de chevalier de Saint-Georges sur le cœur. Les premières vexations se multiplient. Les siens comprennent qu’ils ne sont pas tombés seulement au rang de citoyens ordinaires, ils assistent impuissants à tous les sursauts de la révolution russe et à l’irrésistible avancée des troupes allemandes.
Kerensky les envoie à Tobolsk (Sibérie occidentale), le 31 juillet, soi-disant pour protéger Nicolas des bolcheviks. En réalité, les bolcheviks, pour une fois, se soucient très peu des Romanov, en juillet 1917. Kerensky craint un coup d’État monarchiste qui se servirait du tsar comme étendard, mais, les tentatives monarchistes pour libérer Nicolas sont quasi inexistantes et se limitent à quelques tracts distribués à Madrid, à Nice, à Lausanne et tout de même à Yalta.
Cependant, Kerensky n’a pas totalement tort, le général Kornilov, qu'il nomme nouveau commandant en chef, alors que l’armée se disloque, incarne un retour à la discipline de fer antérieure : il a déjà donné l’ordre en avril de fusiller les déserteurs et d’exposer les cadavres avec des écriteaux sur les routes, et menacé de peines sévères les paysans qui s’en prendraient aux domaines seigneuriaux. Ce général, réputé monarchiste, est en réalité un républicain indifférent au rétablissement du tsar, et un homme issu du peuple (fils de cosaque et non d’aristocrate), ce qui est rare pour l’époque dans la caste militaire. Avant tout nationaliste, il veut le maintien de la Russie dans la guerre, que ce soit sous l’autorité du gouvernement provisoire ou sans lui. Beaucoup plus bonapartiste que monarchiste, il redonne néanmoins un peu d’espoir à la famille, à Nicolas et à ses proches.

### La détention à Tobolsk

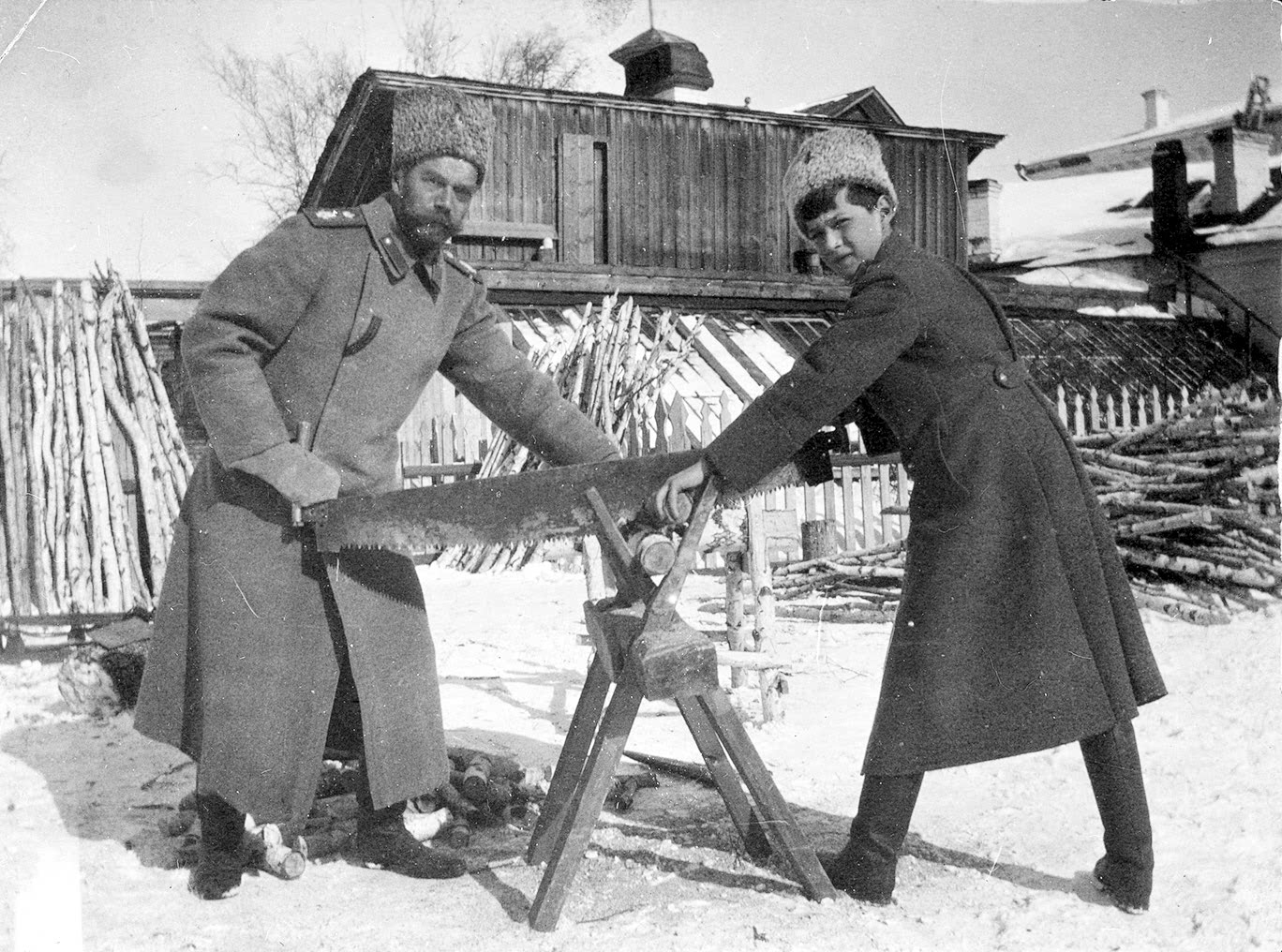
Nicolas et son fils Alexis Nikolaïevitch durant leur captivité à Tobolsk en 1917.

Le train part le 31 juillet 1917 et arrive le 3 août à Tioumen. De là, le bateau part à Tobolsk (Sibérie occidentale).
La ville ne connaît pas d’insurrection d’octobre. La réalité du pouvoir appartient à un comité de sauvegarde, dans lequel les bolcheviks sont très minoritaires. Nicolas et sa famille peuvent se promener en ville avec des gardiens et recevoir des prêtres, mais les conditions de vie sont très difficiles. La maison du gouverneur a été pillée, vandalisée. Nicolas II note : « Depuis quelques jours, nous recevons du beurre, du café, des gâteaux secs et de la confiture de la part de braves gens qui ont appris que nous avions dû comprimer nos dépenses de nourriture ». Des passants s'arrêtent parfois devant la maison et bénissent la famille impériale en faisant un signe de croix. Les gardes les chassent mollement. Nicolas joue aux dames avec eux. À Tobolsk, le pouvoir bolchévique ne s’est instauré que le 15 avril 1918.
Nicolas regrette son abdication en apprenant avec bien du retard les nouvelles du pays. Dès que les bolcheviks prennent le pouvoir, le sort des captifs s’aggrave, Nicolas est contraint d’ôter ses épaulettes. Ils sont traités désormais comme de véritables prisonniers. Les anciens combattants qui les gardaient sont remplacés par des gardes rouges. Lénine pense qu’il faut exterminer une centaine de Romanov, et en mars 1918 il ne veut pas d’un procès.

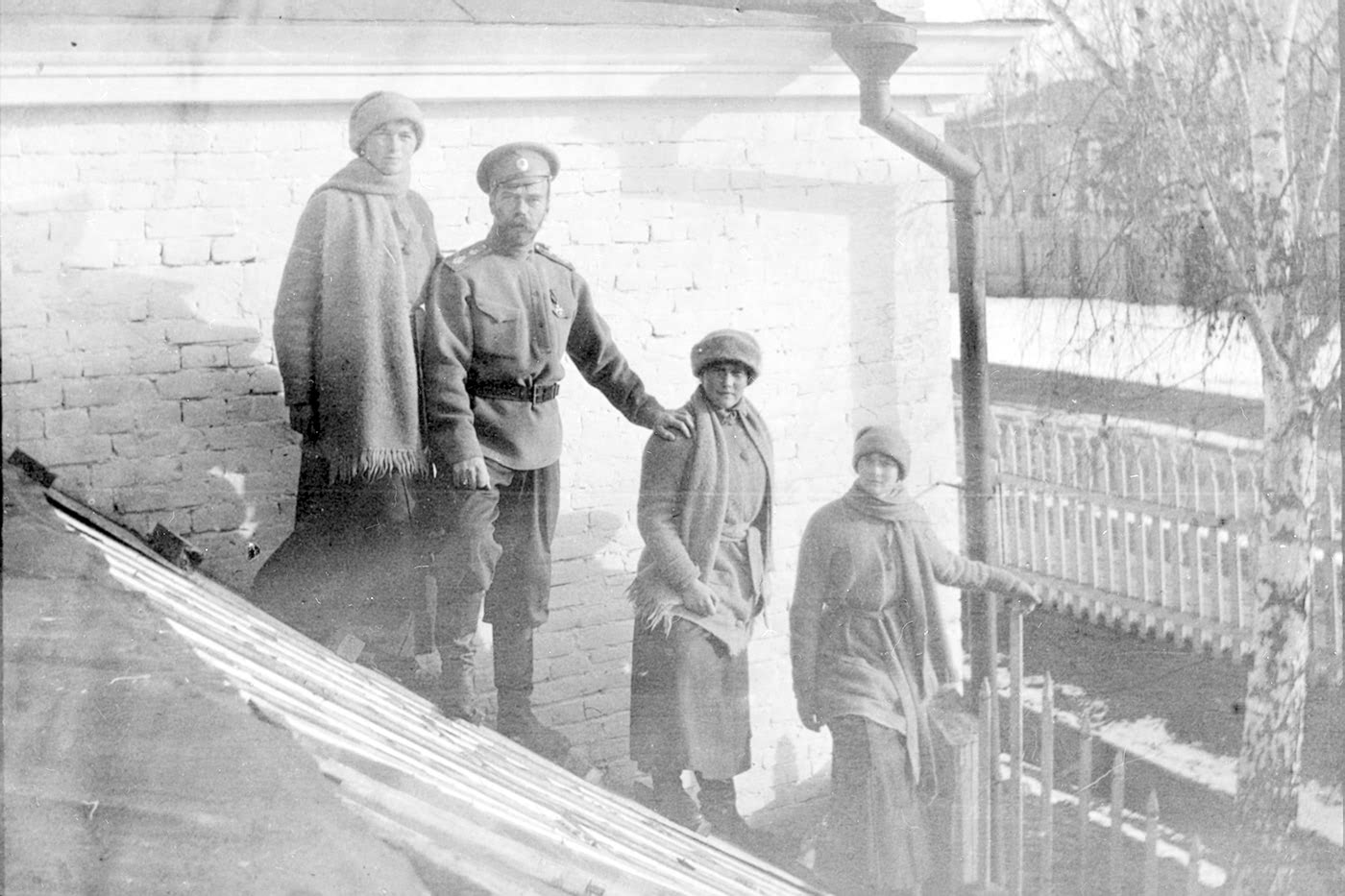
L'ex-tsar, Olga, Tatiana et Anastasia pendant leur captivité à Tobolsk en 1917.

Le pouvoir bolchevik considère que l'ancien empereur ne peut être ramené à Kronstadt avant la débâcle des rivières, à Moscou, la nouvelle capitale, on décide que le problème de l’ex-tsar n’est pas à l’ordre du jour.
Les monarchistes ne sont pas non plus très soucieux du sort de l'ancien monarque. Certes, un ex-sénateur, Tougan-Baranovski, achète une maison en face de la résidence du gouverneur et creuse un tunnel. Mais il ne peut compter que sur un nombre limité de personnes et son projet n’est pas terminé lors du transfert de Nicolas à Iekaterinbourg. Il est vrai que beaucoup de partisans sont morts au front ou tués par les révolutionnaires.
Tout d'un coup, peut-être du fait de rumeurs d'évasion, Sverdlov estime que le problème des Romanov est désormais à l’ordre du jour. Le 2 mai 1918, le Præsidium du Comité central décide de déplacer les Romanov de Tobolsk à Iekaterinbourg, mais Omsk revendique aussi leur présence. Les parents et la grande-duchesse Marie partent sous bonne garde, pensant être transférés à Moscou pour contresigner le traité de Brest-Litovsk, mais le 7 mai 1918, les trois sœurs et leur frère apprennent qu’ils sont détenus à Ekaterinbourg. Les bolcheviks locaux se sont emparés d’eux à leur passage dans cette ville. Cette étape du martyre des Romanov est particulièrement affreuse et redoutée à l’avance.

### La maison à destination spéciale

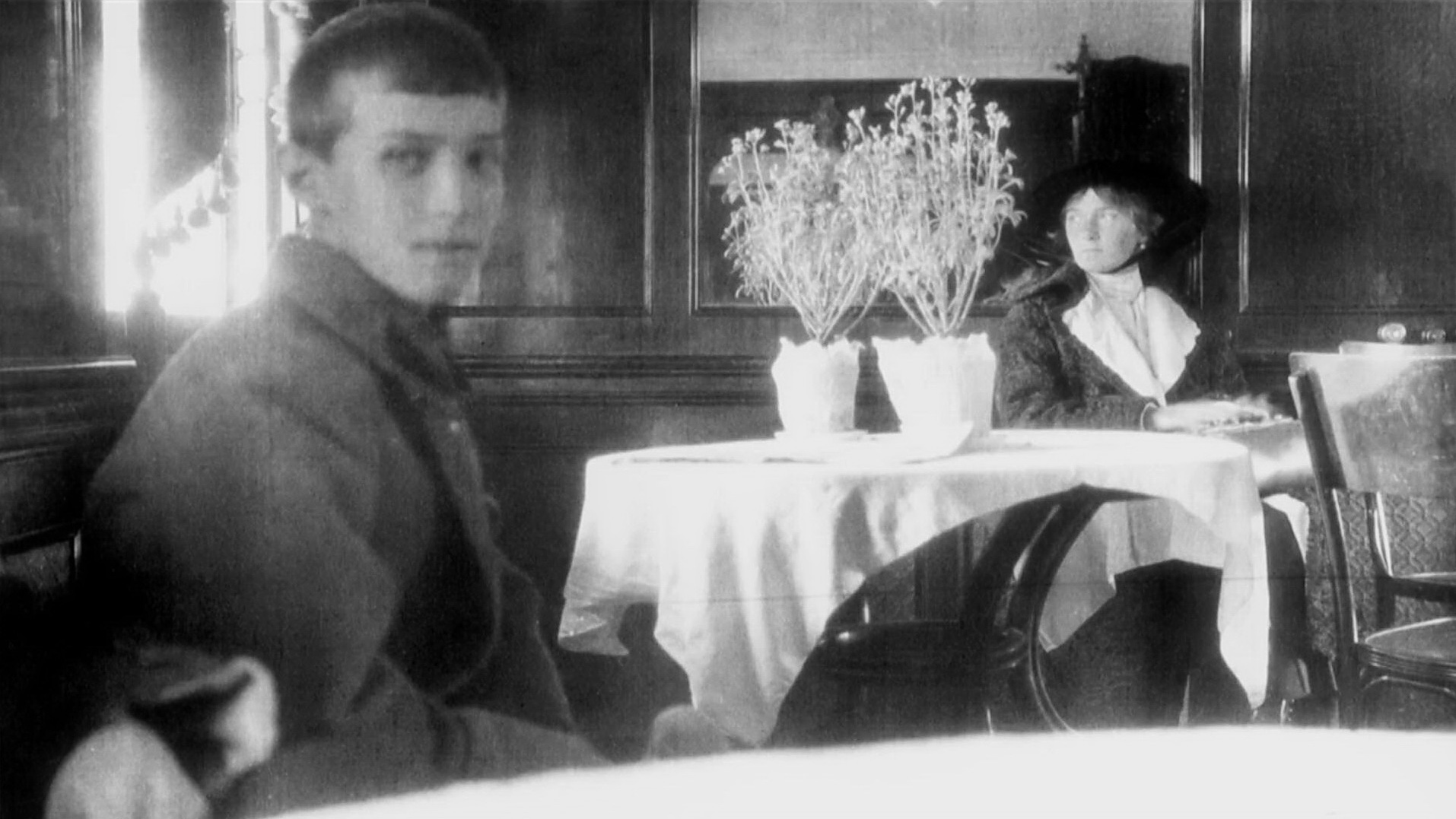
Dernière photo d'Alexis et d'Olga prise en mai 1918 pendant le trajet en train de Tioumen à Ekaterinbourg.

En avril 1918, les bolcheviks conduisent le tsar, la tsarine et la grande-duchesse Marie, à Ekaterinbourg, dans la maison à destination spéciale. Les trois autres filles du tsar sont restées à Tobolsk pour prendre soin d'Alexis, atteint d'une grave crise d'hémophilie. Ils rejoindront le reste de leur famille un peu moins d'un mois plus tard. Ils sont confiés au commissaire militaire pour l’Oural, Isaac Golochekine, un des compagnons de Lénine, arrivé de Suisse avec lui, mais surtout ami de Sverdlov. Quand Nicolas comprend que sa destination est Ekaterinbourg, il déclare : « J’irai n’importe où, mais surtout pas dans l’Oural ». Cette ville est, selon Hélène Carrère d'Encausse, « dans l’Oural rouge, peuplée d’extrémistes — bolcheviks, anarchistes et socialistes-révolutionnaires — qui réclament bruyamment l’exécution du buveur de sang ».
La garde de la famille impériale est assurée par des hommes ayant toute la confiance du commissaire Golochekine. Ce sont des ouvriers travaillant dans les usines avoisinantes. Le commandant Avdeïev commande la garde extérieure et intérieure de la maison Ipatiev. C'est un ivrogne au vin mauvais avec un passé de voyou. Il aime humilier ses prisonniers. Violent et borné, il n'adresse la parole à l'ancien monarque qu'en le traitant de « buveur de sang ». Le logement du commandant et de dix autres gardes se situe à l'étage réservé à la famille impériale. Cette cohabitation est source pour les membres de la famille impériale de nombreuses vexations. Ils sont les victimes d'incessants quolibets de la part des gardes, de plaisanteries douteuses à l'encontre des jeunes grandes-duchesses, qui couvrent les murs d’inscriptions obscènes et volent tout ce qu’ils peuvent, dont les provisions destinées à l’ancien tsar et ses proches. Aucune intimité n'est possible pour les membres de la famille qui sont dans l'obligation de partager cette maison sale et sans aucun confort avec leurs geôliers. Une palissade est élevée autour de la maison Ipatiev. Les vitres sont recouvertes de peinture et les détenus reçoivent l'ordre de laisser leurs portes ouvertes.

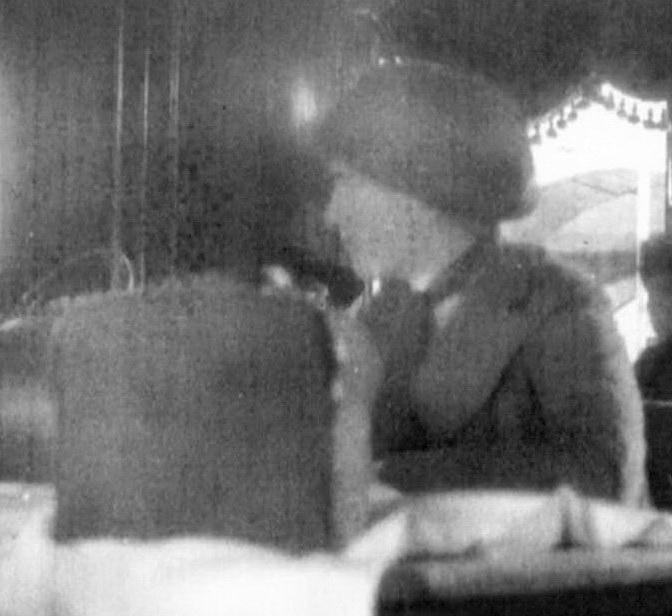
Dernière photo d'Anastasia prise en mai 1918 lors du trajet en train de Tioumen à Ekaterinbourg.

Toutefois en juin, la garde est changée avec à sa tête un bolchevik de toujours, Iakov Iourovski, membre du comité exécutif du soviet de l’Oural et surtout membre du collège de la Tchéka. Nicolas II écrit dans son journal le 21 juin 1918 : « On nous a changé la garde Avdeïev, si désagréable, est remplacé par Iourovski… Il nous a pris nos bijoux… et nous les a rapportés dans une boîte qu’il a cachetée en nous priant d’en vérifier le contenu. Puis, il nous l’a remise en garde… Iourovski a compris que les gens qui nous entouraient gardaient pour eux la plus grosse partie des provisions qui nous étaient destinées… » Jacob Iourovski est juif, mais les autres tchékistes ne le sont pas, contrairement à ce qui se racontera. Ce sont des étrangers, des Autrichiens, des Hongrois, des Lettons, qui sont tous très peu instruits et ne comprennent donc pas les propos des prisonniers et ne cherchent pas à les comprendre.
En dehors de la maison Ipatiev, la situation de l’État bolchévique se dégrade :
- crise diplomatique avec l’Allemagne qui occupe l’ensemble de la Pologne, les pays baltes, une partie de la Russie blanche, et l’Ukraine ;
- débarquement des alliés à Mourmansk et des Japonais à Vladivostok ;
- soulèvement de la Légion tchèque et formation d’une armée anti-bolchévique composée de libéraux, de socialistes-révolutionnaires et de monarchistes à Samara, au sud d’Ekaterinbourg.

Il est trop tard pour transférer l’ex-tsar et sa famille dans une zone plus sûre. C’est un problème aigu pour Lénine. Il faut supprimer Nicolas et tous les siens.
Nicolas II déclare à un ami deux jours avant son assassinat : « Au fond, je suis déjà mort… mort mais pas encore enterré ».

### Assassinat de la famille impériale
Avant même son arrivée, le 21 juin 1918 Iourovski reçoit des instructions du soviet de l’Oural concernant les préparatifs pour une prochaine exécution. Alarmé par l'avance de l’Armée blanche, qui approche d’Ekaterinbourg, il reçoit bientôt ce message : « Informé de la menace que font peser les bandits tchécoslovaques sur la capitale rouge de l’Oural et prenant en considération le fait que le bourreau couronné, en se dissimulant, pourrait échapper à la sentence du peuple, le Comité exécutif, exécutant la volonté du peuple, a décidé de fusiller le ci-devant tsar Nicolas Romanov, coupable d'innombrables crimes sanglants ».
Les jours suivants, Iourovski et son second, Ermakov, examinent les terrains du côté de Koptiaki, à dix-huit kilomètres de la ville, afin de trouver un endroit assez discret pour y enterrer les corps et garder secret le lieu de l’inhumation.
Début juillet, l'armée de Koltchak s'approche dangereusement de la ville, où sont enfermés Nicolas II et sa famille. Le Comité central du parti bolchevique, alors favorable à un procès public du dernier des Romanov, envoie Golechtchekine, « un bolchevik parfaitement sûr », à Ekaterinbourg, pour ramener Nicolas II et sa famille à Moscou et organiser le procès.
Pierre Gilliard raconte dans son livre : « Le 4 juillet 1918, le commissaire Yakov Iourovski prit le commandement de la villa Ipatiev. Il emmena avec lui dix hommes, qui seront chargés de l’exécution. Pendant quelques jours, il parcourut la région à cheval pour repérer un endroit sûr où faire disparaître les corps ».
Le 12 juillet, les officiers de l'Armée rouge préviennent que la chute de la ville n'est plus qu'une question de jours. Lénine et une partie du Bureau politique décident alors secrètement de faire assassiner le tsar sans procès. Le 16 juillet, à Moscou, il reçoit de Sverdlov, l'autorisation d'abattre toute la famille. L'ancien monarque est peut-être fusillé avec toute sa famille dans la nuit du 17 au 18 juillet 1918, à Ekaterinbourg, une semaine avant que celle-ci ne tombe aux mains des Blancs. En 1990, Marc Ferro se demande si Lénine n'a pas fait que consentir à une décision prise par le soviet régional de l'Oural qui devait de toute façon prendre une décision face à l'avancée des armées blanches et souligne que la décision se limitait au tsar, peut-être au tsarévitch, mais pas aux femmes de la famille Romanov. La population d'Ekaterinbourg accueillit la mort du tsar avec « une stupéfiante indifférence ».
Le 16 juillet au soir, Iourovski procura des pistolets à ses hommes. Après minuit, il demanda aux Romanov et à leurs domestiques (Evgueni Botkine, Anna Demidova, Ivan Kharitonov et Aloïs Troupp) de se préparer à être transférés dans un lieu plus sûr. Tout le monde descendit par les escaliers intérieurs jusqu’au sous-sol. L’ex-tsar portait son fils dans ses bras. Il y avait deux chaises, où s’assirent l’empereur et l’impératrice, Alexis se trouvait sur les genoux de son père, les grandes-duchesses et leurs domestiques se trouvaient debout à côté du couple impérial.
Iourovski, prétextant qu’il allait chercher un appareil photographique pour prouver leur bonne santé auprès de Moscou, alla régler les derniers détails du massacre avec ses hommes de mains, puis il ouvrit la double porte où se trouvaient les prisonniers. Les douze hommes s’alignèrent sur le seuil en trois rangs. Dehors, le chauffeur du camion mit le moteur en marche pour couvrir le bruit des détonations.
Au premier rang des tueurs, Iourovski sortit un papier et se mit à le lire rapidement : « Du fait que vos parents continuent leur offensive contre la Russie soviétique, le comité exécutif de l’Oural a pris le décret de vous fusiller ». La fusillade se déchaîna aussitôt, dans le désordre le plus absolu, la plupart des soldats visant le tsar. Le choc des multiples impacts le projeta en arrière et il s’effondra, mort sur le coup. Alexandra et la grande-duchesse Olga eurent à peine le temps d’esquisser un signe de croix avant de tomber à leur tour, ainsi que Troupp et Kharitonov.
Dans la fumée de la poudre qui emplissait la pièce, le tsarévitch effondré par terre, faisait preuve, selon Iourovski, d’une « étrange vitalité » : il rampait sur le sol en se protégeant la tête de la main. Nikouline vida sur lui un chargeur sans réussir à le tuer. Iourovski dut l’achever de deux balles dans la tête. Les corsets des grandes-duchesses, sur lesquels elles avaient cousu des bijoux et des pierres précieuses pour les dissimuler, firent ricocher les balles qui leur étaient destinées.
Iourovski dira, plus tard, qu’elles étaient « blindées » (ce détail, une fois connu, a alimenté les rumeurs des survivants et également celle d’un fabuleux trésor). Anna Demidova fut aussi longue à mourir. Les tueurs avaient vidé leurs armes, mais cela ne suffit pas, car trois des grandes-duchesses étaient encore en vie.
Selon son témoignage, Kabanov alla chercher la baïonnette d’une Winchester pour les achever. D’autres l’imitèrent.
Les victimes sont au nombre de onze : Nicolas II, sa femme Alexandra Fedorovna, ses quatre filles Olga, Tatiana, Maria et Anastasia, son fils Alexis, le médecin de la famille Ievgueni Botkine, la femme de chambre Anna Demidova, le valet de chambre Alexeï Trupp et le cuisinier Ivan Kharitonov.
Aussitôt l’exécution terminée, les corps sont chargés dans un camion et emmenés à un ancien puits de mine, dans le bois de Koptiaki, où ils sont jetés après avoir été dépouillés de leurs vêtements et de leurs bijoux. Iourovski s'avise vite cependant que les Blancs ne tarderont pas à les retrouver. La nuit suivante, aidé d'un autre commando, il repêche les cadavres et les emmène plus loin dans la forêt. À un moment, le camion s'enlise définitivement dans le sentier et il décide de les enterrer sur place. Après avoir fait brûler deux corps, les hommes de Iourovski préparent une fosse commune pour les autres. Ils y installent les corps, les aspergent d’acide sulfurique pour empêcher leur identification s’ils étaient retrouvés, puis remplissent la fosse en plaçant, par-dessus, des traverses de chemin de fer.
Deux jours plus tard, Iourovski part pour Moscou, emmenant avec lui les biens des Romanov. Il est également chargé de convoyer jusqu’à la capitale l’or des banques de l’Oural. Il expliquera ses actes dans sa confession du 1er février 1934. Ultimement, Nicolas et ses proches descendent un escalier vers la mort qui est au même nombre que les années de règne du dernier tsar de Russie : vingt-trois.

## Du massacre à la réhabilitation

Monogramme de Nicolas II de Russie.

### Après le massacre
La destruction totale des restes avec le but d’éviter qu’ils ne devinssent des reliques, eut aussi pour conséquence de permettre à certains historiens de nier le massacre et surtout de faire croire à l’existence de survivants. Sverdlov fait biffer la mention concernant la famille sur un tract annonçant le massacre. À Trotski, qui avait soutenu l’idée d’un procès, Sverdlov répond froidement : « Nous l’avons décidé ici. Illitch [Lénine] était convaincu que nous ne pouvions laisser aux Blancs un symbole auquel se rallier ». Lénine de son côté nie qu’il soit pour quelque chose dans le meurtre des enfants de Nicolas et des membres de sa famille.
Après la reprise de la ville d'Ekaterinbourg par la légion tchèque, les pièces de la maison où a eu lieu le massacre sont placées sous scellés et le général tchécoslovaque Radola Gajda installe son état-major à l'étage. Son bureau personnel se trouve alors dans la pièce qui avait été affectée au couple impérial. Le 7 février 1919, l'amiral Koltchak, chef des Armées blanches, confie l'enquête à Nicolaï Sokolov et Mikhail Dieterichs sur la mort de Nicolas II et de sa famille. Le juge Sokolov découvre dans un puits de mine, dont parlent aussi les bourreaux, des vêtements et des objets personnels, dont six buscs de corsets de femme, appartenant aux six victimes féminines.

### Controverses
Le sort de la famille impériale reste pendant longtemps sujet à controverses : si le juge Sokolov conclut immédiatement au massacre collectif et à l'incinération des corps, diverses personnes contestent ses conclusions. Le mythe de l’immense fortune impériale dormant dans des coffres étrangers ferait fantasmer des journalistes qui écriraient, d'après Hélène Carrère d'Encausse, des ouvrages dénués de sérieux, à partir de rumeurs répandues dans la région.
Ainsi en serait-il de Marina Grey, fille du général Denikine, qui tenterait de démontrer la survie courte — limitée à quelques mois ou aux quelques années de la guerre civile russe — d'une partie de la famille impériale. Seuls le tsar, le tsarévitch et les quatre membres de l'entourage impérial auraient été exécutés.

### Confirmation et inhumation

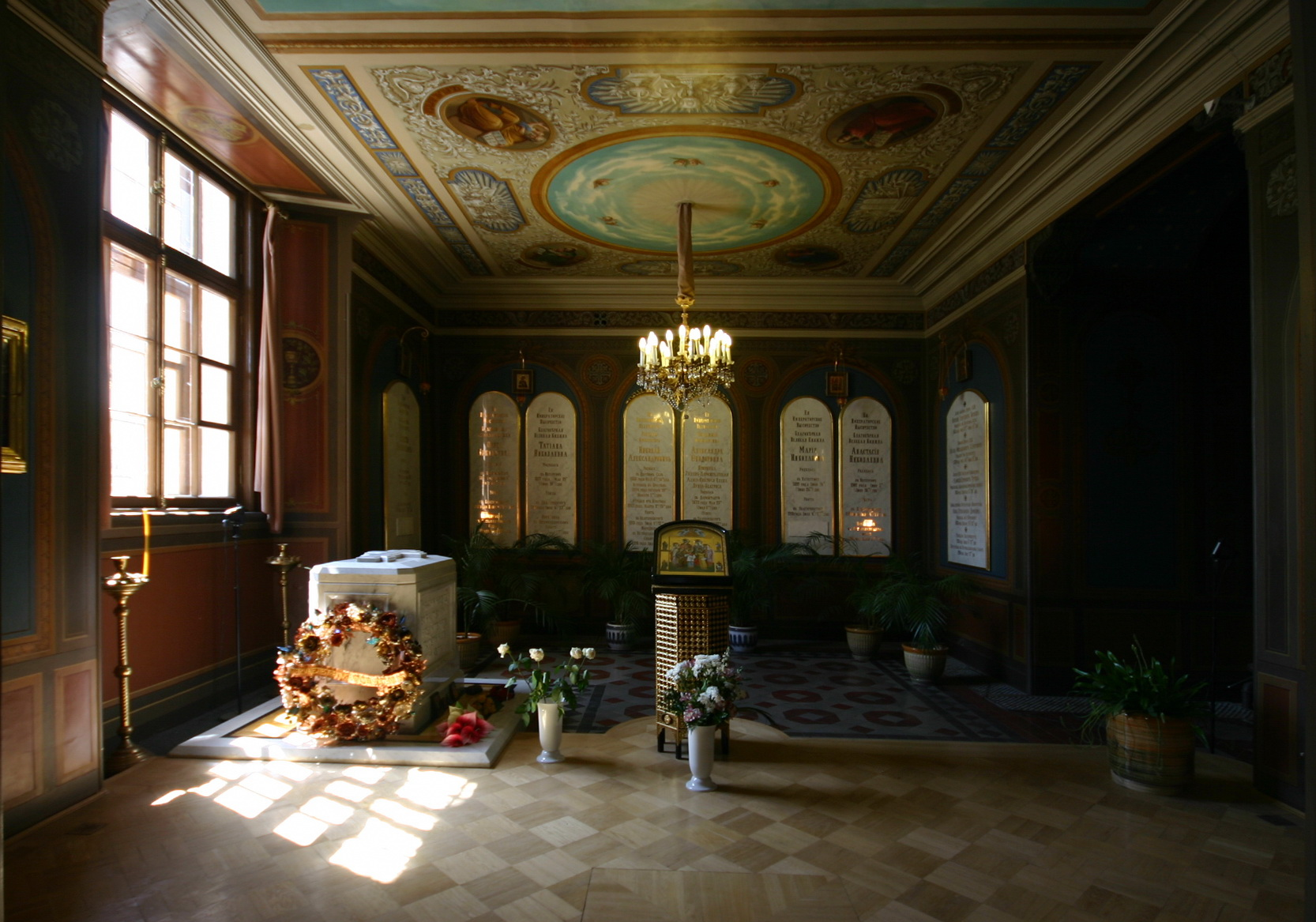
Dernière demeure du tsar.

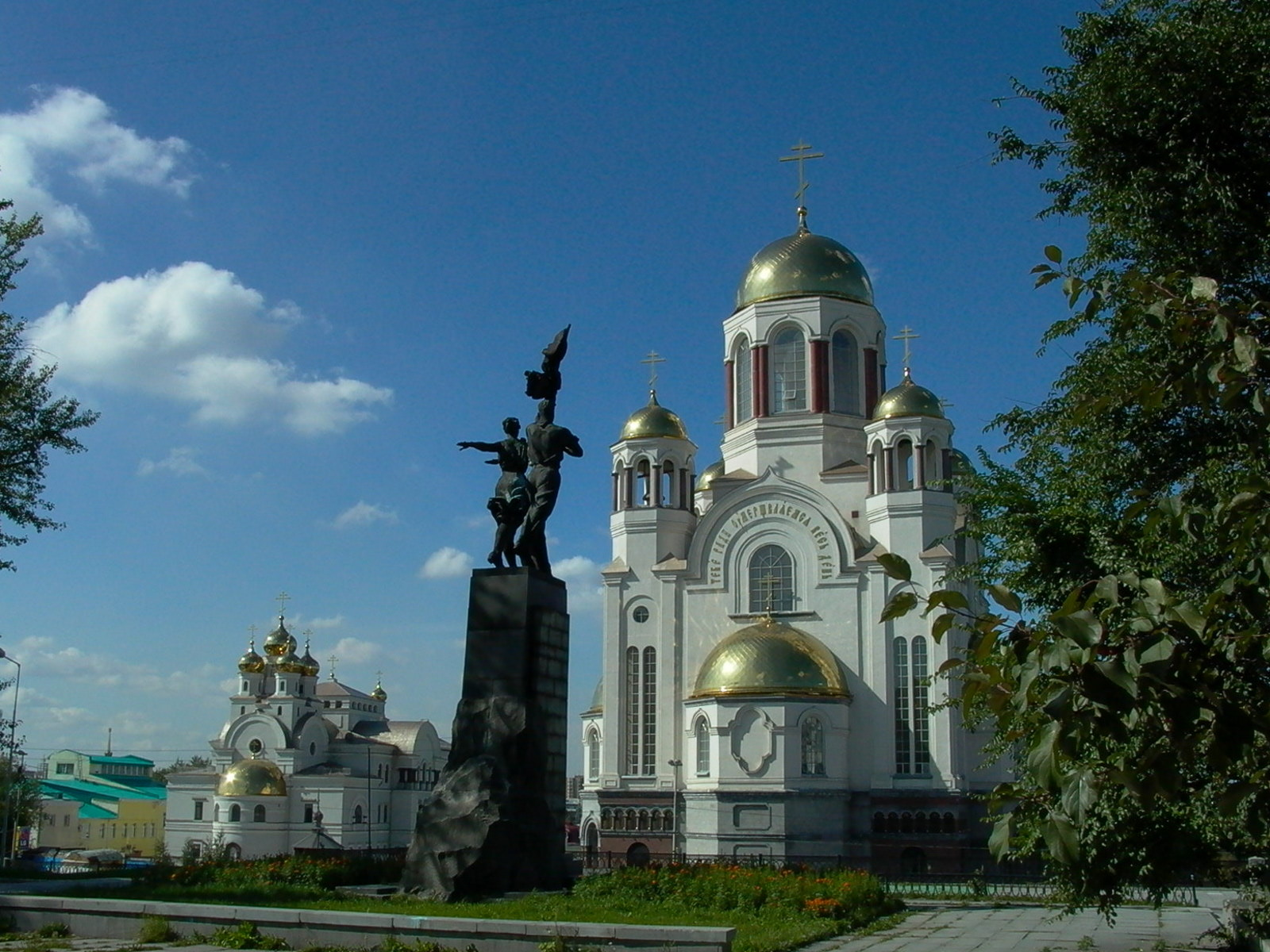
Église « sur le sang » construite sur le lieu de la villa Ipatiev, détruite en 1977 par Boris Eltsine, à Iekaterinbourg.

En 1990, les corps de la famille impériale sont retrouvés et exhumés, puis identifiés par une analyse ADN. Deux corps manquent pendant un temps, celui du tsarévitch Alexis, 13 ans, et celui de l'une des filles, Marie : d'après le rapport de Yourovsky, qui dirige l'exécution en 1918, ces deux corps ont été brûlés.
Le 17 juillet 1998, Nicolas II est inhumé avec sa famille (sauf les deux corps non retrouvés) dans la cathédrale Pierre-et-Paul à Saint-Pétersbourg, ainsi que le docteur Ievgueni Botkine, médecin de la famille impériale, et leurs domestiques : Anna Demidova, Ivan Kharitonov et Alexeï Trupp. Ils sont inhumés en présence de plus de cinquante membres de la famille Romanov et de leurs proches parents, en particulier le grand-duc Nicolas Romanovitch de Russie, chef de la maison impériale de Russie.
Sont également présents aux funérailles : Constantin Melnik (petit-fils du docteur Ievgueni Botkine), H. Kharitonov (petit-fils du cuisinier Ivan Kharitonov), Natalia Demidova (petite-nièce de la femme de chambre Anna Demidova). En revanche, sont absents le patriarche de Moscou Alexis II, et la reine d'Angleterre, cousine du tsar.
Les corps auparavant introuvables des deux enfants du dernier tsar, Marie, 19 ans et Alexis, 13 ans, semblent avoir été retrouvés en 2007 dans une forêt de l'Oural. Le 25 juin 2008, les tests ADN menés par une équipe de scientifiques russes démontrent que les ossements sont bien ceux de l'héritier du tsar et de l'une de ses filles.
Le 30 avril 2008, Édouard Rossel, gouverneur de l'oblast de Sverdlovsk, déclare « Le plus grand laboratoire génétique des États-Unis a confirmé leur identité, les corps retrouvés en août 2007, sont bien les corps des deux enfants du tsar Nicolas II, la princesse Maria et le tsarévitch Alexis […] Nous avons à présent retrouvé la famille au grand complet. »

### Canonisation

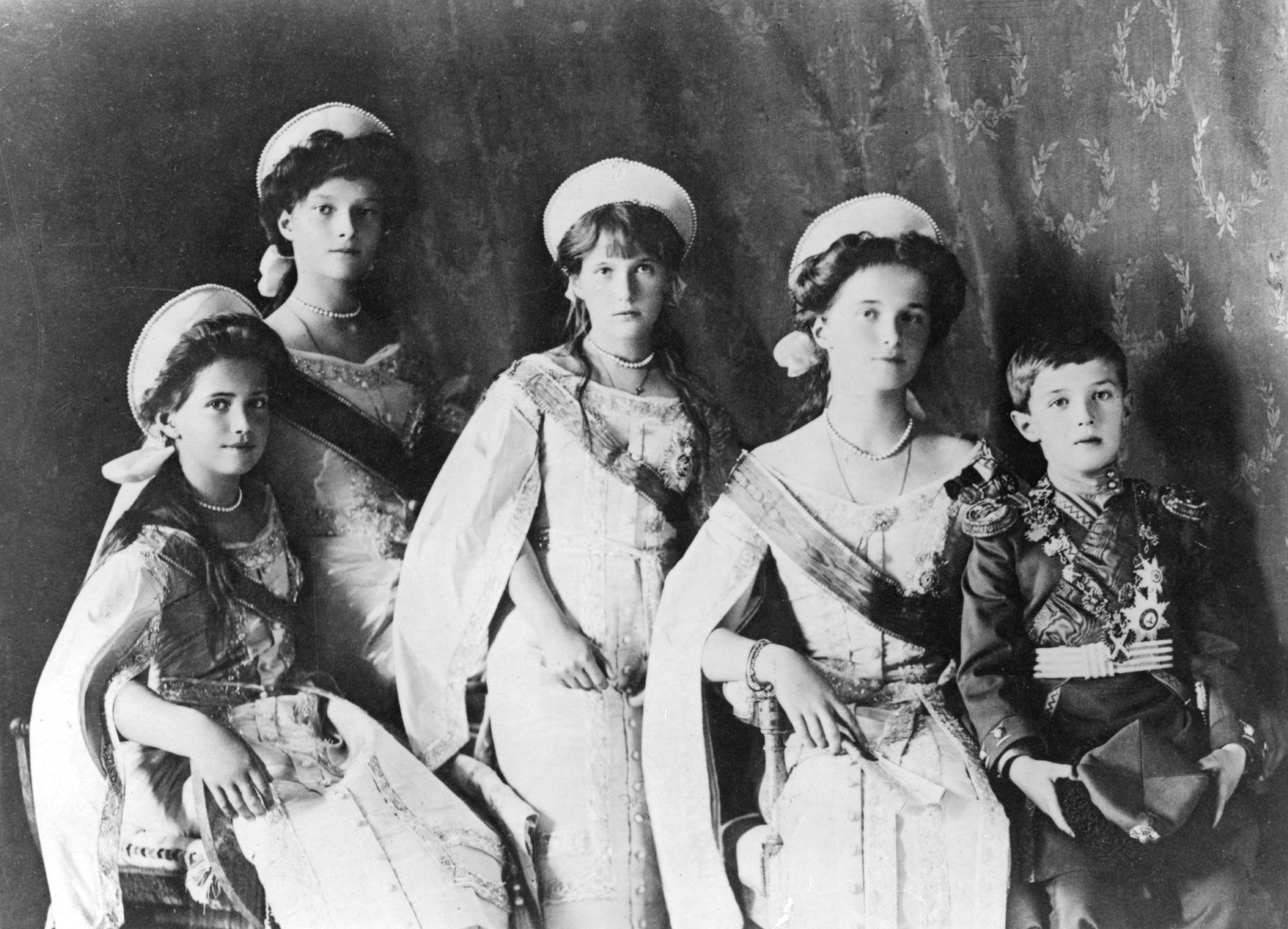
De gauche à droite : les grandes-duchesses Maria, Tatiana, Anastasia, Olga et le tsarévitch Alexis en 1910.

Le 20 août 2000, au vu de leur martyre, de la vénération populaire dont ils font l'objet et des miracles qui sont rapportés les concernant,, Nicolas II et sa famille sont canonisés par l'Église orthodoxe russe, et inscrits dans le martyrologe de l'Église orthodoxe russe. Saint-tsar Nicolas est vénéré le 17 juillet, le lieu de pèlerinage est situé à Ekaterinbourg en l'église nouvellement bâtie sur le lieu où furent massacrés Nicolas II et sa famille en 1918.

### Réhabilitation

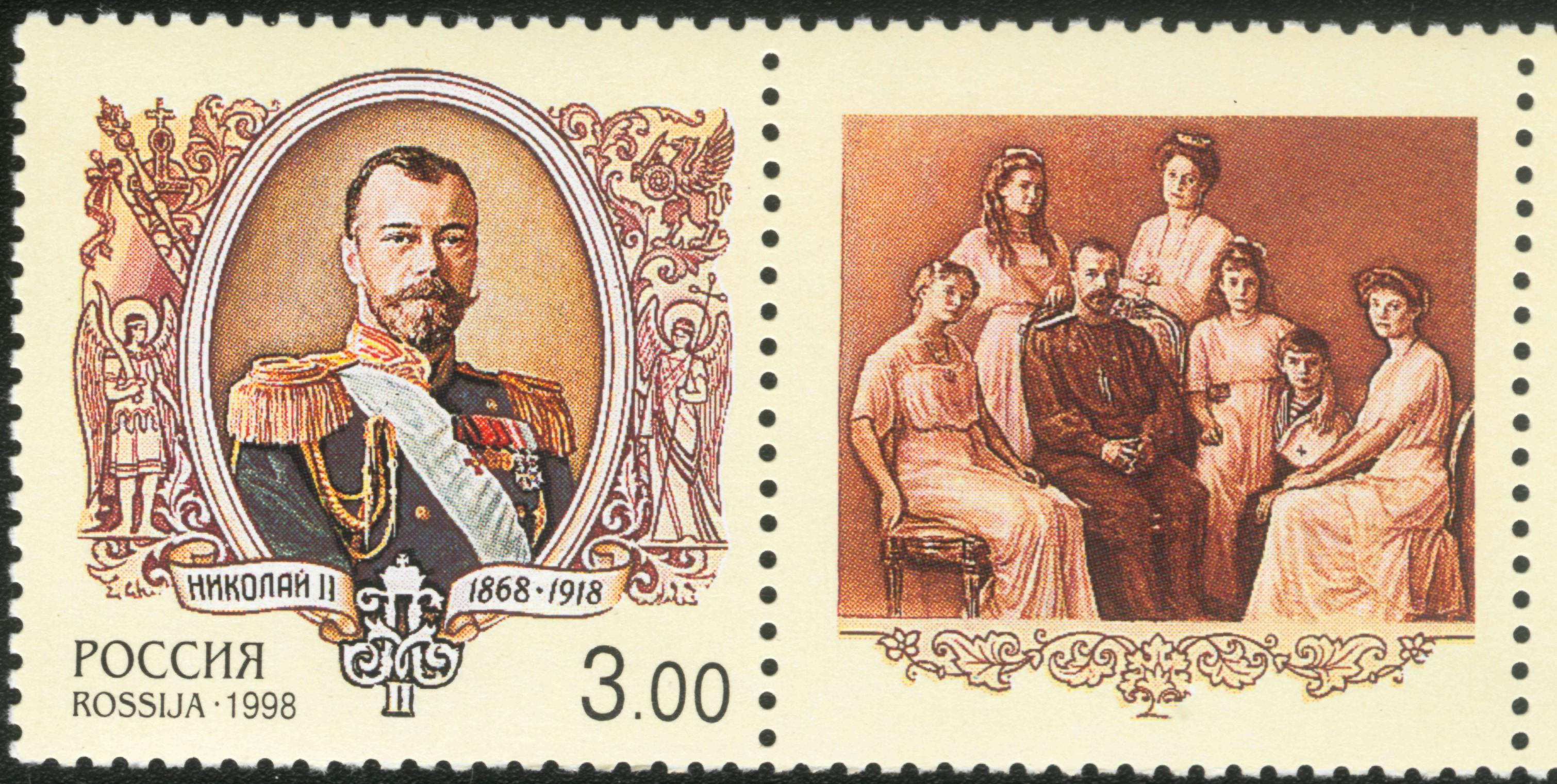
Nicolas II et sa famille, timbre russe de 1998.

Après plusieurs rejets de la plainte et des appels déposés par l'avocat de la grande-duchesse Maria Vladimirovna de Russie, la Cour suprême de la fédération de Russie avait statué en novembre 2007 que Nicolas II et sa famille ne pouvaient pas être réhabilités, arguant de l'absence du verdict émis par les bolcheviks qui avaient condamné à mort la famille impériale. Mais, en octobre 2008, le Présidium de la Cour suprême a reconnu les actes de répression contre Nicolas II et sa famille comme injustifiés et a décidé de les réhabiliter. 90 ans après leur exécution sommaire, la justice russe reconnaît que le dernier tsar de Russie et sa famille ont été victimes du bolchevisme.
Boris Gryzlov, président en exercice de la Douma d'État de Russie depuis 2003, a condamné le 7 juin 2008 le massacre de la famille impériale, le qualifiant de crime du bolchévisme.

### Perception historiographique
À l'international, certains historiens le comparent parfois à Charles Ier d'Angleterre et Louis XVI, ; ces trois monarques ont chacun été victime de régicides, ont été en leurs temps accusés par leurs détracteurs de velléités absolutistes et ont lors de crises importantes auxquels ils ont été confrontés multiplié les maladresses, fait preuve de piètres qualités de négociateurs et se sont entourés de mauvais conseillers précipitant leur pays dans l'abîme, avant d'être remplacés par des dirigeants révolutionnaires rendus responsables d'expériences dictatoriales voire proto-totalitaires,.

## Divers
La fortune personnelle de Nicolas II était colossale. D'après le blog financier Celebrity Networth, il serait le cinquième homme le plus riche de tous les temps.

## Distinctions
- 1894 : ordre de Saint-André :
- 1894 : ordre de Saint-Alexandre Nevski :
- 1896 :  Grand-croix de la Légion d'honneur, remise par le président de la République française Félix Faure
- Ordre de l'Aigle blanc :
- Ordre de Saint-Georges (4e classe) :
- Ordre de Saint-Vladimir (4e classe) :
- Ordre de Sainte-Anne (1re classe) :
- Ordre de Saint-Stanislas :
- Ordre suprême de la Très Sainte Annonciade :
- Chevalier grand-croix de l'ordre de la Couronne d'Italie :
- Chevalier de la grand-croix de l'ordre des Saints-Maurice-et-Lazare:
- Chevalier de l'ordre du Bain :
- Chevalier de l'ordre de la Jarretière :
- Ordre royal de Victoria :
- Ordre de la Toison d'or :
- Ordre de l'Étoile de Roumanie :
- Ordre de la Maison royale de Chakri :
- Commandeur de l'ordre du Soleil levant (1re classe) :
- Chevalier grand-croix de l'ordre du Sauveur :
- Grand cordon de l'ordre de Léopold :
- Collier de l'ordre national de la Croix du Sud :
- Ordre de l'Aigle noir :

## Généalogie
Nicolas II et le roi du Royaume-Uni George V, qui étaient cousins germains par leurs mères, se ressemblaient au point qu'ils étaient souvent confondus l'un avec l'autre,. Ainsi, au lendemain de la révolution russe et du massacre de la famille impériale, un jour que le roi George V parut dans la pièce où se trouvait la grande-duchesse Xenia Alexandrovna, sœur de Nicolas II, entourée de ses serviteurs, ces derniers, croyant que Nicolas II était ressuscité, se jetèrent aux pieds du souverain britannique.
Aujourd'hui, le prince Michael de Kent, petit-fils de George V, ressemble également beaucoup à Nicolas II.

### Ascendance deNicolasII
Nicolas II appartient à la première branche de la maison d'Oldenbourg-Russie (Holstein-Gottorp-Romanov), issue de la première branche de la maison d'Holstein-Gottorp, elle-même issue de la première branche de la maison d'Oldenbourg.

## Titres et armoiries

### Titres
Le titre complet de Nicolas II est : Nicolas le Second, par la grâce de Dieu, empereur et autocrate de toutes les Russies, de Moscou, Kiev, Vladimir, Novgorod, tsar de Kazan, tsar d'Astrakhan, roi de Pologne, tsar de Sibérie, tsar de Chersonèsos, tsar de Géorgie, seigneur de Pskov, et grand-duc de Smolensk, Lituanie, Volhynie, Podolie, et Finlande, prince d'Estonie, Livonie, Courlande et Zemgale et Samogitie, Białystok, Carélie, de Tver, Yugra, Perm, Vyatka, Bulgarie de la Volga, et d'autres territoires; seigneur et grand-duc de Nijni Novgorod, Tchernigov ; souverain de Riazan, Polotsk, Rostov, Iaroslavl, Belozersk, Oudorie, Salekhard, Kondia, Vitebsk, Mstislav, et de tous les territoires du Nord ; et souverain de l'Ibérie, de Karthli, et des territoires des Kabardes et d'Arménie ; seigneur héréditaire et gouverneur des Tcherkesses et autres montagnes ; seigneur du Turkestan, seigneur de Norvège, duc de Schleswig-Holstein, Stormarn, Dithmarse, Oldenbourg

### Armoiries
Durant tout son règne, Nicolas II garde les armoiries mises en place par son grand-père, Alexandre II.
| Figure | Blasonnement |
|        | Tsarévitch de Russie (1868-1894) puis tsar de Russie (1894-1917) D'or à l'aigle bicéphale de sable, becquée et membrée d'or, languée de gueules, chaque tête surmontée d'une couronne fermée du champ, l'aigle surmontée à son tour d'une troisième couronne fermée du champ et tenant un sceptre du champ dans la patte dextre et un orbe d'azur cerclé d'or dans la patte sénestre ; l'aigle chargée en cœur d'un écusson de gueules représentant Saint Georges terrassant la Dragon, sur son destrier d'argent de la Moscovie. |

## Culture populaire

### Au cinéma et à la télévision

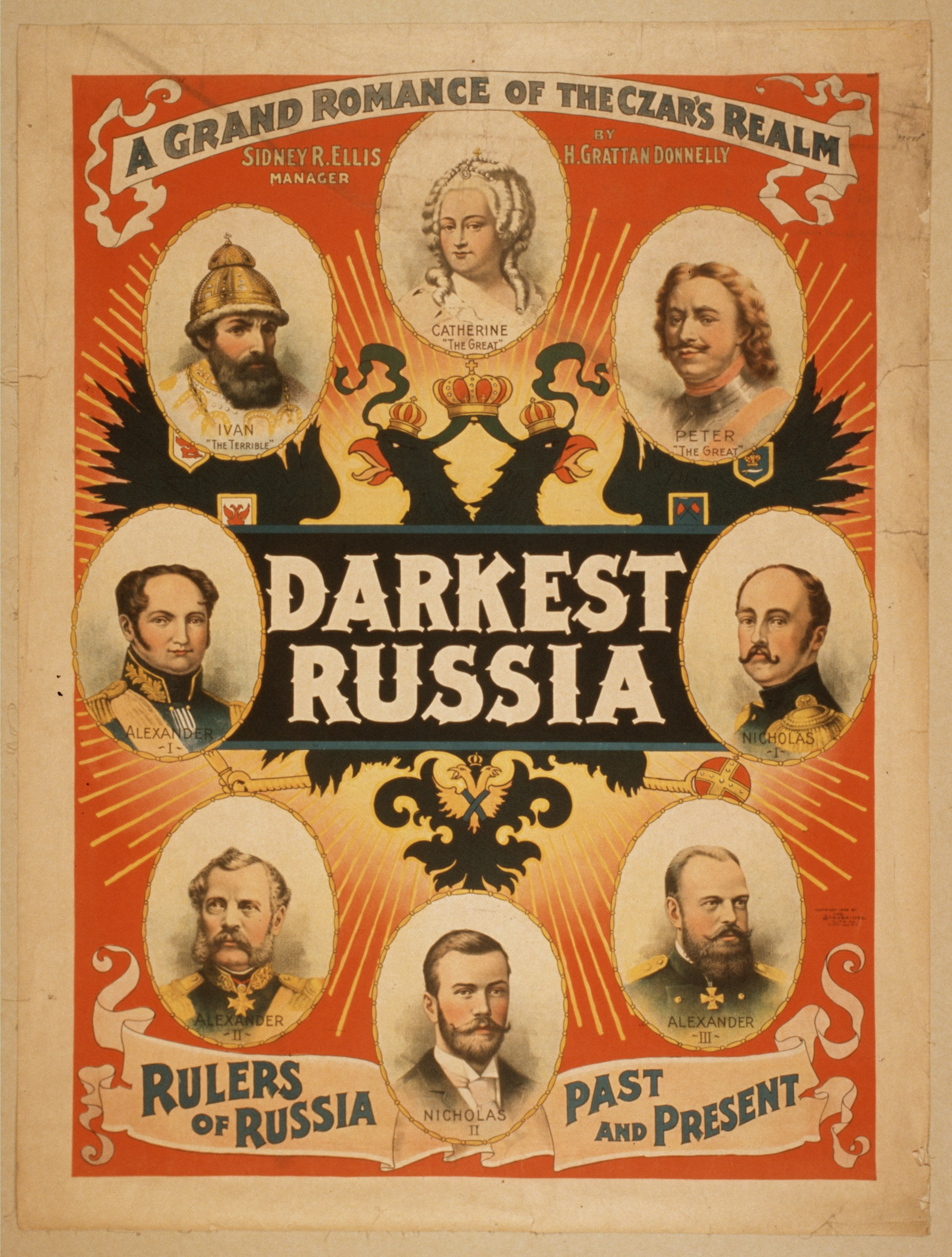
Poster du film Darkest Russia.

La vie et la mort du tsar et des siens ont inspiré beaucoup de films, la plupart inédits en France :
- 1917 : The Fall of the Romanoffs ;
- 1923 : The Rendezvous ;
- 1928 : Rasputins Liebesabenteuer ;
- 1929 : Arsenal ;
- 1931 : 1914, fleurs meurtries ;
- 1932 :
  - Raspoutine et l'Impératrice ;
  - Rasputin, Dämon der Frauen ;
- 1938 : La Tragédie impériale ;
- 1954 : Raspoutine ;
- 1956 :
  - Anastasia l'ultima figlia dello zar ;
  - Anastasia ;
- 1960 : Les nuits de Raspoutine ;
- 1969 : Ah Dieu ! que la guerre est jolie ;
- 1971 : Nicolas et Alexandra ;
- 1974 : La Chute des aigles mini-série TV ;
- 1975 :
  - Raspoutine, l'agonie ;
  - Edward the King ;
- 1986 : Anastasia: Il mistero di Anna, film TV ;
- 1991 : L'Assassin du tsar ;
- 1996 : Raspoutine ;
- 1997 : Anastasia, film d’animation ;
- 2000 : Les Romanov : Une famille couronnée ;
- 2002 ; L'Arche russe ;
- 2003 :
  - The Lost Prince ;
  - Bednaja Nastja, série TV ;
- 2006 : Engineering an Empire ;
- 2008 : L'Amiral, une superproduction cinématographique russe ;
- 2014 ; 37 days, mini-série avec Ian Beattie dans son rôle ;
- 2017 : Matilda, film ;
- 2018 : American Horror Story, saison 8 épisode 9.
- 2019 : Les Derniers Tsars, série TV ;
- 2020 : Legends of Tomorrow, saison 5 épisode 1, avec Ryan Elm dans le rôle
- 2021 : The King's Man : Première Mission, film avec Tom Hollander dans le rôle.
- 2022 : The Crown, saison 5 épisode 6, avec Aleksey Diakin dans le rôle.

### Documentaires
- L'ombre d'un doute, épisode Les Romanov, enquête sur la mort du tsar et de sa famille en 2013.
- L'émission Secrets d'Histoire intitulée Nicolas II, le dernier tsar de Russie, lui est consacrée en 2014[125],[126].
- Romanov la contre-enquête de Christopher Jones en 2018.
- C'est un complot !, épisode Le Tsar Nicolas II a-il réussi à s'enfuir ? en 2021.

### Dans la littérature
- Olivier Moinard, L'Ami du tsar, drame en quatre actes, éditions Stellamaris, 2019,  (ISBN 978-2-36868-625-6).
- Jacqueline Monsigny, Les filles du tsar, Marie ou les tourbillons du destin, Paris, Éditions Michel Lafon, 2003.
- Franck Ferrand, L'ombre des Romanov, Paris, XO Éditions, 2010.
- Steve Berry, Le Complot Romanov, États-Unis, Le Cherche midi, 2011.
- Marc Ferro, Nicolas II, France, Petite bibliothèque Payot 1990.
- Luc Mary, Les derniers jours des Romanov, éditions de l'Archipel, 2008.
- Agnès Michaux, Le Témoin, Flammarion, Paris, 2009  (ISBN 978-2-08-120194-1).
- Michel Wartelle, L'Affaire Romanov ou le mystère de la maison Ipatiev, Louise Courteau Éditrice éditrice, 2008, Québec, Canada.

### Dans les films d'animations
- Détective Conan : Le Magicien de la fin du siècle (17 avril 1999 au Japon, 19 mars 2008 en France).

### À l'opéra
- Nicholas and Alexandra (2003), opéra de Deborah Drattell.